# Période des dynasties archaïques
Vous lisez un « article de qualité » labellisé en 2013.
Sauf précision contraire, les dates de cet article sont sous-entendues « avant l'ère commune » (AEC), c'est-à-dire « avant Jésus-Christ ».
Pour les périodes historiques homonymes, voir Archaïque.

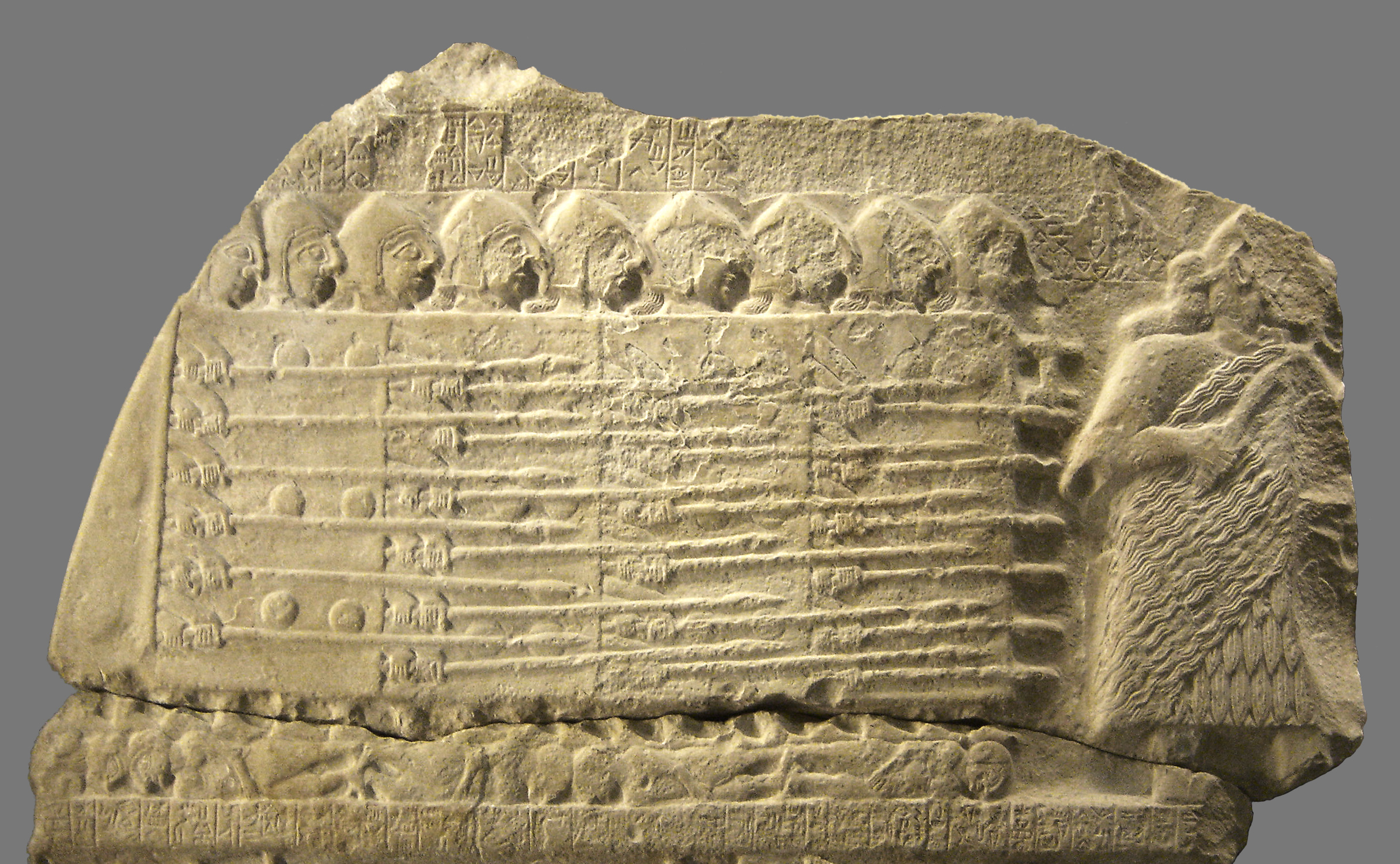
Stèle des vautours, face, registre supérieur : la « phalange » de l'armée de Lagash triomphant des troupes de la cité rivale, Umma. Vers 2450 av. J.-C., musée du Louvre.

La période des dynasties archaïques (abrégé en DA) est une phase de l'histoire de la Mésopotamie, parfois aussi appelée « dynastique archaïque », « protodynastique » ou encore « présargonique ». Elle couvre une grande partie du IIIe millénaire av. J.-C. Les dates conventionnelles, très approximatives, la font débuter vers 2900 av. J.-C., voire dès les environs de 3000 av. J.-C., pour se terminer vers 2340/2300 av. J.-C., date de l'unification de la région par Sargon d'Akkad. Succédant à la période d'Uruk qui a vu la formation des premiers États, des premières villes et l'invention de l'écriture, cette époque est caractérisée par l'existence d'États encore peu développés et peu étendus, désignés comme des « cités-États ». Leurs structures se consolident au fil du temps, jusqu'à la fin de la période qui est marquée par la constitution de l'empire d'Akkad. Du point de vue culturel, ces différentes entités politiques sont relativement homogènes, participant à une civilisation brillante qui rayonne sur une grande partie du Moyen-Orient. Les cités du pays de Sumer (Uruk, Ur, Lagash, Umma, Nippur, etc.), situées à l'extrême sud de la Mésopotamie, sont les plus influentes ; elles sont bordées au nord par des royaumes de peuplement sémite couvrant une grande partie de la Mésopotamie et de la Syrie (Kish, Mari, Nagar, Ebla, etc.).
La priorité a longtemps été donnée aux études sur la Mésopotamie méridionale et centrale, régions connues depuis la fin du XIXe siècle par les textes comme par l'art grâce aux fouilles de plusieurs sites (en premier lieu Girsu, mais aussi Eshnunna (Tell Asmar), Khafadje, Ur, etc.). Puis l'analyse de cette période s'est progressivement élargie aux régions voisines, notamment le Sud-Ouest iranien, la Haute Mésopotamie et surtout la Syrie, de mieux en mieux connue depuis une trentaine d'années grâce aux archives d'Ebla. Cela permet de prendre en compte les évolutions qui s'y effectuent également et qui tendent à relativiser la vision traditionnelle centrée sur la Mésopotamie. En effet, cette dernière n'est pas une région isolée par ses structures politiques et sociales complexes ou son système d'écriture, car d'autres régions proches partagent des traits communs avec elle et participent à des circuits d'échanges matériels et immatériels couvrant tout le Moyen-Orient.

## La Basse Mésopotamie et ses voisins
La période des dynasties archaïques concerne au premier chef la Mésopotamie méridionale, qui est alors une région peuplée, riche grâce à son agriculture irriguée et où se développent des cités-États à la puissance croissante. Elle rayonne culturellement sur les régions voisines. En effet, le Proche-Orient du IIIe millénaire est un monde divisé entre différentes aires régionales qui sont en contact. Même si les discours sur l'histoire de cette période sont souvent marqués par un « mésopotamo-centrisme » (qui se concentre en fait sur la partie sud de la Mésopotamie), il convient de ne pas focaliser l'étude de cette période à ce seul ensemble géographique, et de mentionner la situation en Haute Mésopotamie et en Syrie, où des États archaïques proches de ceux de Mésopotamie méridionale ont été identifiés. Ils présentent des particularismes qui font qu'ils ne peuvent pas être réduits au seul rôle de périphérie dominée. La partie occidentale du plateau Iranien, moins bien connue, semble dans une situation proche, au moins en Susiane. Il convient également d'évoquer les régions des rives du golfe Persique, qui connaissent alors un développement marqué et intègrent les réseaux d'échanges inter-régionaux qui les évitaient aux périodes précédentes. Le Levant et l'Anatolie restent quant à eux en marge tout au long de la période, même s'ils prennent part à des échanges de biens, et l'Égypte est surtout en relation avec la Palestine et la Syrie et peu avec la Mésopotamie.

### La Basse Mésopotamie des cités-États

#### Périodisation

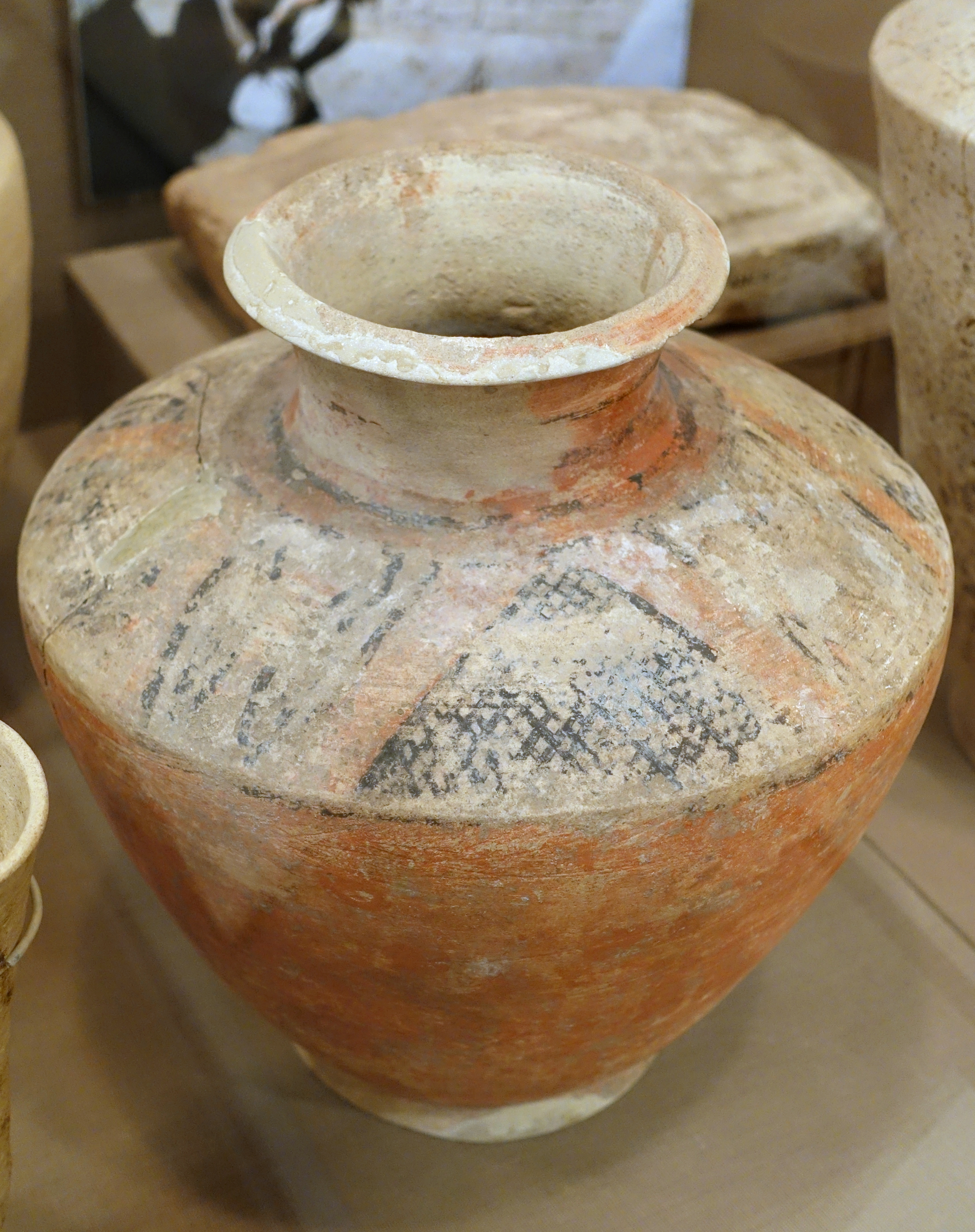
Jarre de type Scarlet ware ancien, fin Djemdet Nasr-début du DA I, vallée de la Diyala. Musée de l'Oriental Institute de Chicago.

La périodisation des « dynasties archaïques » (DA, anglais Early Dynastic/ED) a été mise au point par les archéologues américains à partir de la stratigraphie des sites qu’ils fouillent dans la vallée de la Diyala dans les années 1930 (Khafadje, Tell Asmar, Tell Agrab),. Au départ adaptée spécifiquement à cette région, elle a finalement été étendue au reste de la Mésopotamie méridionale mais rarement aux régions voisines de haute Mésopotamie et de Syrie, où se trouvent des périodisations locales, comme celle de « période proto-syrienne » à Ebla ou le « Djézireh archaïque » (Early Jezireh, EJ) dans la région du même nom (notamment à Tell Brak et Tell Beydar). Ces périodisations ont une signification strictement archéologique et ne reflètent pas des évolutions politiques comme c'est le cas pour les périodes postérieures de l'histoire mésopotamienne, car les événements politiques sont inconnus pour la majeure partie de cette époque. Mais même dans le domaine archéologique, ce découpage chronologique est discuté. Les datations sont donc très discutées et approximatives. La période des dynasties archaïques s'est en gros étendue de 3000/2900 à 2350/2300 av. J.-C..
La période des dynasties archaïques est de plus considérée comme une des phases de l'âge du bronze ancien, qui en Mésopotamie et dans les régions voisines couvre en gros le IIIe millénaire av. J.-C. et inclut également les deux phases suivantes, celles de l'empire d'Akkad et de la troisième dynastie d'Ur.
L'époque des dynasties archaïques est traditionnellement divisée en trois sous-périodes :
- Le DA I (v. 3000/2900-2750), est une période mal connue, marquée par le poids de la tradition de la période d'Uruk final (v. 3400-3200) et de la période de Djemdet Nasr (v. 3200-3000) surtout dans le sud mésopotamien[8]. Ailleurs l’éclatement culturel constaté depuis la fin du IVe millénaire : culture de la « Scarlet Ware » dans la vallée de la Diyala, Ninive V en Haute Mésopotamie, stade final de la civilisation proto-élamite dans le Sud-Ouest iranien.
- Le DA II (v. 2750-2600), voit un art nouveau naître en Basse Mésopotamie, dont l'influence se ressent dans les régions voisines, renvoyant aux liens tissés au IVe millénaire. Ce serait la période des « âges héroïques » de Sumer, où sont supposés avoir régné des rois connus par la tradition mésopotamienne postérieure comme Lugalbanda, Enmerkar et Gilgamesh à Uruk, Agga à Kish. L'existence archéologique de cette période est cependant mise en doute car elle n'apparaît pas vraiment dans les sondages de villes du Sud comme Nippur d'où ressort plutôt une division en deux phases[9].
- Le DA III (v. 2600- 2350/2300), qui voit une expansion de l'usage de l'écriture, et un accroissement des inégalités sociales, est divisé en deux sous-périodes. Le DA III A (v. 2600-2500) est la période des tombes royales d'Ur, des archives de Fara (Shuruppak) et d'Abu Salabikh. Le DA III B (v. 2500-2350/2300) est beaucoup mieux connu sur le plan événementiel grâce aux textes de Girsu (Tello) dans l'État de Lagash à Sumer et Ebla (Tell Mardikh) en Syrie centrale. Cette période voit le développement de puissances politiques en Haute Mésopotamie, Syrie et aussi dans le Sud-Ouest iranien, qui s'intègrent dans un jeu diplomatique plus étendu.

La fin du dynastique archaïque, située selon les dernières propositions autour de 2300 av. J.-C., est définie non plus par l'archéologie mais par les événements politiques : les conquêtes de Sargon d'Akkad puis celles de ses successeurs, qui bouleversent l'équilibre politique en Mésopotamie mais aussi en Syrie et en Élam. La rupture politique est incontestable, bien qu'elle s'étale sur plusieurs années (jusqu'au règne de Naram-Sîn) et s'appuie sur des antécédents des dynasties archaïques. En revanche, cette fois-ci le changement de période n'est pas identifié par l'archéologie, que ce soit la céramique ou l'architecture : il est en général impossible de déterminer sur un site quand s'achève le DA III et quand débute la période d'Akkad.

#### Une région riche et urbanisée

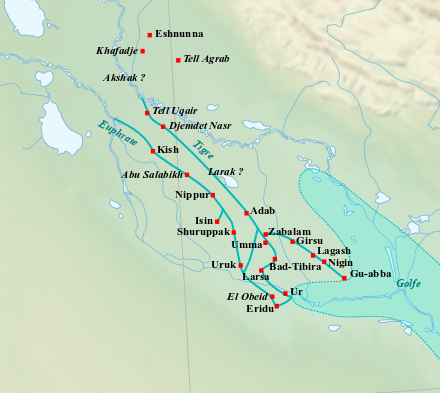
Les sites principaux de Basse Mésopotamie à la période des dynasties archaïques.

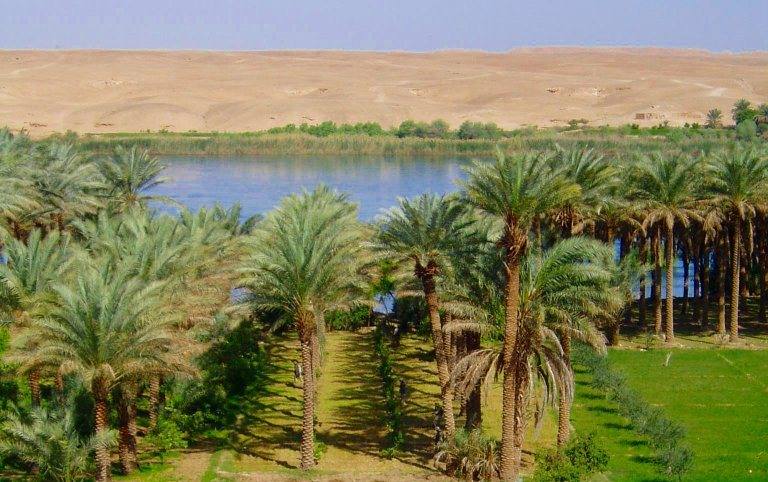
Palmeraie irriguée sur les bords de l'Euphrate, dans le sud de l'Irak actuel, paysage dont les origines remontent à la plus haute Antiquité.

La région qui occupe une place prépondérante dans le Proche-Orient du IIIe millénaire est le sud mésopotamien, vaste delta du Tigre et de l'Euphrate. Elle voit alors l'épanouissement de la civilisation sumérienne, sur les bases posées au millénaire précédent par la civilisation de la période d'Uruk qui a notamment vu l'apparition des premières villes, des premiers États, d'outils administratifs élaborés, de l'écriture. Celle-ci est très employée dans cette région, comme l'ont confirmé les fouilles de Girsu, Uruk, Ur, Nippur, Shuruppak, et Abu Salabikh où ont été exhumées des centaines de tablettes cunéiformes.
La période des dynasties archaïques est la première pour laquelle il est possible donner un aperçu de la situation ethnique de la Basse Mésopotamie, grâce aux textes qui comprennent pour la première fois des signes phonétiques suffisamment nombreux pour permettre de savoir quelle langue ils transcrivent (alors qu'auparavant les signes étaient essentiellement idéographiques et donc non phonétiques), ainsi que des noms de personnes qui indiquent à quelle ethnie ils se rattachaient probablement. Le sud de la Basse Mésopotamie est occupé essentiellement par des Sumériens, peuple d'origine inconnue (leur langue, le sumérien, étant sans parenté connue), dont on débat encore pour savoir s'il était déjà sur place durant la période d'Uruk. Au nord, un peuplement sémite est dominant, repérable par les noms de personnes et quelques textes portant des mots dans une langue sémitique qui est qualifiée d'« akkadien ancien ». On ne parle pourtant pas d'« Akkad » pour cette période, puisque ce terme n'est popularisé qu'à partir de l'empire d'Akkad. I. Gelb a proposé de regrouper ces populations sémites sous le nom de « civilisation de Kish », d'après le nom de la cité sémite qui paraît la plus puissante à cette période. Les relations entre les deux ensembles, Sumériens et Sémites, ont fait couler beaucoup d'encre. S'il ne faut pas exclure les possibilités de tensions entre les deux, il est généralement considéré que l'impression de symbiose ressort plus des sources archéologiques et textuelles.
Cette différence ethnique s'accompagne de différences dans l'organisation politique, économique voire sociale, même si le rayonnement de la civilisation sumérienne est sans comparaison à cette période. La Basse Mésopotamie s'est développée avant tout grâce à l'agriculture irriguée intensive reposant sur la culture de l'orge, celle du palmier-dattier associée à des jardins et vergers, ainsi qu'à l'élevage de petit bétail (moutons, chèvres). C'est alors sans doute l'agriculture la plus productive de tout le Moyen-Orient. Cela a permis l'épanouissement d’une société riche et très urbanisée : la population des sites urbains représenterait au DA III les trois-quarts de la population totale voire plus dans certaines régions de Sumer, ce qui marque un apogée. On attribue généralement la croissance de ces sites urbains à des migrations, à une échelle régionale voire plus loin encore, et peut-être que ce phénomène est soutenu par une forme de croissance économique, qui reste néanmoins difficile à démontrer avec certitude pour une période aussi reculée. Sur le plan politique, cette urbanisation va de pair avec l'organisation en « cités-États », petites entités regroupées autour d'un ou plusieurs gros centres urbains dominant un réseau d'agglomérations allant jusqu'aux petits bourgs ruraux, avec un territoire délimité voisinant un autre État de même nature. Les plus importantes sont Uruk, Ur, Lagash, Adab et Umma-Gisha. La situation a peut-être été différente au Nord, en pays sémite, où les rois de Kish ont pu constituer un État territorial assez vaste, face à d'autres entités puissantes, Mari et Akshak. Les sources nous montrent en tout cas des conflits récurrents entre royaumes voisins, notamment entre Umma et Lagash.
Il faut rajouter à la région du delta mésopotamien celle d'un des affluents du Tigre, la vallée de la Diyala, où se développent plusieurs sites importants à partir du DA I. Ces régions et celles qui la bordent à l'est constituent alors l'aire de diffusion de la céramique dite « Scarlet ware » (« céramique écarlate »), peinte avec des motifs rouges, sur un fond clair, beige. Les représentations qui y sont peintes sont généralement des motifs géométriques, naturalistes, mais il existe aussi des représentations humaines. La haute vallée de la Diyala a livré plusieurs forteresses construites à cette période, comme Tell Gubba et Tell Maddhur dans le Djebel Hamrin ; il s’agit peut-être d’établissements créés par les habitants de la région aval dans le but de contrôler la partie amont, dans le but de sécuriser l'accès vers le plateau Iranien, avec lequel des échanges fructueux sont entrepris. Les sites urbains de la Diyala se développent aux phases suivantes du DA, avant tout Tell Asmar (nommée Eshnunna aux périodes suivantes) et Khafadje (Tutub), mais leur organisation politique n'est pas connue. Ils montrent un rapprochement culturel avec les cités de la Basse Mésopotamie,,.

### Les régions voisines

#### La Haute Mésopotamie et la Syrie centrale

Les sites principaux de la Syrie et de la Haute Mésopotamie au

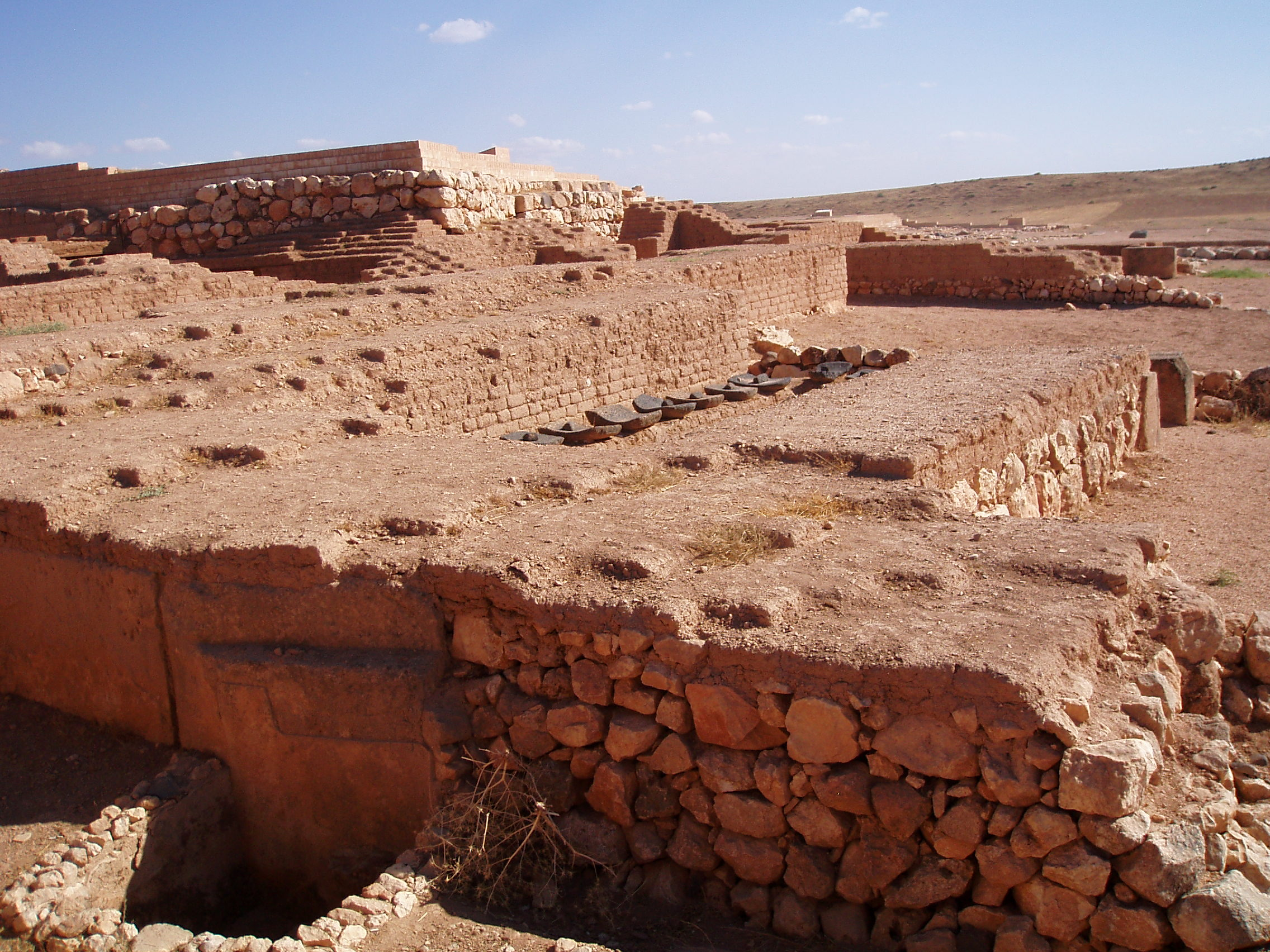
Site d'Ebla.

Au début du IIIe millénaire, la Haute Mésopotamie et la région du Moyen Euphrate font partie de la culture de Ninive V qui s'étend de Yorghan Tepe (la future Gasur-Nuzi) jusqu'au Triangle du Khabour. Contemporaine du DA I, elle marque une étape importante dans l'urbanisation de la région, mais reste encore mal connue. Il semble que cette phase soit marquée par une sorte de « décentralisation », reflétée par le fait que les sites urbains ne présentent pas de groupes monumentaux importants, ni de traces d'une administration aussi élaborée qu'à la fin du millénaire précédent.
À partir des alentours de 2700 et surtout après 2500 (début du « Djézireh archaïque » et de la « période proto-syrienne »), les sites urbains principaux connaissent une phase de croissance, souvent désignée comme la « seconde révolution urbaine » de la Syrie (après celle du millénaire précédent). Ils sont entourés d'un ensemble de bourgades et de villages semblant être dans leur mouvance politique, ce qui reflète la présence d'une myriade d'entités politiques se partageant cet espace géographique. Beaucoup des sites du nord mésopotamien sont caractérisés par leur forme circulaire et désignés par les archéologues du terme allemand Kranzhügel (« colline-couronne » ; on le doit à Max von Oppenheim), comme Tell Chuera et Tell Beydar. Parmi les autres sites importants connaissant un essor, on compte le vieux site de Tell Brak (Nagar), Urkesh (Tell Mozan) et Tell Leilan, Chagar Bazar dans la Djézireh, Mari sur le Moyen Euphrate, etc.
Plus à l'est en Syrie centrale un essor urbain se produit également, sans précédent dans la région, et surtout très marqué après le milieu du IIIe millénaire Tell Banat, Tell Hadidi Tell Hadidi (en), Tell Umm el-Marra, Qatna, Ebla, Tell al-Rawda (en), etc. Les structures étatiques s'y développent alors qu'elles n'étaient pas vraiment attestées auparavant dans cette région. Elles sont identifiées grâce à la documentation écrite d'Ebla, la présence d'une architecture officielle monumentale (palais et temples) de plus en plus importante sur les sites majeurs, et l'apparition sur plusieurs sites de tombes monumentales dont le matériel archéologique, quand il est encore présent (comme à Umm el-Marra), révèle l'enrichissement des élites de la région.
Deux sites majeurs dominent la documentation sur cette région. La grande cité (elle aussi de forme circulaire) de Mari sur le Moyen Euphrate est fondée à la période locale contemporaine du DA I (v. 2900), ex nihilo selon son principal fouilleur. Cette première phase (Ville I) est mal documentée. Après une période d'abandon vers 2650-2600, elle est réoccupée (Ville II) et devient une des villes majeures du Proche-Orient au cours du DA III, longtemps suzeraine d'Ebla au XXIVe siècle. Les archives de cette dernière cité, capitale d'un royaume important contemporain du DA III B (mais dont les fouilles ont livré peu de bâtiments de cette période), constituent la source majeure pour la connaissance de la Syrie à cette époque. Ces découvertes montrent que l'État et l'écriture sont très développés dans cet ensemble régional qu'on percevait auparavant comme marginal.
Les territoires dominés par les royaumes sont plus vastes que dans le sud mésopotamien, mais le peuplement y est beaucoup moins dense, et l'exploitation de l'espace plus extensive pour l'agriculture et l'élevage. Plus on va vers l'est, plus l'agriculture prend des aspects « méditerranéens », avec la culture de l'olivier et de la vigne, très importantes à Ebla. Si l'influence sumérienne est forte à Mari et Ebla au cours de la période, ces régions à population sémite partagent des affinités avec la « civilisation de Kish », même si elles présentent des caractères spécifiques.

#### Le plateau Iranien

Localisation des principaux sites et régions de la partie orientale du Moyen-Orient dans la seconde partie du

Dans le Sud-Ouest iranien, la fin du IVe millénaire et le début du IIIe correspondent à l'épanouissement de la civilisation proto-élamite, marquée par un art et une écriture (non déchiffrée) originaux. Elle disparaît vers le début du IIIe millénaire et l’habitat sédentaire recule dans cette région. Dans le Lorestan voisin, les populations développent une métallurgie très élaborée. Mais la situation reste très floue en l'absence de sources écrites locales intelligibles, tandis que l'archéologie n'a encore exploré que peu de sites de cette période. Les textes mésopotamiens indiquent pourtant qu'on y trouve des entités politiques avec lesquelles les rois de Basse Mésopotamie ont eu à composer. Les légendes relatives aux anciens rois d'Uruk font référence aux conflits les opposant au royaume d'Aratta, non identifié. Dans la région du Sud-Ouest iranien, que les textes sumériens baptisent Élam, la puissance qui affirme sa domination au début de la seconde moitié du IIIe millénaire est Awan, qu'il faut peut-être chercher dans le sud du Lorestan ou le nord du Khouzistan. Le grand site de Suse (niveau IV) constitue le lien entre cet l'ensemble culturel élamite (et plus largement les cultures du plateau Iranien) et celui de Basse Mésopotamie. Une autre entité politique à localiser dans la région du Zagros est Hamazi, située au nord de l'Élam, entre le Grand Zab et la Diyala (peut-être près de Halabja). Vers la fin de la période apparaît une autre entité puissante, Marhashi, peut-être à l'est de l'Élam. C'est en tout cas dans cette région que s'épanouit quelque part durant le IIIe millénaire la « civilisation de Jiroft », identifiée par des pillages et découvertes archéologiques récents, mais encore mal connue. Plus loin au nord et à l'est se trouvent des régions importantes dans les circuits commerciaux « internationaux », puisqu'on y extrait de l'étain (en Iran central ou dans l'Hindou Kouch) et du lapis-lazuli, les circuits des échanges s'étendant jusqu'en Asie centrale (Turkménistan et Nord de l'Afghanistan). Ils s'appuient sur des villes locales servant de centre d'échanges et de production artisanale (Tepe Sialk, Turang Tepe, Teppe Hissar, Namazga-depe, Altyn-depe, Shahr-e Sokhteh, Mundigak, etc.), mais qui ne sont apparemment pas à la tête d'entités politiques importantes,.

#### Le Golfe
Le IIIe millénaire voit plusieurs régions du golfe Persique entrer en contact entre elles, avec le développement des échanges maritimes. Depuis la période précédente, les régions côtières de l'actuel Oman, connues dans les textes mésopotamiens sous le nom de Magan, ont vu le développement du système agricole de l'oasis, reposant sur l'agriculture irriguée aménagée à partir du captage de l'eau dans une source pérenne, qui assure leur prospérité pour plusieurs millénaires. Si elles disposent d'une place importante dans les échanges de cette période, c'est grâce au cuivre qui est extrait dans certaines montagnes de la région, notamment à proximité du site de Hili où ont été retrouvés des ateliers de travail de ce métal et des tombes monumentales attestant de l'enrichissement des élites locales. Plus à l'ouest se trouve un pays appelé Dilmun, qui correspond aux périodes suivantes à l'île de Bahreïn. Mais celle-ci n'a pas livré de site notable pour l'époque des dynasties archaïques (son site majeur, Qal'at al-Bahreïn, se développant vers 2300 av. J.-C.), ce qui semble indiquer que Dilmun désigne dans les textes de cette période les régions côtières voisines servant de places de transit dans les échanges maritimes. À l'extrémité orientale du Golfe se développe la civilisation de la vallée de l'Indus, qui atteint alors sa phase « mature » (2600-1900) et effectue des échanges jusqu'en Mésopotamie méridionale. Ce commerce maritime s'intensifie au cours du IIIe millénaire, et atteint son apogée à l'époque des rois d'Akkad et d'Ur III.

### Les échanges entre cultures

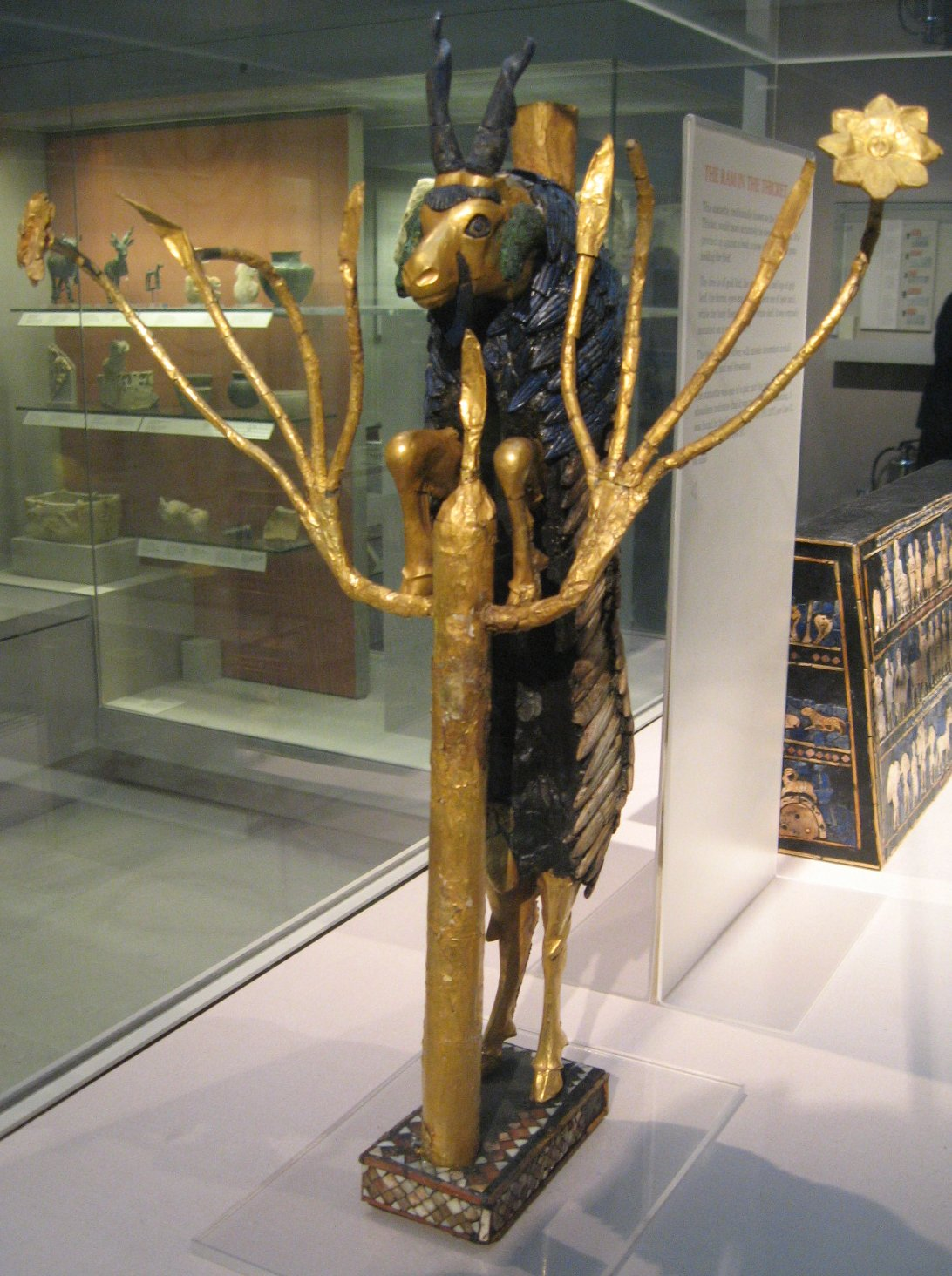
Statuette d'un bouquetin se nourrissant des feuilles d'un arbuste, retrouvée dans les tombes royales d'Ur, British Museum. Il témoigne de l'importation de matières premières à Sumer : or, nacre, lapis-lazuli, etc.

S'il est loin d’être un ensemble homogène, le Moyen-Orient du IIIe millénaire n’est cependant pas un espace dont les différentes cultures s'ignorent mutuellement. Les réseaux de relations tissés aux périodes précédentes, surtout durant la phase finale de la période d'Uruk, sont toujours actifs. Mais il ne faut pas les survaloriser, les preuves de contacts à notre disposition concernant avant tout les élites sociales, des artisans spécialisés travaillant pour ces dernières et des produits rares et souvent de luxe. Il s'agit avant tout de fournir des objets et des matériaux servant à manifester le prestige des élites qui les possèdent. Ces échanges répondent donc à des besoins en ressources ciblées, mais concernent aussi des transferts de savoirs et de pratiques culturelles qui se font suivant des modalités complexes, dans laquelle la Basse Mésopotamie est souvent en position dominante.

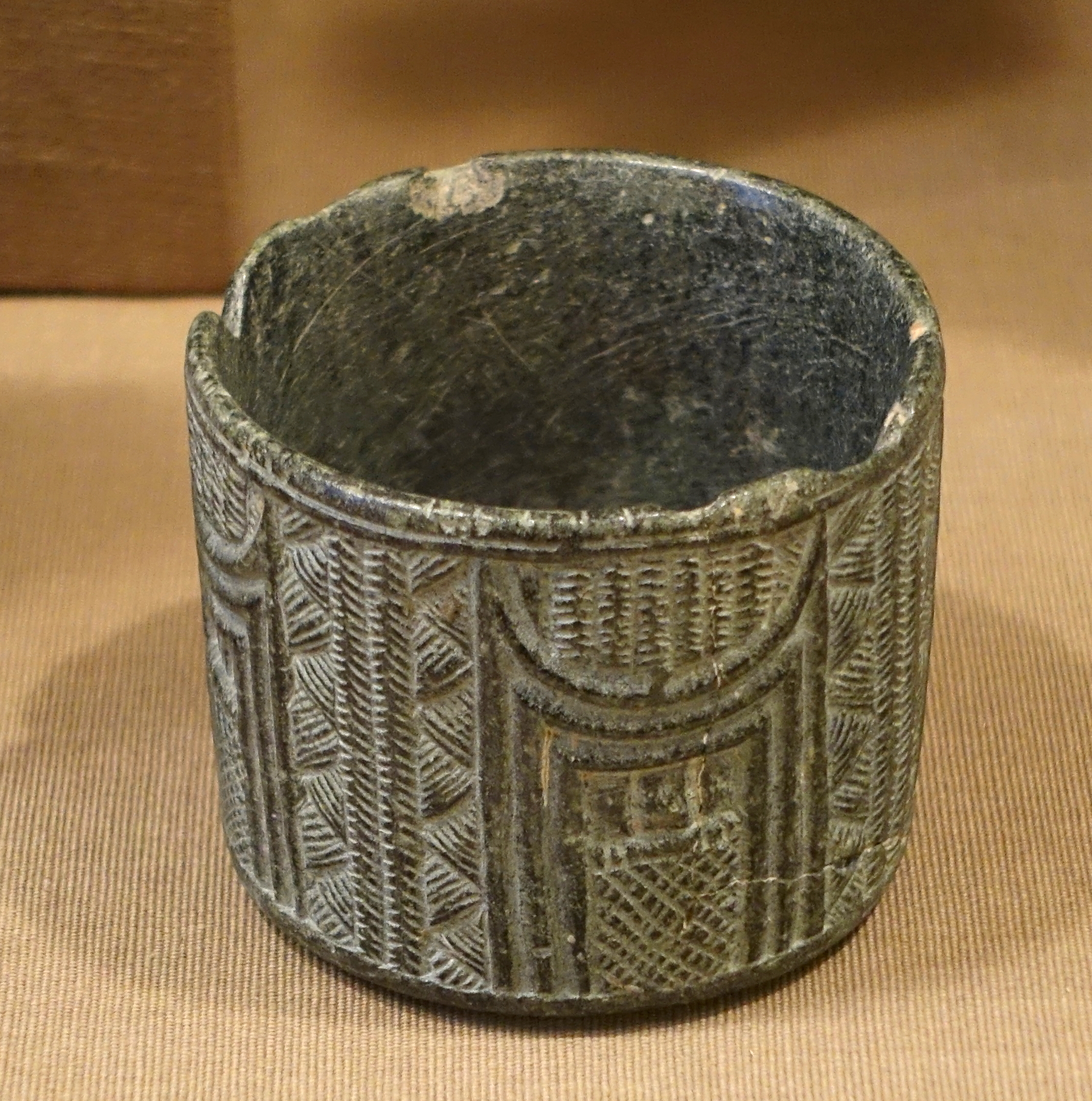
Vase en chlorite de style du sud-ouest iranien (dit « interculturel »), mis au jour à Khafadje dans la Diyala, sur la route entre le plateau Iranien et la Mésopotamie. Vers 2600 av. J.-C. Musée de l'Oriental Institute de Chicago.

Le matériel archéologique livré par les sites de cette période illustre ces réseaux d'échanges actifs tout le long du IIIe millénaire. Les tombes royales d'Ur comportaient ainsi des objets réalisés dans des matériaux provenant de régions souvent lointaines (or, lapis-lazuli, nacre, cornaline, etc.), tant il est vrai que la Basse Mésopotamie est pauvre en matières premières. Plusieurs types de matières premières connaissent une grande diffusion à cette période, généralement sous forme brute ou après une première transformation, et parfois sous forme d'objets finis : les perles en cornaline provenant de la vallée de l'Indus qui se retrouvent autour du golfe Persique et en Basse Mésopotamie ; les vases en chlorite provenant de la région du Kerman en Iran (autour de Tepe Yahya et de Djiroft) qui se trouvent jusqu'en Syrie et en Afghanistan ; le lapis-lazuli d'Afghanistan qui se diffuse jusqu'en Égypte ; divers métaux extraits dans les montagnes d'Iran, d'Afghanistan et d'Anatolie ou encore d'Oman. Le commerce s'organise donc en grande partie autour de routes commerciales reliant la Mésopotamie à des régions orientales : par voie terrestre, le plateau Iranien et l'Asie centrale ; et par voie maritime, les régions bordières du Golfe dont l'irruption dans les circuits d'échanges est un des changements majeurs de cette période. Les régions occidentales ne sont cependant pas en reste, comme l'attestent les fouilles d'Ebla qui ont livré des objets provenant d'autres régions, notamment d'Égypte. L'influence de cette dernière est plus forte sur la côte, avant tout à Byblos qui devient alors le port privilégié des Égyptiens au Levant.
Ce système d'échanges matériels qui est en partie attiré vers la Basse Mésopotamie soulève une question d'importance : quels produits échangeaient les habitants de cette région pour obtenir ce dont ils avaient besoin, alors qu'ils n'avaient à leur disposition aucune matière première exportable ? On a pu rechercher des « exports invisibles » qu'ils auraient vendu à l'extérieur, tous de matière périssable et donc disparues des sites archéologiques : grain, étoffes, mais aussi du cuir, de l'huile parfumée, etc. fournis par l'agriculture mésopotamienne qui est la source de la grande richesse des cités-États de la région. Mais cela n'apparaît pas dans les textes du IIIe millénaire. En fin de compte, il faut admettre que les modalités de ces échanges sont obscures. Contrairement à la période précédente, cette région n'a pas initié une expansion aboutissant à des établissements de type colonial situés à l'extérieur qui auraient reflété une volonté de se rapprocher des espaces d'origine des matières premières recherchées. Les échanges à longue distance du DA impliquent sans doute de nombreux intermédiaires le long des routes commerciales.
Les échanges prennent aussi des aspects immatériels, puisque des pratiques culturelles se diffusent, peut-être sous l'effet de la mobilité de spécialistes (artisans, lettrés) qu'il est impossible de percevoir dans la documentation disponible. Ainsi, des statues de style mésopotamien se retrouvent dans des sites du golfe Persique et en Syrie du Nord, plutôt dues à des influences culturelles qu'à des importations. La diffusion du système d'écriture mis au point en Basse Mésopotamie prend le même chemin vers Ebla et Tell Beydar, avec également l'usage de la langue sumérienne, des types de textes mis au point en Basse Mésopotamie et aussi l'adaptation de l'écriture à des langues sémitiques (akkadien, éblaïte).
Si les modalités de ces échanges nous échappent en général, les inscriptions royales de Lagash, mais aussi les événements rapportés par la Liste royale sumérienne rédigée à la fin du IIIe millénaire (et donc sujette à caution) semblent indiquer que les contacts politiques peuvent s'étendre sur des longues distances : les rois de Basse Mésopotamie affrontent ainsi ceux de l'ouest du plateau Iranien ou de Haute Mésopotamie. Dans un registre pacifique, une reine de Lagash échange des présents avec son homologue de Dilmun. Les archives du palais d'Ebla montrent que les souverains de cette cité avaient des relations diplomatiques avec ceux de Kish et peut-être Hamazi dans le Zagros, mais aucune preuve de contact avec des rois de Sumer. Les trouvailles sur ce même site d'objets inscrits aux noms des pharaons Khéphren et Pépi Ier indiquent peut-être même des relations diplomatiques avec l’Égypte.

## Les États des dynasties archaïques: administration et société
La période des dynasties archaïques est marquée par une très grande fragmentation politique. La Basse Mésopotamie est ainsi divisée entre plusieurs entités politiques, qualifiées faute de mieux de « cités-États ». On peut repérer de tels États autour des villes d'Ur, Uruk, Lagash, Umma-Gisha, Shuruppak, Adab, Nippur, peut-être Larak, dans le pays sumérien, et Kish et Akshak, voire Sippar en pays sémite ; on peut également y ajouter la région de la vallée de la Diyala, où on trouve à cette période des villes importantes comme Khafadje et Eshnunna (Tell Asmar) qui sont sans doute les centres de royaumes. Il ne s'agit pas d’États organisés autour d'une seule cité, car ils en comptent plusieurs. Le mieux connu, Lagash, est ainsi organisé autour de sa capitale éponyme et d’une seconde cité importante, Girsu, ainsi que d’un centre secondaire, Nigin. De la même manière, le royaume d'Umma et de Gisha comprend dans son territoire la cité de Zabalam, Ur possède peut-être Eridu, et Uruk doit dominer Larsa et Bad-Tibira. En dessous de ces grandes villes se trouvent des établissements de moindre importance, du gros bourg jusqu'au hameau, maillant un terroir agricole irrigué. Les États de la Djézireh et de la Syrie sont moins bien connus, mais ils le sont de mieux en mieux grâce à la découverte de plusieurs lots de tablettes depuis une trentaine d'années, qui permettent de nuancer une vision des États archaïques qui pendant longtemps a été trop centrée sur le seul pays de Sumer. De peuplement sémite, ils semblent proches culturellement aux États du nord de la Basse Mésopotamie.
Les informations sur l'organisation des États de cette période proviennent avant tout de sources écrites. Elles sont majoritairement administratives et datées de la période du DA III, surtout du DA III B, durant les années précédant les conquêtes de Sargon d'Akkad et proviennent d'un nombre limité de sites. Il y a donc un déséquilibre : nous sommes surtout informés sur la situation dans quelques royaumes (Lagash et Ebla avant tout) à la fin de la période.

### Les rois

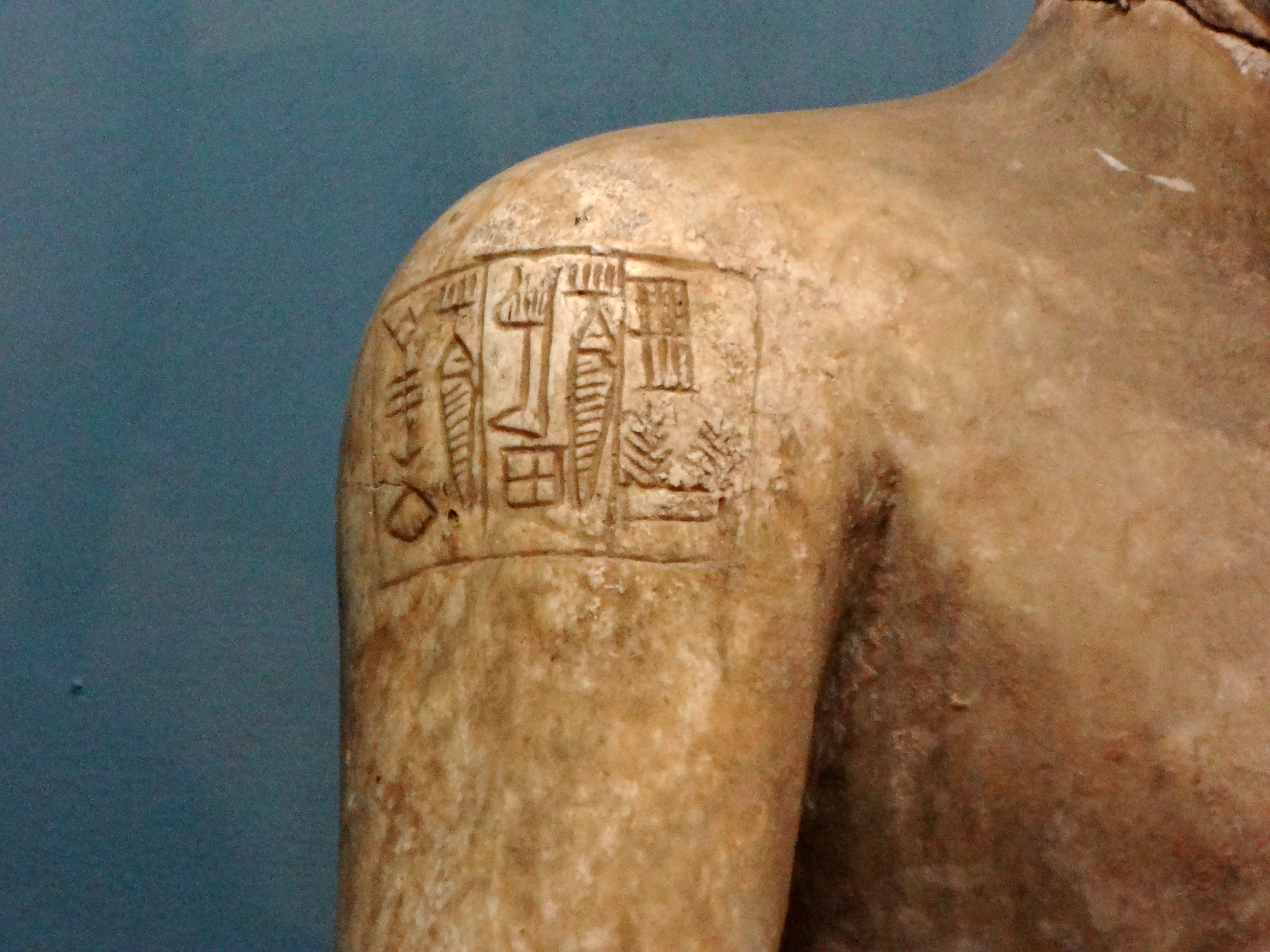
Détail d'une statuette provenant d'Adab : inscription au nom du « roi » (LUGAL) Lugalda-lu. Musée de l'Orient ancien d'Istanbul.

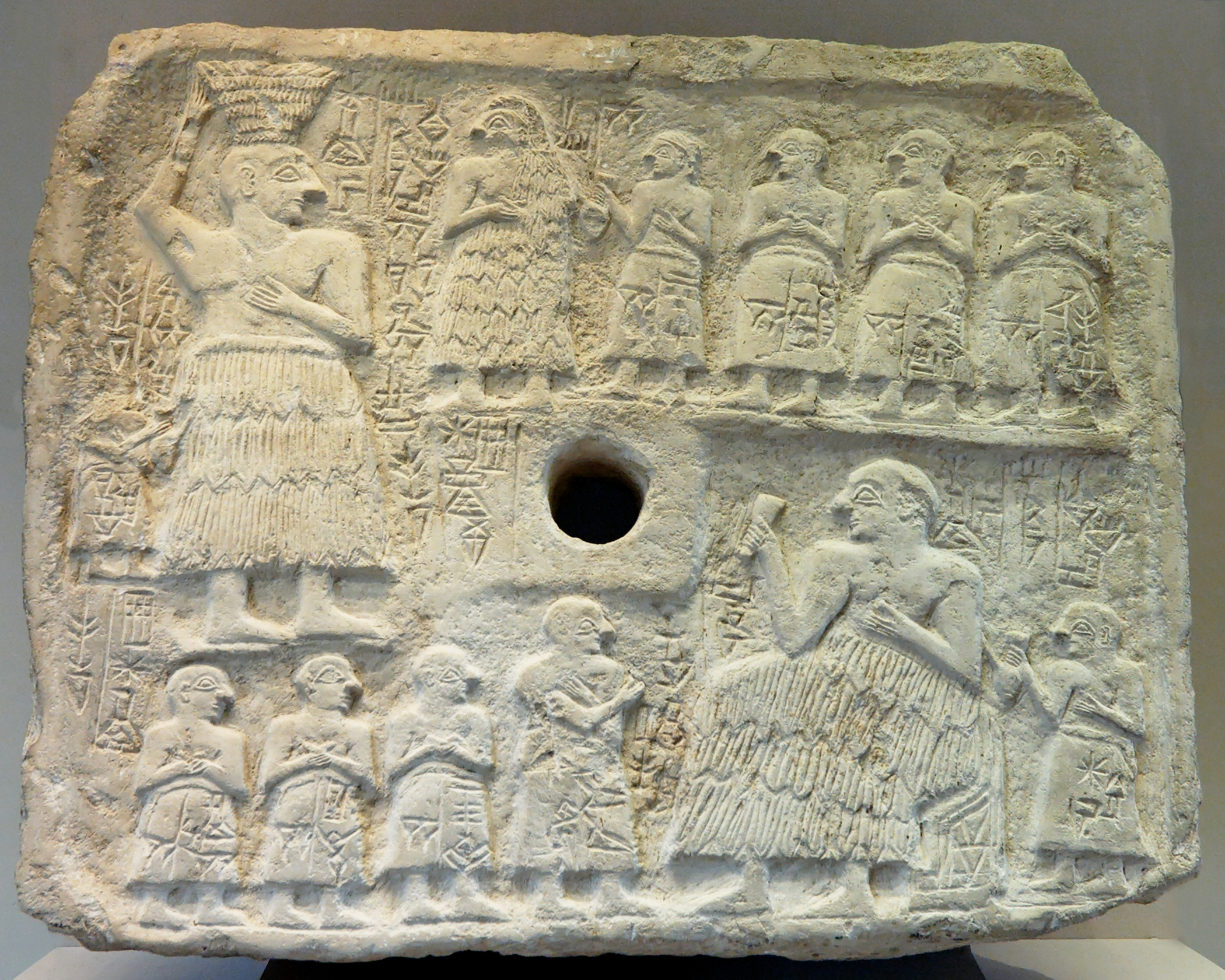
Relief votif perforé d'Ur-Nanshe de Lagash, commémorant la construction d'un temple, musée du Louvre.

Les cités-États sont dirigées par des rois, qui sont nommés de différentes manières dans les textes. Les mots désignant cette fonction en sumérien durant les premiers siècles du DA sont mal connus, mais pour le DA III trois termes sumériens se détachent. Le plus courant est lugal, qui signifie littéralement « grand homme ». Il a sans doute une connotation guerrière, conquérante. L'expression « lugal de Kish », en plus de désigner les souverains de cette cité, est employée par d'autres rois car elle a une dimension symbolique supérieure à celle des autres titres, peut-être parce que le terme kiš signifie aussi « totalité » en sumérien, auquel cas cette expression serait à lire « roi de la totalité ». Le terme en (« seigneur »), qui semble lié à la royauté d'Uruk, mais se retrouve également à Ebla, semble avoir une connotation religieuse (il sert à désigner un grand prêtre aux époques ultérieures). On a souvent pris cela pour l’héritage d'une période où le pouvoir était exercé par un « roi-prêtre », hypothèse séduisante mais difficile à prouver, rien n’indiquant clairement que le pouvoir ait été plus religieux avant la période historique que durant celle-ci. Enfin, le titre d'ensi, porté par les rois de Lagash (qui emploient aussi lugal), semble noter la soumission du roi humain à la divinité tutélaire du royaume, qui en est le véritable souverain ; on peut traduire ce terme par « vicaire ». Cette variété de termes semble refléter une diversité d'expériences et de situations politiques.
Quoi qu'il en soit, malgré ces divergences il y a une homogénéité autour du fait que c'est un seul homme qui domine les États archaïques, au moins au DA III. Il est impossible de prouver l'existence d'une « démocratie primitive » antérieure, comme proposé par Th. Jacobsen, ni celle d'une oligarchie ayant précédé l'émergence d'un pouvoir royal fort. Des sortes d'« assemblées » (ukkin) apparaissent bien dans certains textes, mais leurs attributions et leurs structures sont inconnues,. Les tombes royales d'Ur (DA III A) pourraient bien refléter l'existence d'un pouvoir royal puissant, les dizaines de morts accompagnant les défunts des tombes principales pouvant être des serviteurs qui ont suivi leur maître royal dans leur mort comme cela se faisait dans d'autres civilisations. Mais c'est un cas unique en Mésopotamie dont l'interprétation est complexe.
L'idéologie royale traditionnelle de Mésopotamie apparaît pour la première fois clairement dans les documents du DA III. Il semble qu'en pays sumérien ait dominé le principe de l'élection divine, tandis qu'en pays sémite c'est le principe dynastique qui prime. Les inscriptions royales de cette période font la part belle aux constructions à finalité religieuse, moins souvent aux victoires militaires, ce qui montre bien que le roi est un intermédiaire entre le monde humain et le monde divin à qui il doit sa fonction. L'art royal relaye les mêmes idées : la Stèle des vautours du roi Eanatum de Lagash montre que le dieu tutélaire de la cité, Ningirsu, est considéré comme le véritable maître du royaume et que le triomphe des armées de l’État est celui du dieu, tandis qu'un bas-relief du même royaume représente le roi Ur-Nanshe, ses fils et des grands dignitaires en train de construire un temple. Le rôle du roi est donc organisé autour de deux grands axes : construire et combattre pour les dieux. Puis avec Urukagina apparaît le prototype du roi rétablissant la justice dans son royaume, promis à une longue postérité.
Il est très difficile d'identifier clairement un bâtiment servant de résidence à un souverain. Par défaut, sont désignés comme « palais » les édifices monumentaux qui ne présentent pas l'aspect d'un temple, même si les éléments caractéristiques d'un palais (comme une salle du trône) n'y ont pas été repérés non plus, ce qui laisse planer le doute quant à leur fonction exacte (il pourrait s'agir d'édifices administratifs). En Basse Mésopotamie, les deux « palais » de Kish, A et P, sont les mieux connus. Le premier est constitué autour de deux bâtiments accolés l'un à l’autre, celui du nord étant le plus vaste, jouxtés par une porte monumentale. Le palais P (ou « planoconvexe ») est caractérisé par sa forme triangulaire et une enceinte très épaisse. Dans ces deux cas, on n'arrive pas à identifier avec assurance la fonction des pièces. D'autres édifices palatiaux ont été identifiés à Eridu (sur le tell nord) et Uruk (« Bâtiment en pisé », sans doute daté de l'époque de Lugal-zagesi) et dans la Diyala (« Palais nord » de Tell Asmar). Les seuls palais clairement identifiables comme tels se trouvent sur des sites situés plus au nord.

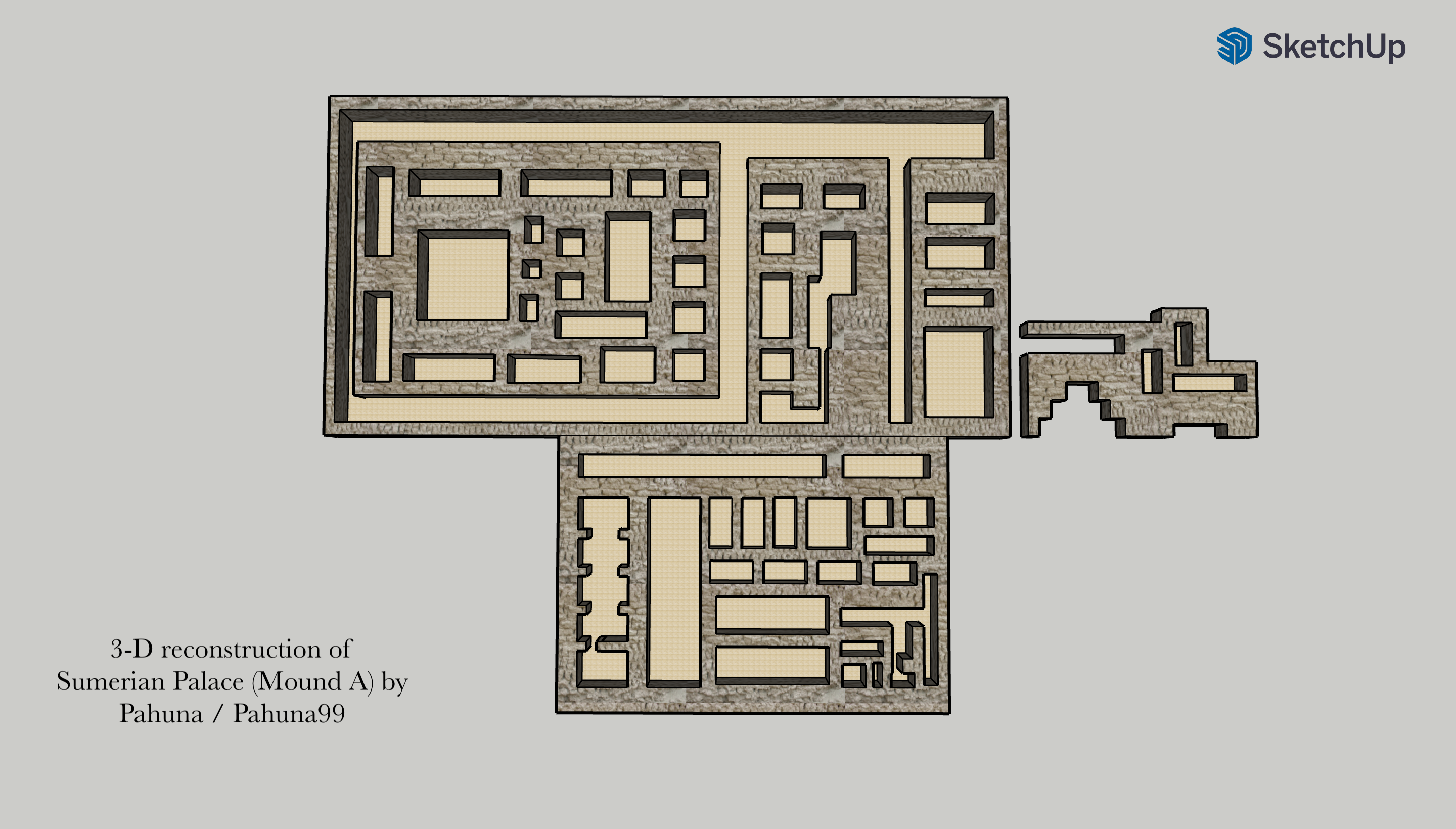
Plan du « Palais A » de Kish, DA III A.
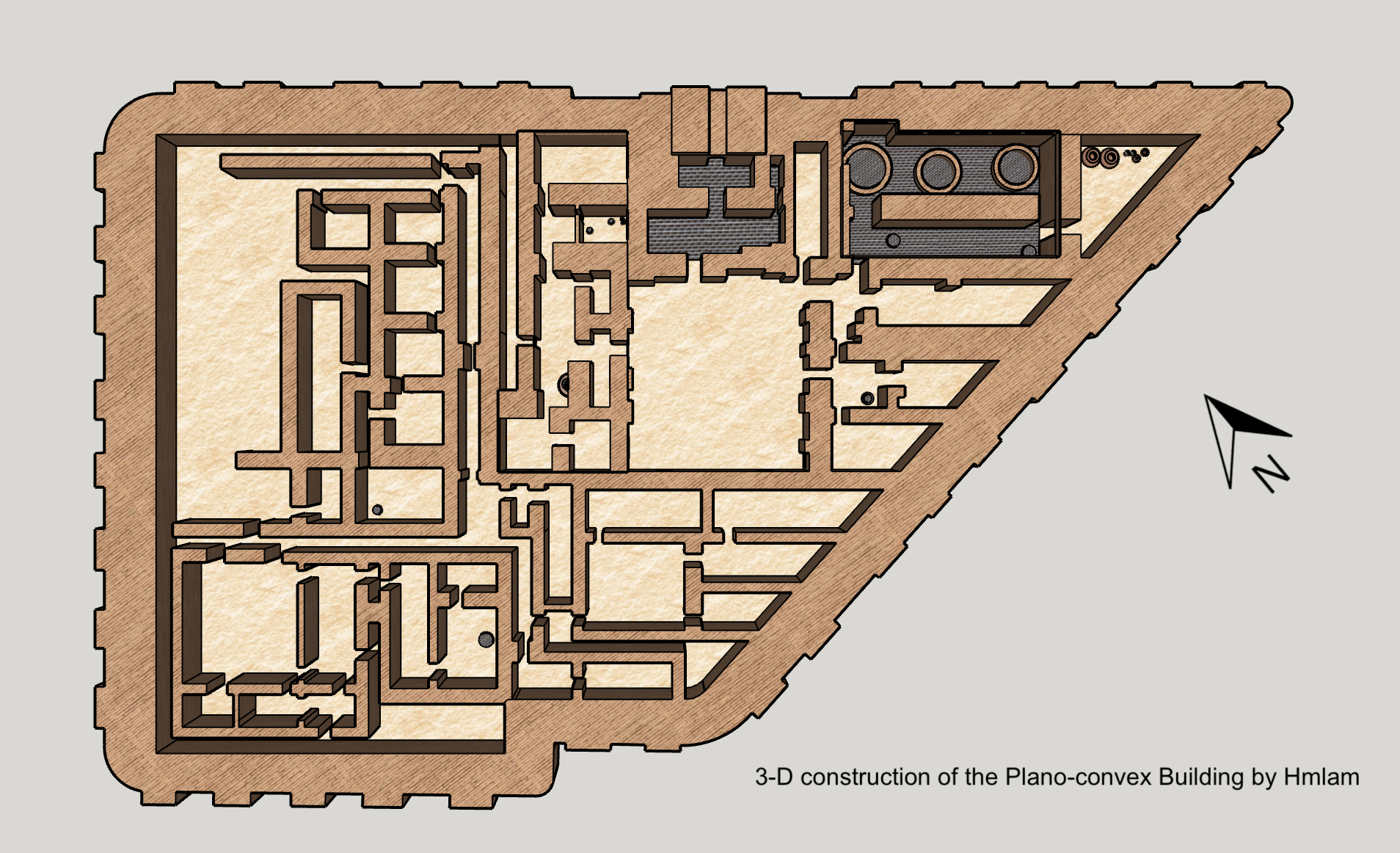
Plan du « Bâtiment planoconvexe » de Kish, DA III A.

### L'encadrement de la société et l'économie par le palais et le temple

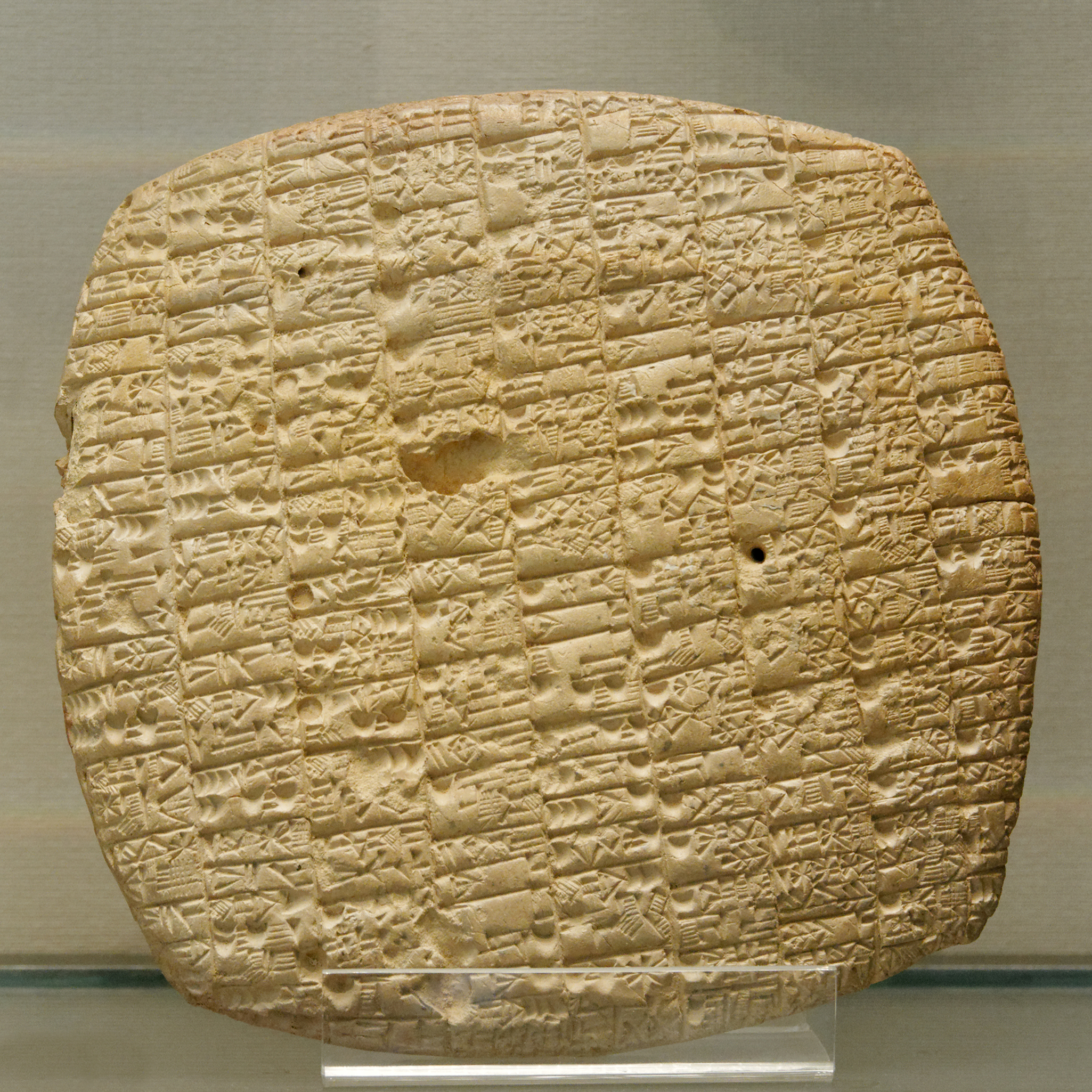
Tablette des archives du temple de Bau de Girsu, sur la distribution de rations d'entretien, DA III B, musée du Louvre.

Les cités-États sumériennes sont organisées autour de deux grandes institutions : le palais et le temple. Il semble que dans les régions sémitiques plus au nord le système ait fonctionné différemment, puisqu'à Shuruppak, un des rares cas pour lequel on soit documenté sur ce point en dehors de Lagash, les deux institutions cohabitant sont le palais (é-gal) et un organisme nommé « Maison de la Ville » (é-uru), connu uniquement pour cette cité, ayant apparemment des fonctions de production. Les institutions religieuses y ont un rôle moins affirmé. Quoi qu'il en soit, même si plusieurs institutions peuvent cohabiter dans une même cité-État, elles sont toutes contrôlées par le même groupe des élites sociales et il est donc difficile d'opposer une autorité séculière à une autorité religieuse sur la base de la distinction entre temple et palais.
Quand on arrive à identifier l'institution d'où proviennent les archives dont on dispose, ce sont surtout les archives de temples sumériens qui sont documentées, indiquant que ceux-ci avaient un rôle primordial dans l'encadrement de l'économie agricole. C'est le cas du temple de Nanna d'Ur au DA I, mais aussi d'un lot de textes provenant sans doute du temple d'Inanna à Zabalam (royaume d'Umma) datant de l'extrême fin du DA III B, et du lot le plus fourni de la période, celui du temple de la déesse Bau de Girsu pour le DA III B. Il s'agit en fait d'un domaine placé sous la direction de la reine de Lagash, identifiée à la déesse Bau. Son époux Urukagina semble en effet avoir intégré les domaines des temples à ceux du palais. En aucun cas n'apparaît dans les sources un système de « cité-temple », État dominé par une institution religieuse, comme il a pu être proposé dans le passé : les domaines des temples et des palais sont dirigés par les mêmes élites sociales,,.

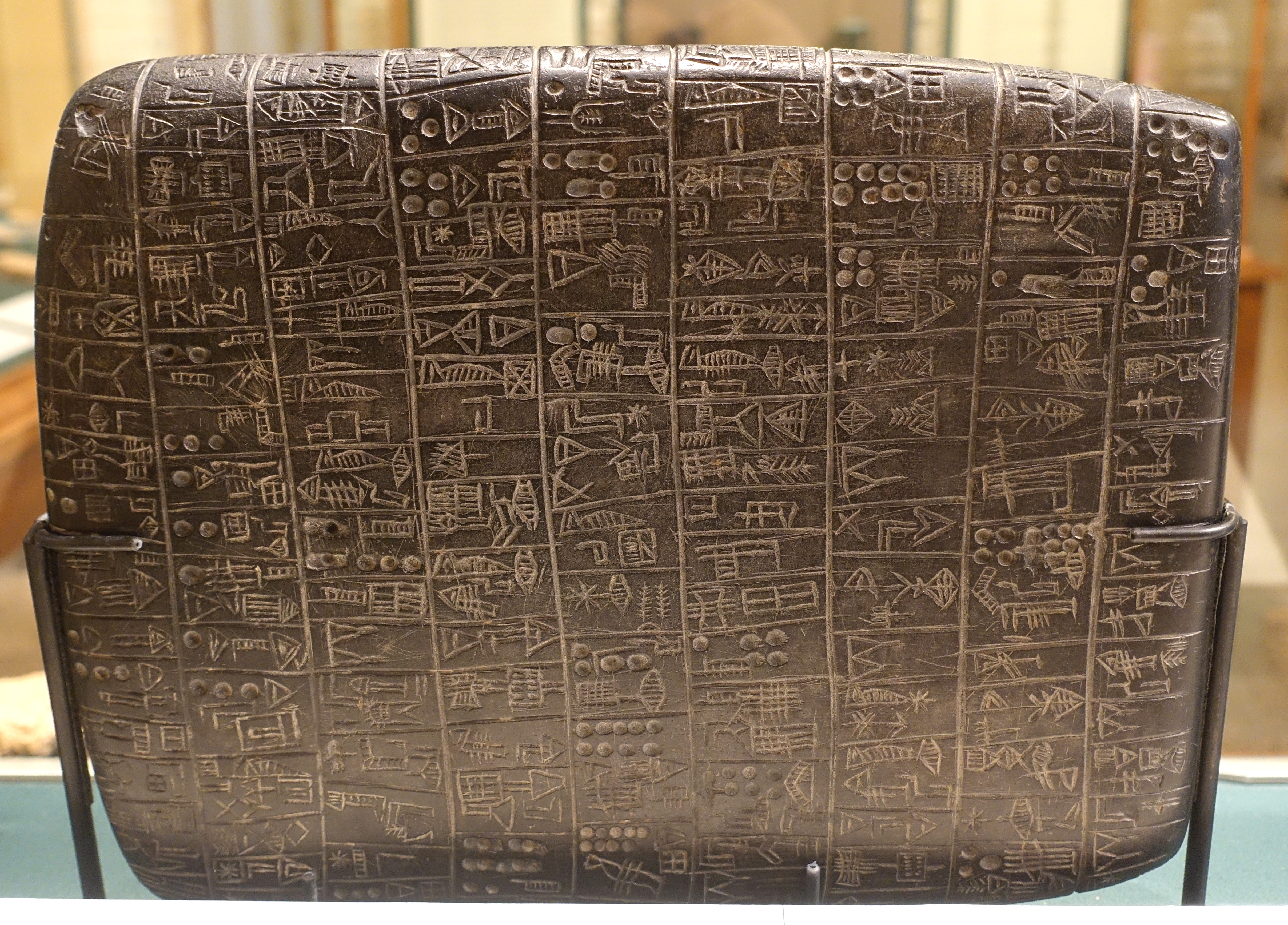
Tablette en basalte rapportant la vente de champs, provenance inconnue (Isin ?), DA III A (v. 2600-2500 av. J.-C.). Musée de l'Oriental Institute de Chicago.

L'organisation économique des États archaïques tourne donc autour de plusieurs domaines nommés é (« maison »), qui rappellent le système de l'oikos de la Grèce antique : on serait donc plus en présence d'une économie domaniale que d'une économie palatiale ou templière. Ces institutions, principalement les temples et le palais royal, organisent la production, emploient la population dans les activités agricoles, l'élevage, mais aussi dans l'artisanat, entreprennent des opérations de commerce. Les terres des institutions, qui sont la partie la plus importante de leur domaine, sont divisées en trois groupes suivant un principe qui perdure durant tout le IIIe millénaire : des terres exploitées en régie directe par des dépendants payés en rations d'entretien ; des terres attribuées à des personnes exerçant un service administratif, artisanal, commercial ou militaire pour le compte de l'institution et dont le produit leur sert de salaire ; et des terres concédées à des exploitants contre le versement d'un fermage. À côté de cela, il est difficile d'exclure l'existence de maisonnées ou de communautés vivant en dehors du cadre institutionnel, rien ne prouvant que les grandes institutions contrôlent la totalité ni même la majorité de l'économie. Quelques actes de vente de terres privées sont connus dans les corpus du DA III A et leur nombre limité ne doit pas forcément être interprété comme indiquant qu'ils ne regroupent qu'une minorité de terres. Du reste, il semble que les terres de service aient été patrimonialisées par leurs détenteurs, leur permettant ainsi de se constituer un domaine héréditaire qu'ils pouvaient même aliéner.

### Le peuple et ses résidences

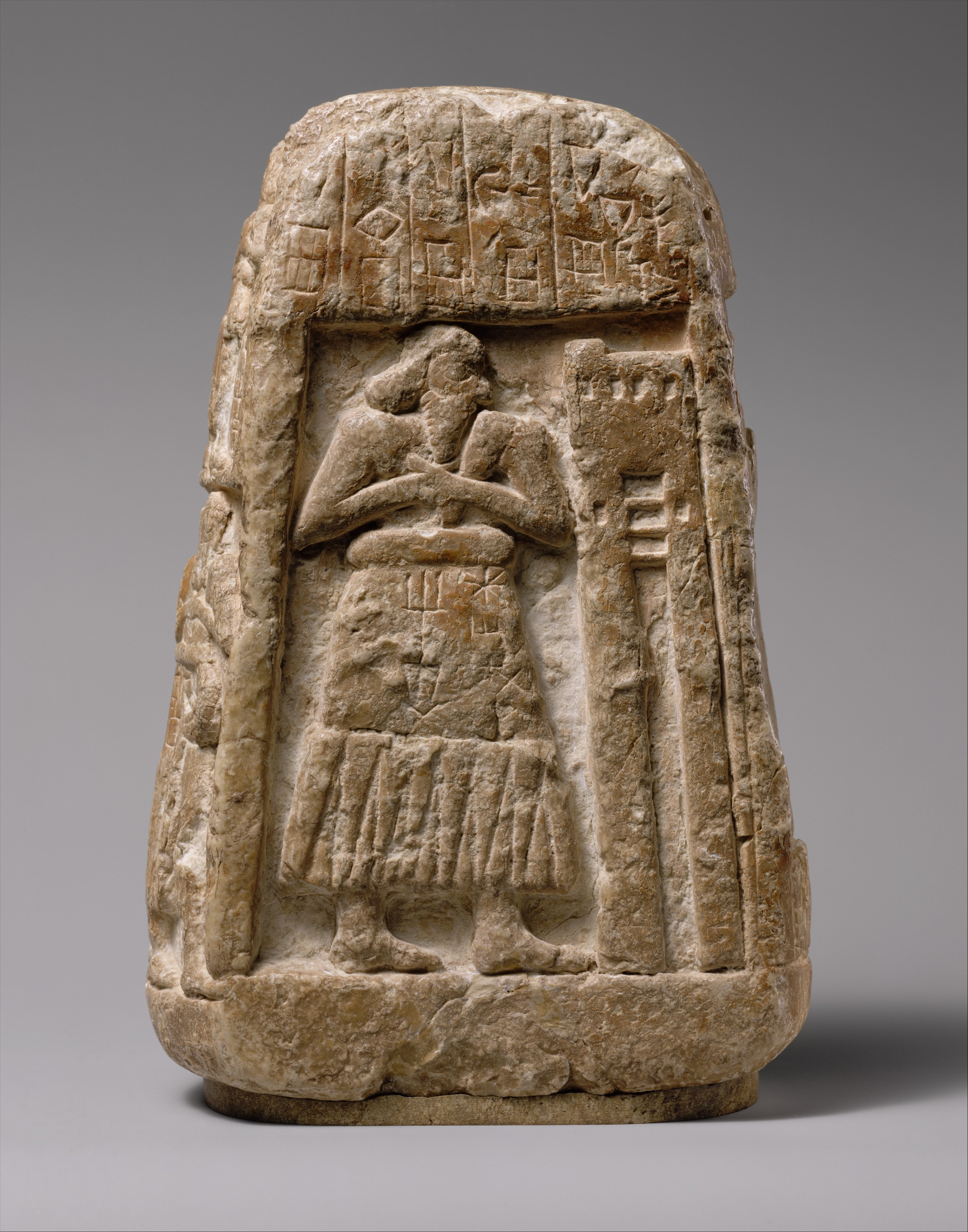
Ushumgal, prêtre de Shara, stèle rapportant une transaction. DA I-II (v. 2900-2700 av. J.-C). Metropolitan Museum of Art.

La hiérarchie sociale des dynasties archaïques suit l'organisation institutionnelle, puisque ceux qui disposent des positions dominantes sont ceux qui ont les moyens de disposer avec le plus de latitude possible des ressources des institutions. En premier lieu il s'agit du roi et de son entourage (la famille royale et les grands dignitaires), tandis qu'une grande partie de la population semble dans une situation de dépendance économique vis-à-vis des institutions et des élites pour lesquelles elles doivent travailler pour survivre. Les esclaves, qui sont mal connus pour cette période, sont eux dans une situation de dépendance juridique à la suite de leur capture lors d'un conflit ou de dettes non remboursées. Ces inégalités ont peut-être généré un sentiment d'injustice si on suit le texte des « réformes » d'Urukagina qui prétend rétablir un ordre social juste après une période d'abus, mais les intentions exactes de ce roi restent mal déterminées (il peut aussi refléter des tensions entre le palais et le temple).
Le cadre de vie des habitants de la période des dynasties archaïques est connu par des fouilles de quelques sites urbains, laissant un grand flou sur les résidences rurales, qui concentraient la minorité de la population si on se fie aux prospections archéologiques mais n'ont quasiment pas été approchées par des fouilles régulières. L'exception qu'est le site rural de Sakheri Sughir près d'Ur montre une communauté paysanne pratiquant un mode de vie de subsistance reposant sur la culture céréalière, l'élevage du petit bétail, complétés par la chasse, la pêche et l'exploitation des diverses ressources fournies par les espaces incultes voisins (marécages, bois, steppe), avec un mobilier relativement fruste (surtout en argile, bois, roseau ou pierre, très peu de métal). L'urbanisme est surtout connu grâce à la fouille de quartiers résidentiels de site de la vallée de la Diyala : Khafadje et Tell Asmar (appelée Eshnunna à l'époque historique). Ils présentent un habitat très resserré, constitué de maisons de tailles diverses : les plus simples sont constituées d’un espace central ouvrant sur une poignée de plus petites salles ; les plus vastes, habitées par les plus aisés, y ajoutent d’autres pièces annexes. Le parcellaire est généralement stable, mais peut connaître des changements brusques, comme c'est le cas à Khafadje après un grand incendie au début du DA III : on constitue sur les ruines des résidences antérieures un quartier protégé par une enceinte intérieure (« quartier muré »). Cela montre un cas d'habitat planifié, attesté également sur le tell principal d'Abu Salabikh, autre site dans lequel les résidences sont très bien documentées. Les maisons y sont très similaires : organisées autour d’un espace central carré d'où on accède à deux pièces disposées en équerre, chacune ayant ses propres petites salles adjacentes. Elles couvrent un espace au sol qui va de 180 à 480 m2. L'urbanisme des villes du DA est donc constitué de maisons fermées sur elles-mêmes, les espaces ouverts étant peu nombreux, en dehors des artères qui permettent de sortir des villes. Ils reflètent la présence de différences sociales marquées sur un espace réduit.

### La situation en Syrie et dans la Djézireh
Les structures des États de Haute Mésopotamie et de Syrie suivent dans les grandes lignes les principes observés au sud, mais les spécificités locales sont importantes sur certains points. Les archives d'Ebla, où le roi porte le tire d'en en sumérien et malikum en éblaïte, montrent assez bien l'organisation de l'administration centrale de ce royaume. Il est assisté par un groupe de personnages portant le titre de lugal, parmi lesquels une lignée prend de plus en plus d'importance jusqu'à récupérer une partie des prérogatives séculières du roi, dont le chef devient une sorte de « vizir » qui va jusqu'à mener les troupes au combat. Le roi conserve toujours un rôle religieux important, mais sa fonction paraît plus effacée qu'en Basse Mésopotamie du fait du poids de l'oligarchie locale. Le palais (é-gal là aussi) gère les distributions destinées aux personnages importants du royaume et attribue des domaines à tous ses dépendants, des travailleurs aux membres de la famille royale. Les temples ne sont pas des organismes disposant de domaines en Syrie du nord à la différence de la Basse Mésopotamie, car c'est le palais royal qui prend en charge les principales dépenses du culte. Les archives de Tell Beydar documentent quant à elles un centre provincial du royaume de Tell Brak (Nagar), dans la Djézireh. Elles proviennent pour la plupart d’une institution qui organise là aussi le travail sur le territoire qu’elle dirige et rétribue ses dépendants en rations de grains. On y note l’importance de l'élevage ovin et caprin, grande activité de la Haute Mésopotamie. Celui-ci se fait dans cette région sans doute suivant une organisation pastorale, dirigée par des groupes semi-nomades comme il s'en trouve dans la même région dans les premiers siècles du IIe millénaire av. J.-C. d'après les archives de Mari. Le fait que les villes rondes caractéristiques de cette région soient apparemment peu densément construites dans leur partie basse a fait qu'il a été proposé d'y voir des lieux de rassemblement saisonniers de populations nomades ou semi-nomades, dominés par les centres du pouvoir local (qui exerce aussi son autorité sur les communautés non sédentaires) établi dans les monuments de la ville haute. Les fouilles des Villes I et II de Mari, datées de la période, qui ont fourni peu de textes, ont en revanche livré des espaces résidentiels, artisanaux et commerciaux (dont un « souk »), qui mettent en lumière des aspects souvent méconnus de la vie des gens de l'époque.

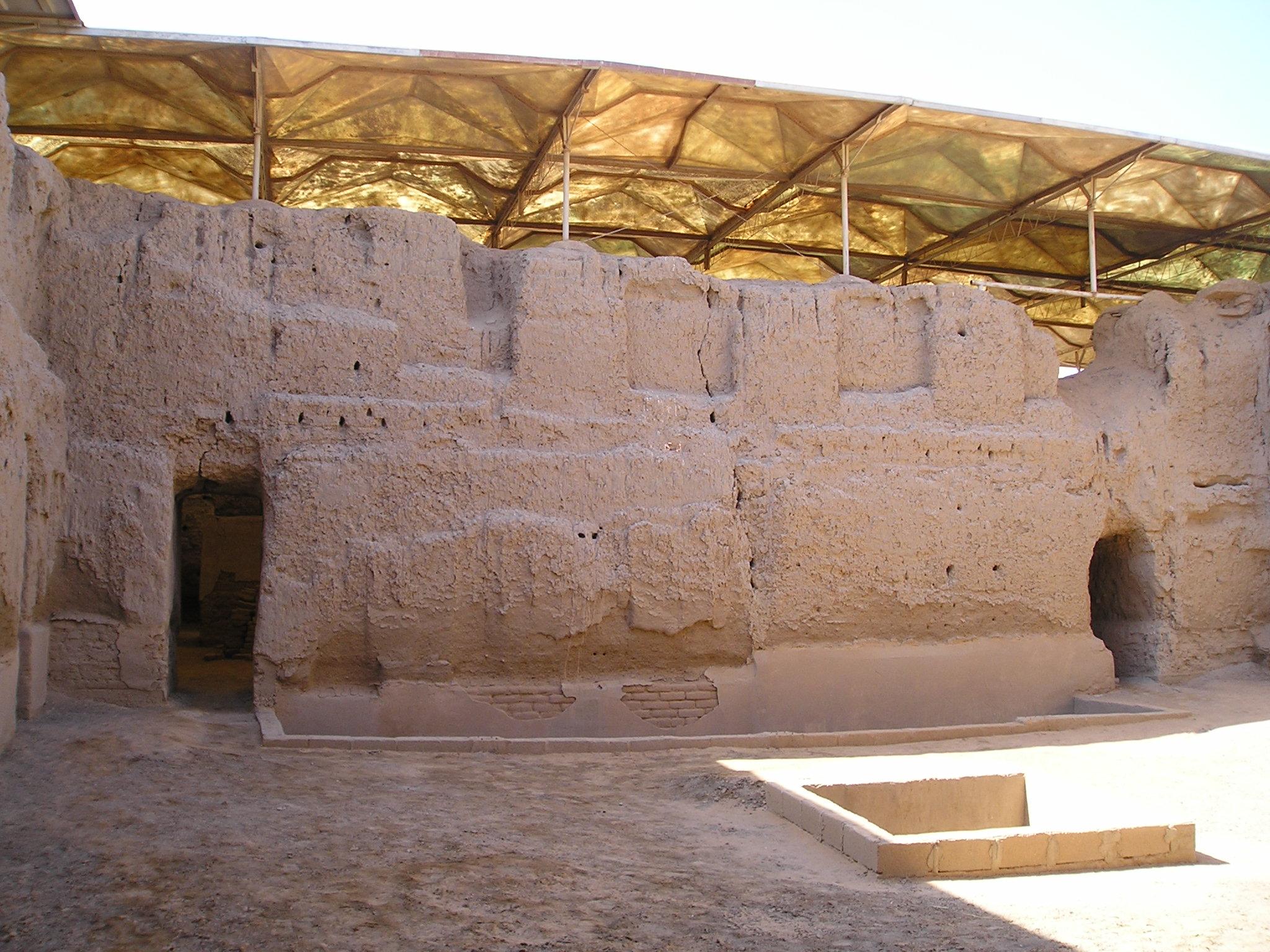
Cour intérieure du palais royal de Mari.

Les centres du pouvoir politique sont mieux connus en Syrie qu'en Basse Mésopotamie. Le palais royal de Mari des niveaux DA III (Ville II), a la particularité de comporter un temple en son sein, l'« enceinte sacrée », au sud-est, mais ne présente pas forcément les aspects d'un palais. Le palais royal d'Ebla (ou « palais G »), n'a été dégagé que sur quelques secteurs : un « quartier administratif », où ont été retrouvées des milliers de tablettes d'archives, relié par une porte monumentale à la « cour des audiences » située plus en hauteur, qui permettait d'accéder à la résidence royale. Enfin, le palais de Tell Beydar, construit au début du DA III et remanié deux fois par la suite, peut-être destiné à servir à un roi local avant l'incorporation de la ville dans le royaume de Tell Brak (Nagar), est organisé autour de trois grandes salles : deux pièces rectangulaires et un espace central carré. Ce plan est semblable à celui qui se généralise à la période amorrite (début du IIe millénaire), qui pourrait donc bien trouver un prototype à Tell Beydar. La seconde salle rectangulaire est considérée comme étant la salle du trône ou une salle de réception.

## Les rapports entre les États
Les sources disponibles sur la période des dynasties archaïques ne permettent pas de reconstituer une histoire politique des différentes entités politiques identifiées. Les inscriptions royales n'offrent guère qu'une mise en lumière d'événements ponctuels concernant certains royaumes, les souverains étant plus enclins à glorifier leurs actes pieux (constructions et restaurations de temples, offrandes aux dieux) que leurs victoires militaires. Pour le DA I et le DA II, les informations sur les conflits et la diplomatie sont inexistantes. Ce sont surtout les sources provenant de Lagash et d'Ebla qui permettent de connaître quelques événements militaires et diplomatiques pour la fin du DA III. Elles montrent un espace politique dans lequel les États sont en relation constantes les uns avec les autres, l'existence d'alliances politiques et peut-être religieuses, ainsi que l'hégémonie temporaire de certains États sur d'autres, préfigurant l'apparition de l'empire d'Akkad.

### Regroupements d'États et relations diplomatiques

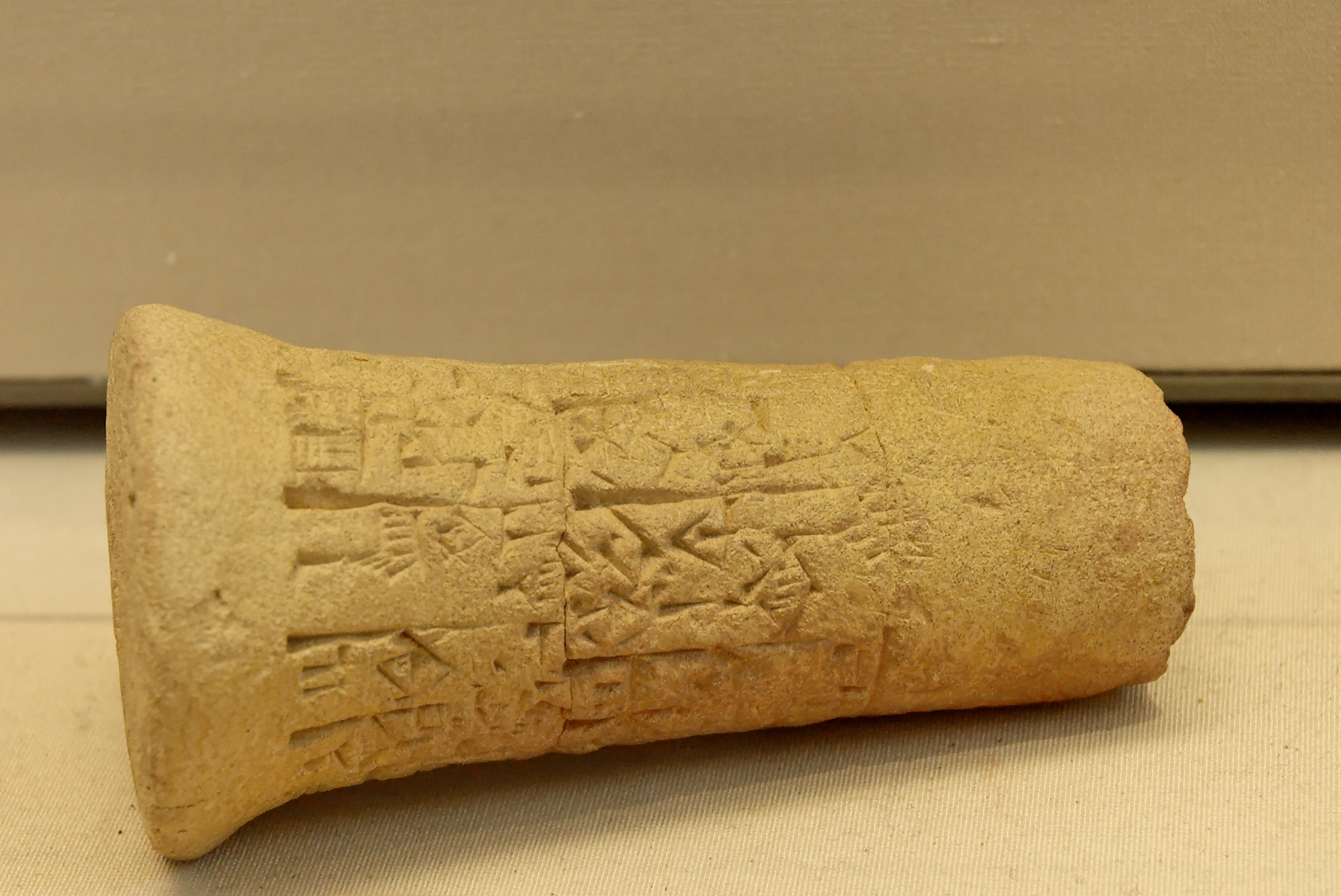
Clou de fondation commémorant le traité de paix conclu entre Enmetena de Lagash et Lugal-kinishe-dudu d'Uruk, musée du Louvre.

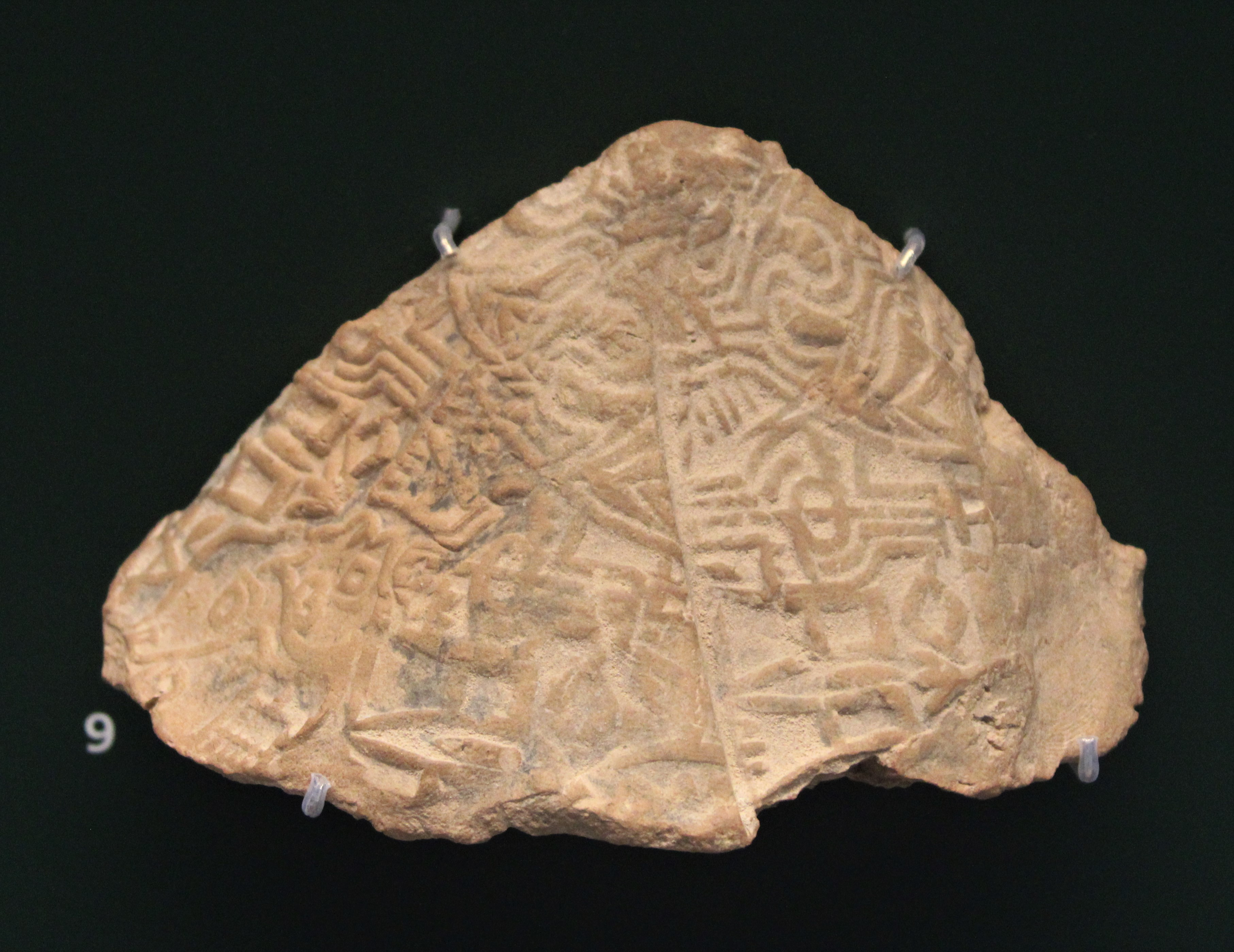
Scellement de porte sur lequel ont été imprimés les sceaux des cités. Ur, DA I. British Museum.

Existe-il à un niveau supérieur une organisation englobant les cités-États de Basse Mésopotamie, en dépit de la diversité politique qui caractérise la période des dynasties archaïques ? Il y a apparemment à Sumer la conscience de constituer un ensemble culturel, appelé le « Pays » (kalam) ou « Sumer » (kiengi(r)). Plusieurs corpus documentaires sembleraient indiquer l'existence d'une « ligue » ou d'une « amphictyonie » regroupant plusieurs cités sumériennes (comme dans la Grèce antique). Ainsi, des tablettes d’Ur datant du DA I portent des impressions de sceaux-cylindres comportant des signes représentant des cités (on en trouve aussi à Djemdet Nasr, à Uruk et même à Suse). Certains scellés présentant en continu les signes de plusieurs cités, on y a vu l'exemple d'une communauté, une sorte de ligue. Piotr Steinkeller a ainsi postulé l'existence d’un système associant les cités dans le stockage et la livraison d'offrandes pour les grands temples de Sumer (ce qui rappelle le système du bala de la troisième dynastie d'Ur). La documentation de Shuruppak datant du DA III A semblerait confirmer l'existence d'une forme d'alliance entre plusieurs cités sumériennes (dont Umma, Lagash, Uruk, Nippur, Adab), peut-être sous la primauté de Kish ; Shuruppak servirait de centre administratif à cette alliance, dont l'assemblée se réunirait ailleurs (à Nippur ?) ; elle impliquerait une collaboration économique et militaire (chaque cité dépêche des soldats pour la ligue).
Quoi qu'il en soit, il existait bien par moments des formes de concertation politique marquées par la prééminence d'une puissance hégémonique, qu'elles aient été durablement institutionnalisées ou pas. Ainsi, pour le règlement d'un conflit entre Lagash et Umma, il est fait appel vers 2500 au roi Mesilim de Kish qui sert d'arbitre. Cela confirmerait donc le fait que les souverains de cette cité aient exercé une sorte de prééminence vers cette période (voisine de celle des archives de Shuruppak), même si cette situation ne semble plus d'actualité au moment des conflits entre Lagash et Umma un demi-siècle plus tard. Par la suite le titre de « roi de Kish » est repris plusieurs fois par les souverains d'autres États pour marquer leur ambition hégémonique, peut-être en raison du prestige de cette ville, mais aussi parce que ce nom signifie en sumérien « Totalité », donc l'« Univers ». Quant à la Liste royale sumérienne, rédigée vers la fin du IIIe millénaire, elle présente pour cette période une succession de dynasties dominant la Basse Mésopotamie, s'achevant chacune par leur chute face à un rival victorieux qui leur succède. Mais il reste impossible de savoir dans quelle mesure cette reconstruction historiographique, répondant à une conception cyclique de l'histoire dans laquelle un seul royaume existe à un moment donné (alors que la réalité des Dynasties archaïques est tout autre), rapporte des événements ayant réellement eu lieu.
Les textes de cette période révèlent par ailleurs les premières traces d'un système de relations diplomatiques. Ainsi, un clou d'argile commémore l'alliance fraternelle entre En-metena de Lagash et Lugal-kinishe-dudu d'Uruk vers 2500, le plus ancien accord politique connu. Plusieurs tablettes de Girsu enregistrent des échanges réciproques de cadeaux entre la cour royale et des royaumes étrangers : la reine Baranamtarra, épouse de Lugal-Anda, échange ainsi des présents avec ses homologues d'Adab et même de Dilmun. Mais c'est la documentation d'Ebla qui est plus instructive pour cela (voir plus bas).

### Les premiers conflits connus de l'histoire mésopotamienne

La « face de la guerre » de l'étendard d'Ur, représentant une bataille.

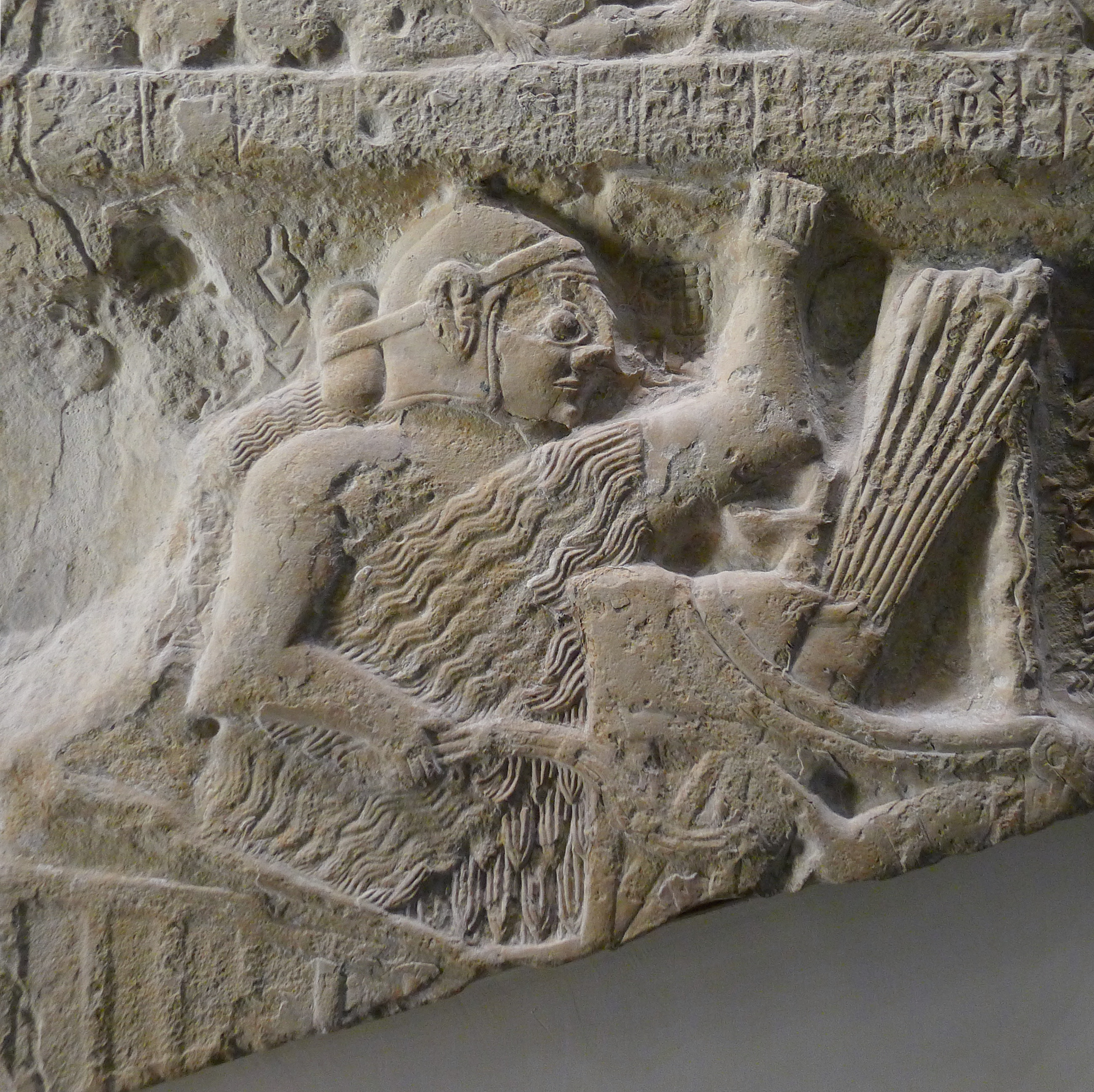
Stèle des vautours, face, registre médian : un conducteur de char. Vers 2450 av. J.-C., musée du Louvre.

C'est durant les derniers siècles de la période des dynasties archaïques que l'on est informé pour la première fois sur des événements politiques de l'histoire mésopotamienne. Nous avons des échos sur les rapports conflictuels qu'entretiennent plusieurs de ces royaumes à la période du DA II, non documentés par des sources contemporaines, mais qui semblent être à l'origine de plusieurs récits héroïques sumériens, écrits dans les derniers siècles du IIIe millénaire, auxquels on peut ajouter la Liste royale sumérienne. C'est au DA II que se situerait le règne de Gilgamesh d'Uruk et aussi celui de ses adversaires, Enmebaragesi et Agga les rois de Kish. Ces récits semi-légendaires semblent donc préserver la mémoire d'un âge dominé par deux principales puissances, Uruk à Sumer et Kish en pays sémite. Mais l'existence des rois de cet « âge héroïque » reste discutée.
C'est pour le DA III B que les informations sont plus précises grâce à l'existence de sources contemporaines plus importantes, provenant avant tout de Lagash, dont les rois sont absents de la Liste royale sumérienne, tout comme le sont ceux de sa voisine et rivale, Umma. Ces deux cités sont en conflit récurrent, se disputant la possession d'un territoire irrigué frontalier, le « Bord de la steppe » (gu-edenna). Manifestement puissantes à cette période, elles ont néanmoins été laissées dans l'oubli pour une raison énigmatique par l'historiographie mésopotamienne postérieure. Les inscriptions des rois de Lagash mentionnent également des guerres contre d'autres royaumes de Basse Mésopotamie et d'autres qui lui sont extérieurs (Mari, Subartu, Élam). Ces conflits révèlent l'affirmation progressive de puissances politiques qui ont tendance à dominer de façon plus durable la Basse Mésopotamie. La période des dynasties archaïques semble de plus en plus marquée par le fait militaire, qui est un des thèmes privilégiés de l'idéologie royale valorisant le roi guerrier victorieux. Eanatum de Lagash défait plusieurs rois de la région et même ceux de Mari et d’Élam vers 2450. La situation s'accélère sur la période 2350-2300 : Enshakushana d'Uruk s'empare de Kish et fait prisonnier son roi Enbi-Ishtar ; son successeur direct Lugal-zagesi, roi d'Umma et d'Uruk, soumet toute la Basse Mésopotamie, et est le premier à proclamer une ambition de domination universelle ; Sargon d'Akkad, installé à Kish, défait Lugal-zagesi autour de 2300 et s'empare à la fois de ses territoires et de ses ambitions universalistes. Puis il poursuit ses conquêtes au-delà de la Basse Mésopotamie, parachevant ainsi l'évolution en constituant l'Empire d'Akkad, mettant fin à la période des cités-États,.
Les techniques de combat apparaissent avant tout dans deux documents exceptionnels : l'étendard d'Ur (trouvé dans les tombes royales de cette ville) et la Stèle des vautours d'Eanatum de Lagash (retrouvée à Girsu). Obéissant certes à des conventions de représentation, ils constituent une source iconographique très précieuse sur les pratiques militaires. Ils montrent une armée organisée autour d'une sorte de phalange compacte, constituée par des fantassins lourdement équipés, armés de longues lances et protégés par de grands boucliers. L'armement est aussi constitué de haches, masses d'armes, poignards, épées à lame courbe, arc. Certaines de ces armes se retrouvent dans des tombes. Il existe aussi de lourds chariots de guerre, tirés par des ânes ou onagres, qui semblent servir à charger l'armée ennemie avant l'arrivée des fantassins. Le combat rapproché est sans doute privilégié, les troupes semblant peu mobiles et ne disposant pas de projectiles.

### L'apport des archives d'Ebla
Les rapports entre les États de Syrie sont bien documentés grâce aux fouilles d'Ebla, qui ont livré les seules archives royales disponibles pour la période. Trois grands États dominent alors cette région : Mari, qui semble être le royaume le plus puissant, Nagar, et Ebla. Dans les plus anciennes archives disponibles, Ebla verse un lourd tribut à Mari, mais finit par l'alléger considérablement après un conflit victorieux. Les rois d'Ebla ont leurs propres vassaux, comme Emar et Abarsal, cité non localisée mais connue par le traité de paix qu’elle conclut avec Ebla, le plus ancien traité écrit connu. Les relations des rois éblaïtes avec Nagar sont pacifiques : échanges de cadeaux et mariage entre la fille du roi d'Ebla et le fils de son homologue. Les archives d'Ebla ont également conservé des traces d'échanges épistolaires avec les rois de Kish et peut-être ceux de Hamazi. Elles montrent donc déjà l'existence de pratiques diplomatiques telles qu'elles sont bien connues pour le IIe millénaire, notamment par les lettres d'Amarna : échanges de messages et de présents, alliances matrimoniales interdynastiques et accords politiques.

## L'écriture et ses usages
L'écriture est apparue en Basse Mésopotamie durant les derniers siècles de la période d'Uruk, vers 3300-3200. Après cette phase d'apprentissage les expérimentations se poursuivent, et elle connaît dans le courant du IIIe millénaire plusieurs évolutions cruciales. Elle prend un aspect phonétique plus affirmé, et une graphie cunéiforme plus prononcée. Elle est de plus en plus utilisée, ce qui se traduit par une inflation de la quantité de documents écrits et par une plus grande variété de type de textes, et sa diffusion vers de nouvelles contrées.
Un phénomène marquant de la période, en particulier les dernières phases, est notamment sa diffusion vers le nord mésopotamien et la Syrie (Mari, Ebla, Tell Beydar) ; sur certains sites de cette zone situés à l'écart des centres urbains ont également été retrouvées des tablettes comportant seulement des signes numériques, témoignant de pratiques comptables plus simples.

### Les évolutions de l'écriture
L'écriture mésopotamienne est écrite avant tout sur des tablettes d'argile, au moyen d'un calame en roseau. Depuis la fin de la période d'Uruk, s'est développé un système constitué de signes valant un mot, des logogrammes (on parle aussi d'idéogrammes). Au début du IIIe millénaire, se développent des signes phonétiques, phonogrammes (un signe = un son, généralement une syllabe), développés à partir des logogrammes suivant le principe du rébus (par exemple le logogramme A « eau » servira aussi à transcrire le son [a]). Ils prennent une place de plus en plus importante. L'écriture devient progressivement un moyen de transcrire la langue. C'est pour le début du DA, dans les textes d'Ur, qu'on peut pour la première fois identifier avec certitude des éléments phonétiques indiquant la langue dans laquelle sont écrits les textes, en l'occurrence le sumérien. Si les textes sont en majorité écrits en idéogrammes sumériens, langue du sud de la Basse Mésopotamie, on repère pour la première fois de nombreux termes dans des langues sémitiques, à savoir l'akkadien dans les sources d'Abu Salabikh au DA III A, puis l'éblaïte des sources d'Ebla au DA III B. Pour cela, les scribes des pays sémitiques reprennent les idéogrammes en fonction de leurs valeurs phonétiques pour noter les mots dans leurs langues, ce qui renforce l'aspect phonétique de l'écriture et permet par la suite de l'adapter à bien d'autres langues.
Du point de vue graphique, l'écriture a commencé à prendre un aspect cunéiforme à partir de la période de Djemdet-Nasr (v. 3200-3000), et cela s'accentue durant le DA. Les scribes avaient cessé de dessiner des pictogrammes faits de lignes courbes comme durant les premiers temps de l'époque d'Uruk, mais composent leurs signes à partir de plusieurs incisions de calame dans la tablette d'argile, qui donnent des signes faits de petits traits droits. Les signes perdent alors leur aspect pictographique, et progressivement leur origine graphique devient méconnaissable. Le calame étant taillé de façon que son extrémité ait une forme triangulaire, les signes tracés ont une forme de « clou » ou de « coins », qui ont donné leur nom à l'écriture mésopotamienne (du latin cuneus, « coin » ou « clou »). Dans les inscriptions officielles sur pierre ou métal, les signes ont cependant un aspect linéaire, les coins n'étant pas reproduits avant la fin de cette période. Les signes sont placés dans des cases allongées disposées à la verticale, l'écriture se lisant à cette période de haut en bas ; on passe d'une case à l'autre de droite à gauche. Par convention les reproductions modernes de ces textes les présentent généralement comme s'ils étaient organisés en lignes se lisant de droite à gauche, ce qui est le sens de lecture des textes cunéiformes au moins au IIe millénaire av. J.-C., mais pas au millénaire précédent ou durant la majeure partie de celui-ci (la date du changement de sens de lecture est discutée).

Évolutions de la graphie durant la période des dynasties archaïques.
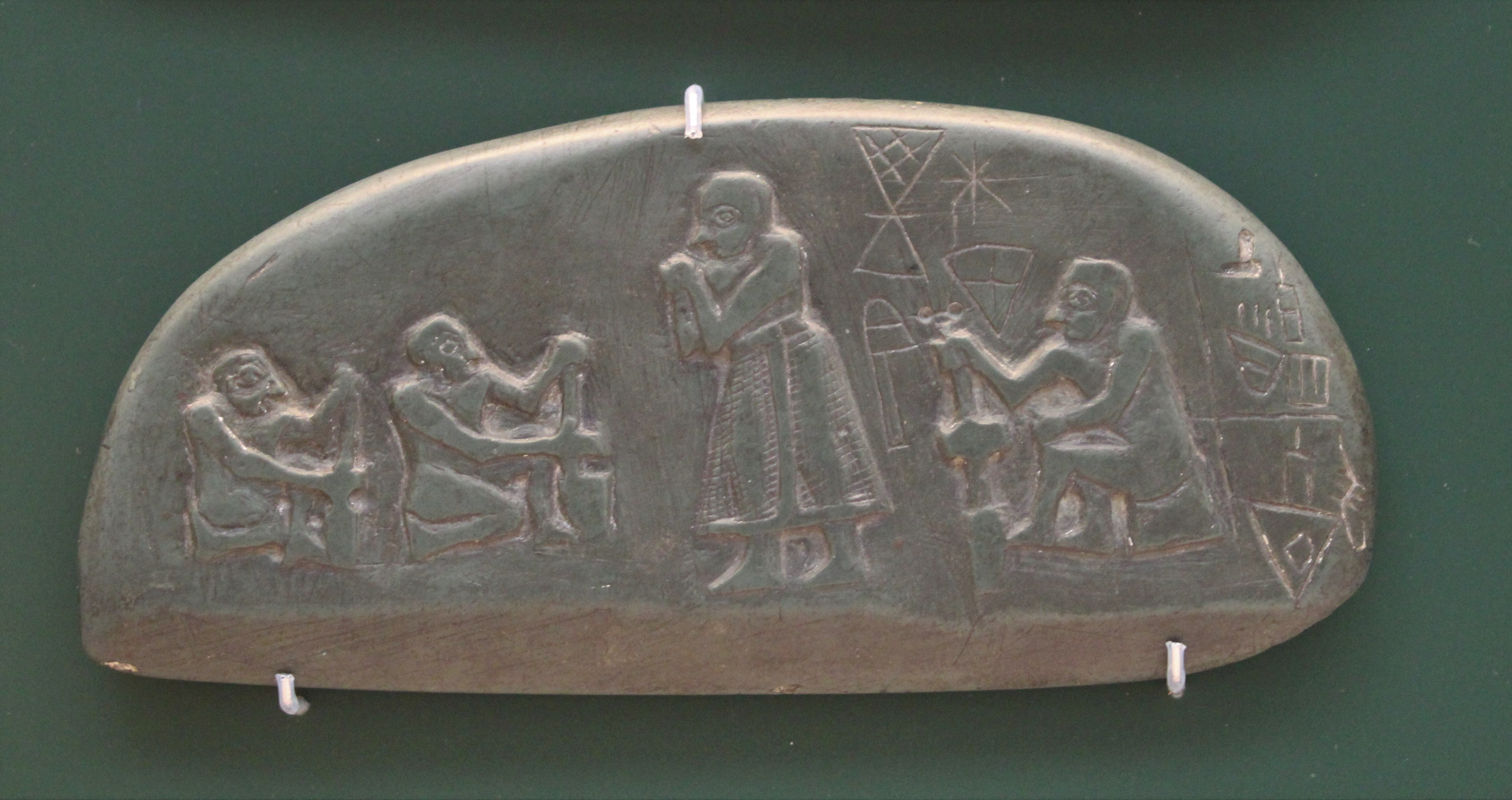
Plaque en pierre (rapportant une vente de terre ?), un des « monuments Blau », début du IIIe millénaire av. J.-C., graphie linéaire. British Museum.
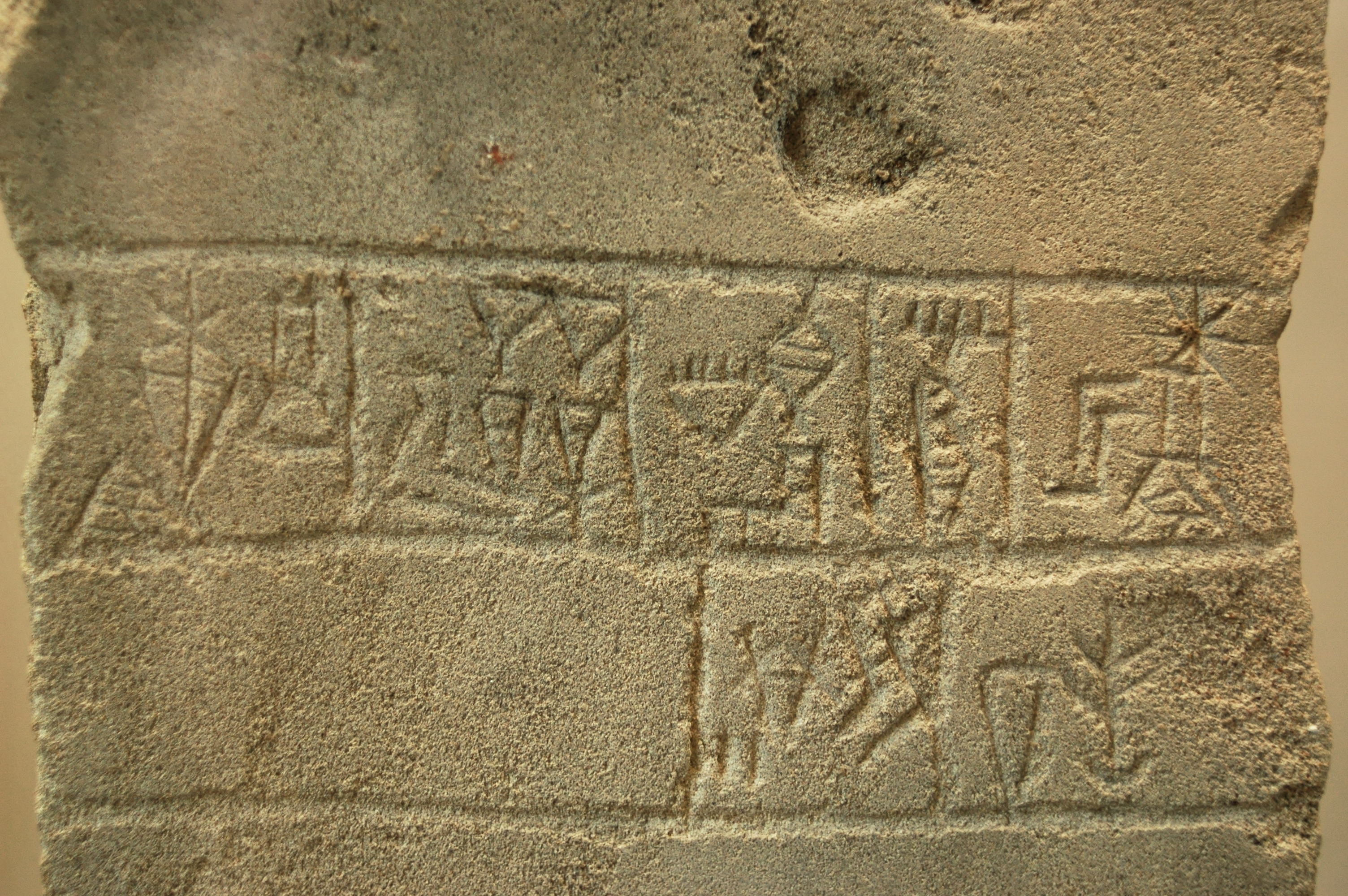
Fragment d'une inscription royale d'Ur-Nanshe de Lagash retrouvée à Girsu/Tello, DA III A, graphie linéaire, musée du Louvre.
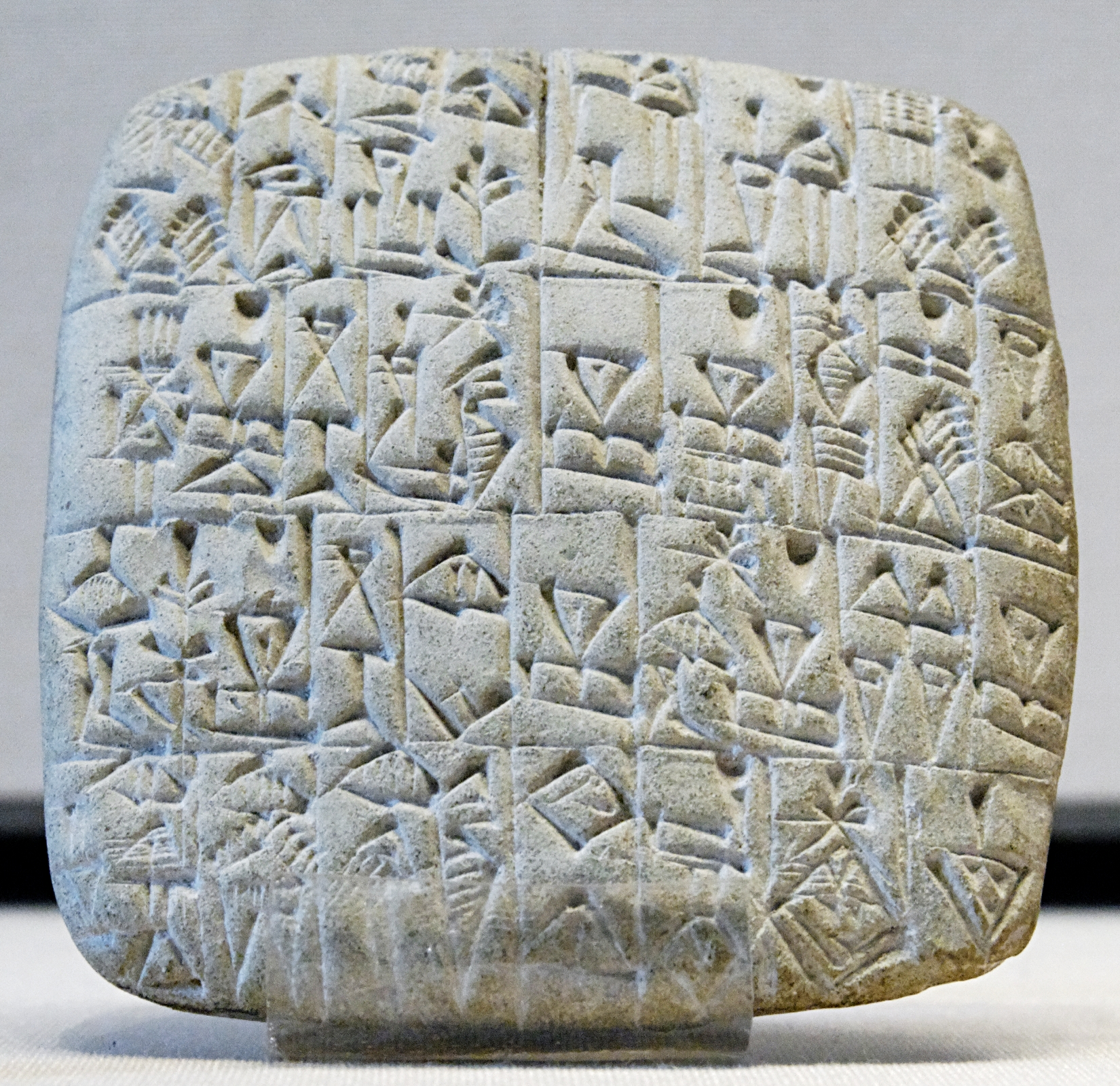
Acte de vente d'un esclave et d'une maison à Shuruppak, DA III A, graphie cunéiforme, musée du Louvre.
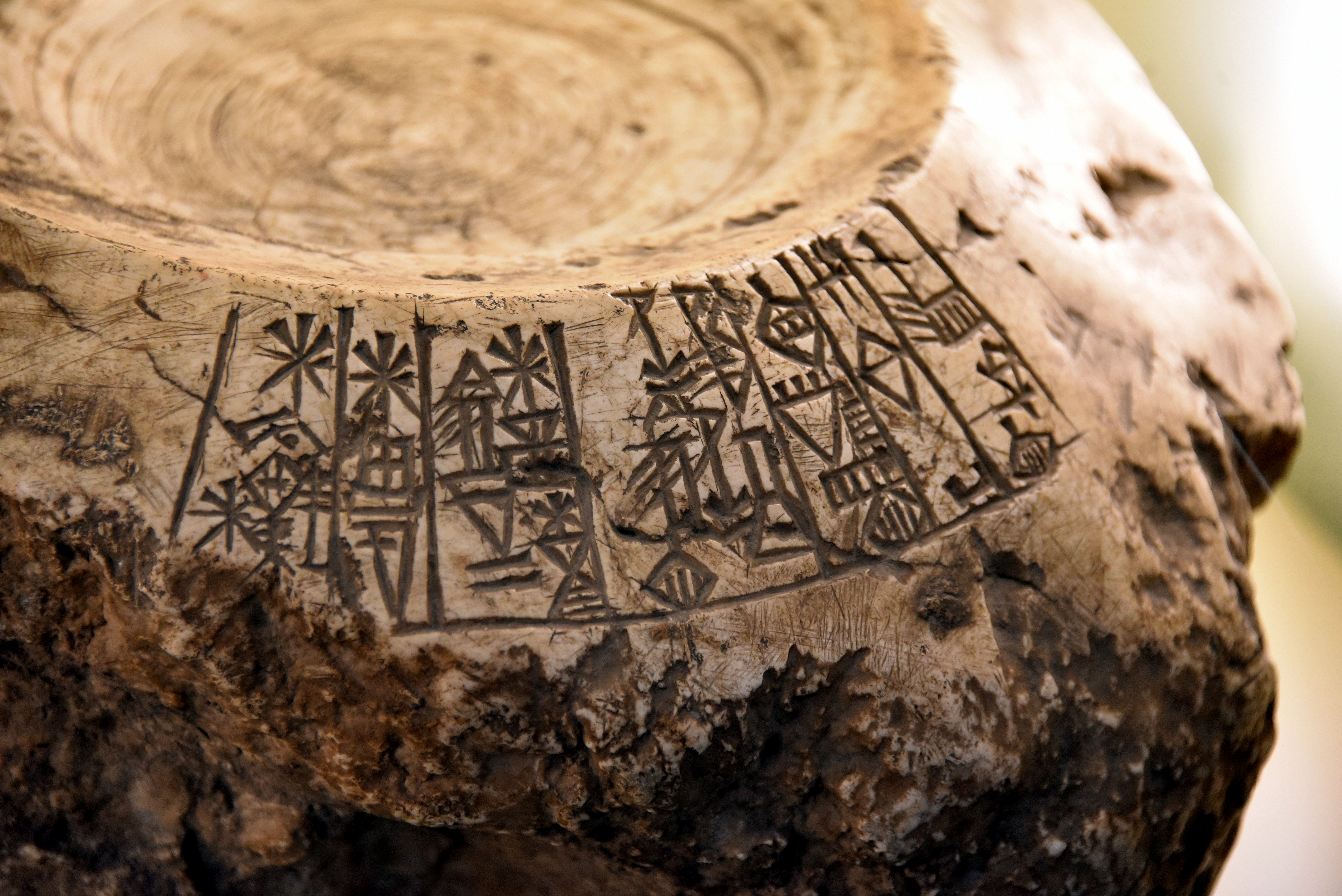
Inscription d'En-metena de Lagash, DA III B, graphie cunéiformisée. Pergamon Museum.

### Nature des textes
La documentation écrite de la période des dynasties archaïques est essentiellement administrative. Il s'agit de documents de gestion provenant d'institutions royales et religieuses, émis dans le but de contrôler leurs ressources. Ils enregistrent par exemple des mouvements de biens stockés et redistribués, des concessions de terres, des bilans annuels de certaines exploitations ou d'ateliers. Les sources du DA I/DA II sont limitées : avant tout les plus de 400 textes d'Ur, quelques textes provenant d'autres sites comme Uruk et de provenance inconnue, notamment des inscriptions sur pierre enregistrant des transferts de propriétés (surnommés « anciens kudurrus »). L'emploi de l'écriture se développe manifestement au DA III. Les lots du DA III A sont 800 textes essentiellement économiques de Shuruppak (le site actuel de Fara), et 500 textes d'Abu Salabikh, à dominante scolaire. Les plus gros lots proviennent du DA III B : les 2 000 tablettes du temple de Girsu (le site de Tello) et les plus de 10 000 tablettes et fragments de tablettes d'Ebla (Tell Mardikh) en Syrie. De ces périodes (surtout la plus récente) d'autres lots moins importants proviennent de plusieurs sites de Basse Mésopotamie (Umma, Nippur, Isin, Adab) et de Syrie (Mari, Tell Beydar).
L'écriture est également employée pour une plus grande variété de textes. Les premiers lots étaient de la documentation administrative, même si quelques textes lexicographiques sont connus dès la fin de la période d'Uruk, les listes lexicales, documents typiques de la culture lettrée mésopotamienne. Des contrats de vente de champs, d'animaux et d'esclaves sont également connus pour les premières périodes, montrant l'existence des plus anciens documents privés connus. Au DA II et surtout au DA III, sont rédigées les premières inscriptions commémorant les réalisations pacifiques ou militaires des rois, qui sont essentielles pour reconstituer la chronologie des souverains et les événements politiques, malgré le fait qu'elle présente le point de vue de leur commanditaire de façon très partiale. On parle d'« inscriptions royales », type de texte qui connaît une grande postérité dans l'histoire mésopotamienne. La longue inscription de la Stèle des vautours d'Eanatum de Lagash marque les débuts de la narration d'événements historiques. La découverte de la documentation d'Abu Salabikh, de Shuruppak et d'Ebla a permis de mieux connaître les productions issues du milieu « lettré » ou « savant » (sans doute des prêtres) de cette époque : des exercices de métrologie et de mathématiques, des textes rituels de magie et d'exorcisme et des œuvres relevant de ce qu'on considère comme les « belles-lettres », à savoir des hymnes dédiés à des temples, des textes mythologiques et épiques souvent fragmentaires et des textes de « sagesses » (recueils de proverbes, fragment des Instructions de Shuruppak, des listes d'énigmes). Ces documents sont plutôt issus du milieu scolaire et non de sortes de « bibliothèques » : il s'agit de copies de textes classiques employées dans le cursus de formation des scribes de l'époque, en tant qu'exercices d'approfondissement. On est donc dès cette époque en présence des éléments caractéristiques du « milieu lettré » mésopotamien, même s'ils sont mal documentés.

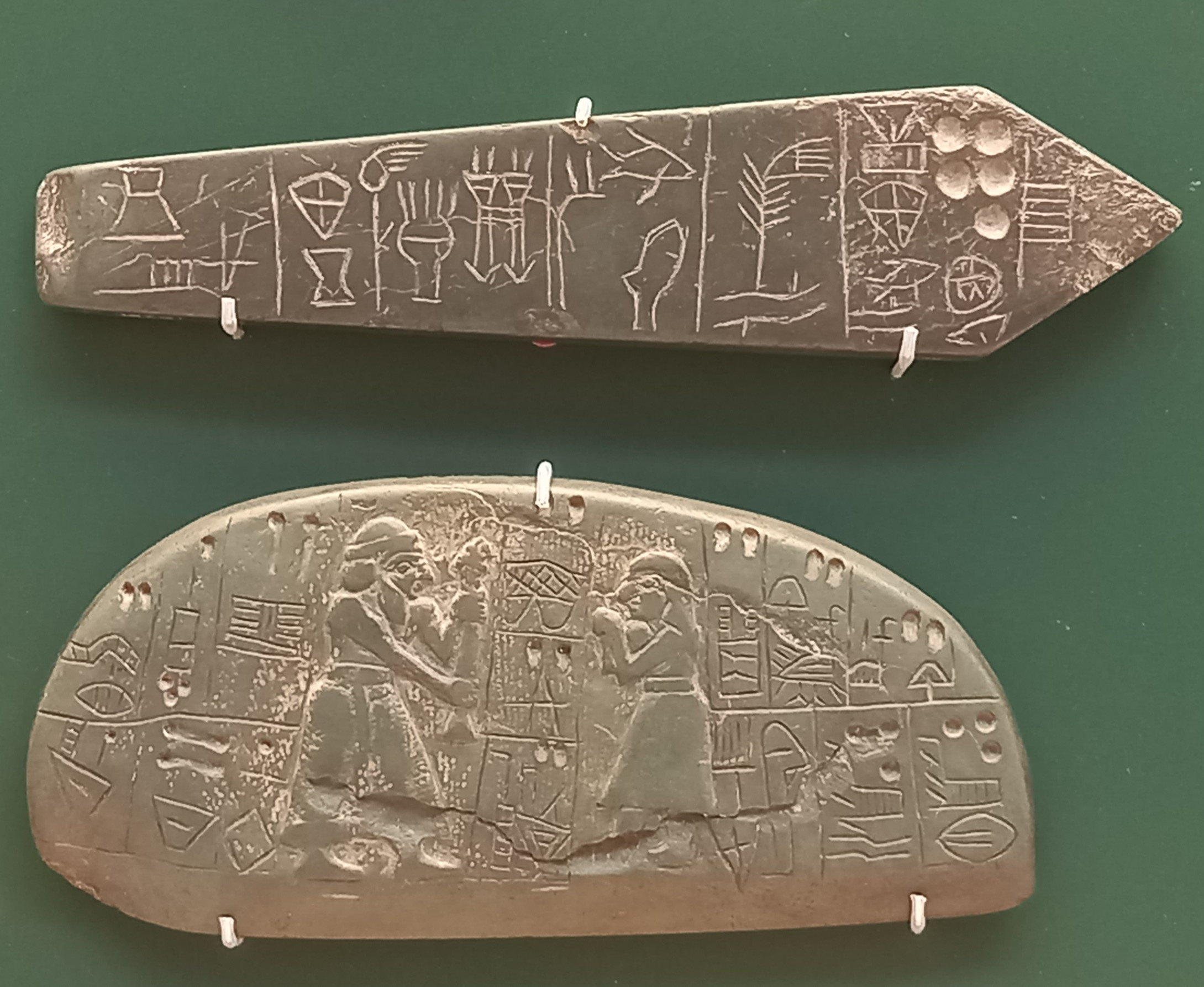
« Monuments Blau » : deux pierres gravées de provenance inconnue, comportant des signes archaïques et rapportant sans doute une cession de terre, datables approximativement de la période 2900-2700 av. J.-C. British Museum.
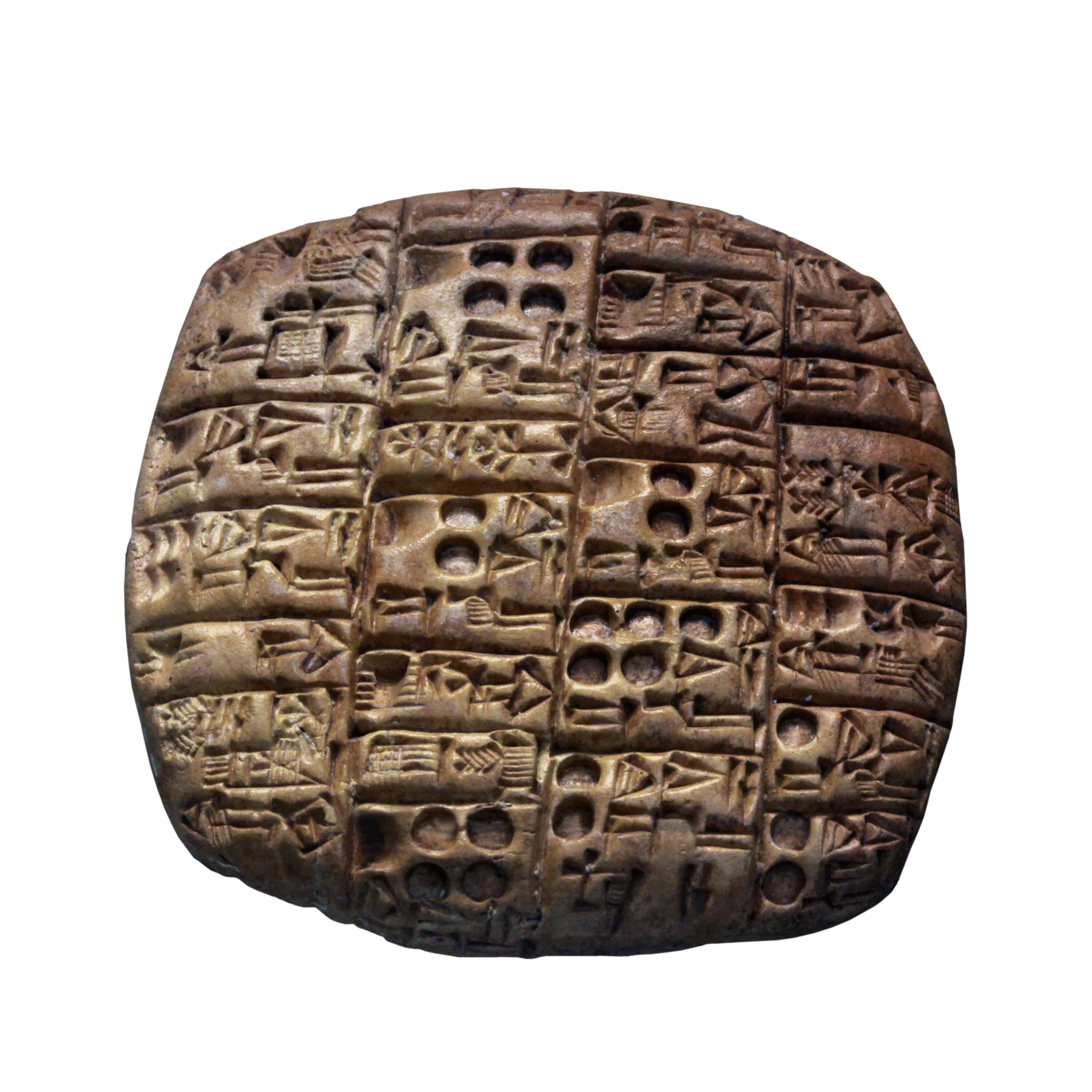
Livraisons de fruits au palais, archives des jardiniers royaux de Girsu, v. 2350 av. J.-C. Musée du Louvre.
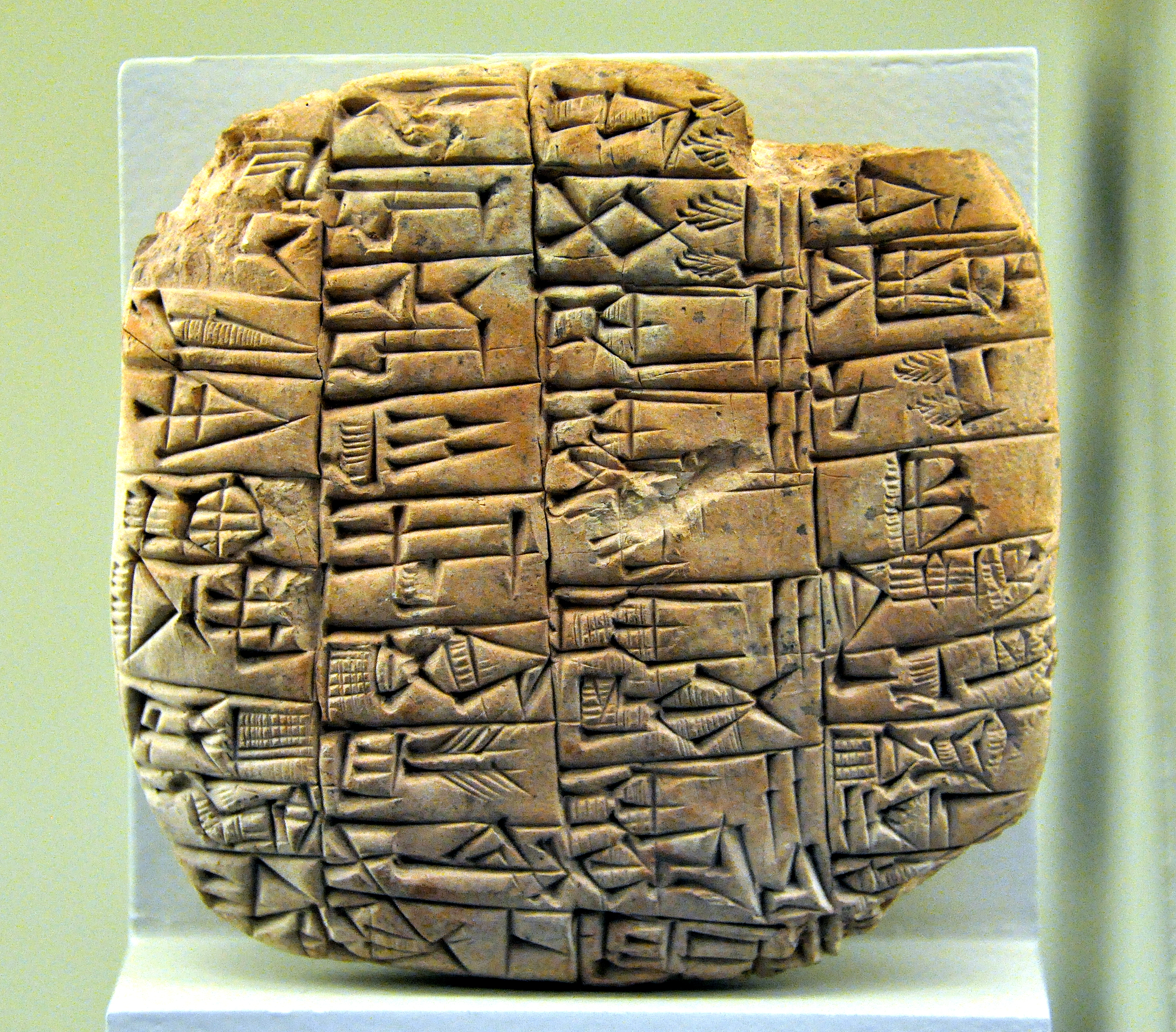
Liste lexicale de professions, Shuruppak, DA III A (c. 2500 av. J.-C.). Pergamon Museum.
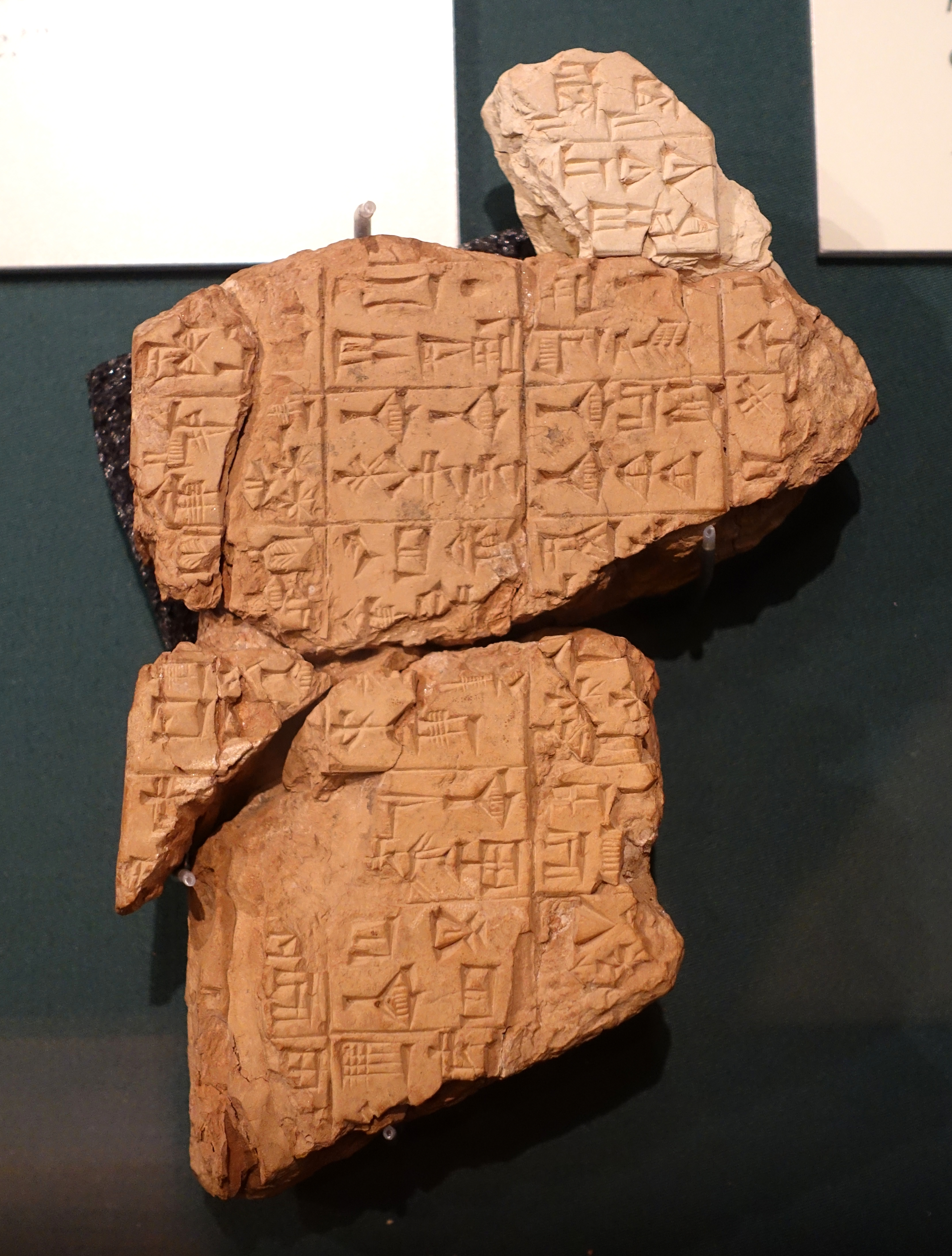
Fragment des Instructions de Shuruppak mis au jour à Adab (Bismaya). DA III A (v. 2600-2500 av. J.-C.). Musée de l'Oriental Institute de Chicago.

## Croyances et pratiques religieuses
La religion de la période des dynasties archaïques est mal connue, même si des sources de différents types la documentent. L'iconographie est comme souvent très utile, tandis que pour l'architecture se pose le problème de l'identification des lieux de culte. Parmi les textes, de nombreux documents administratifs concernent des offrandes à des divinités, parfois en nommant du personnel cultuel ou même des rituels, même si ces sources n'ont pas pour but d'expliciter les pratiques qu'elles enregistrent. Cela vaut essentiellement pour les archives de Girsu et d'Ebla. Ces dernières, ainsi que celles de Shuruppak et d'Abu Salabikh, ont livré des textes littéraires et rituels complétant cette documentation avec des textes plus techniques destinés au personnel cultuel spécialisé.

### Le monde divin

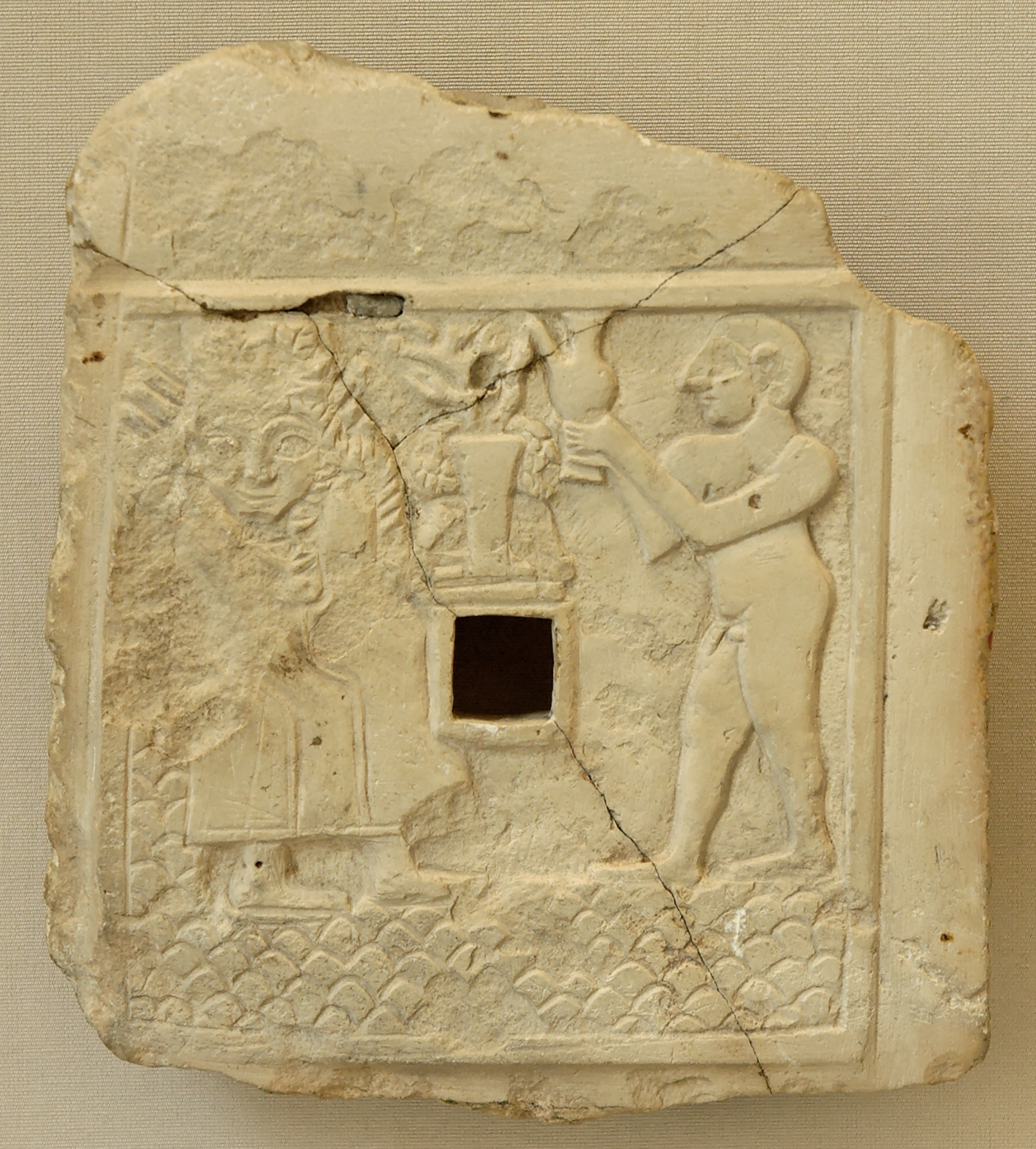
Bas-relief perforé représentant une scène de libation à une divinité, Girsu, musée du Louvre.

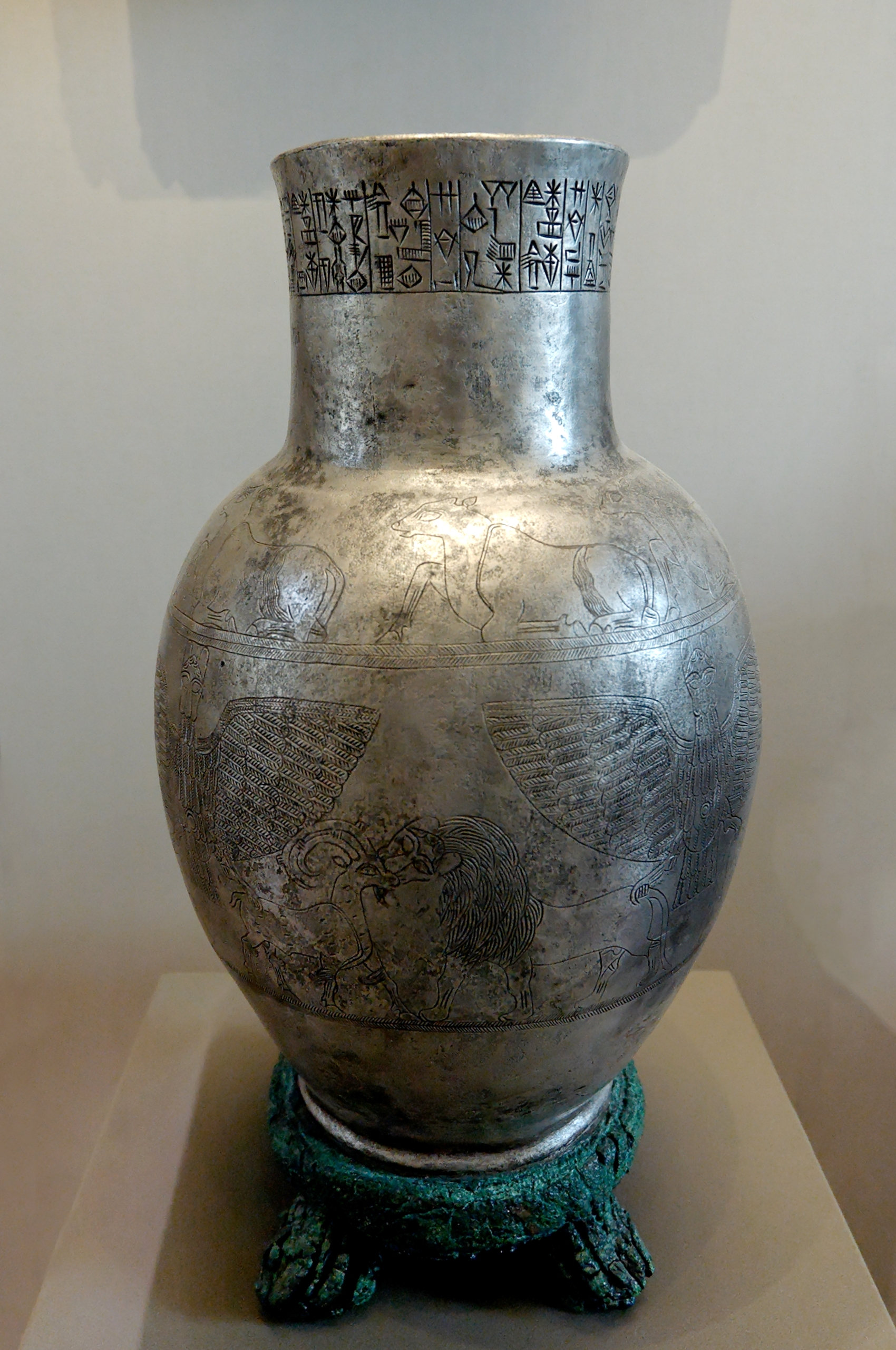
Vase en argent dédié à Ningirsu par le roi Enmetena de Lagash, musée du Louvre.

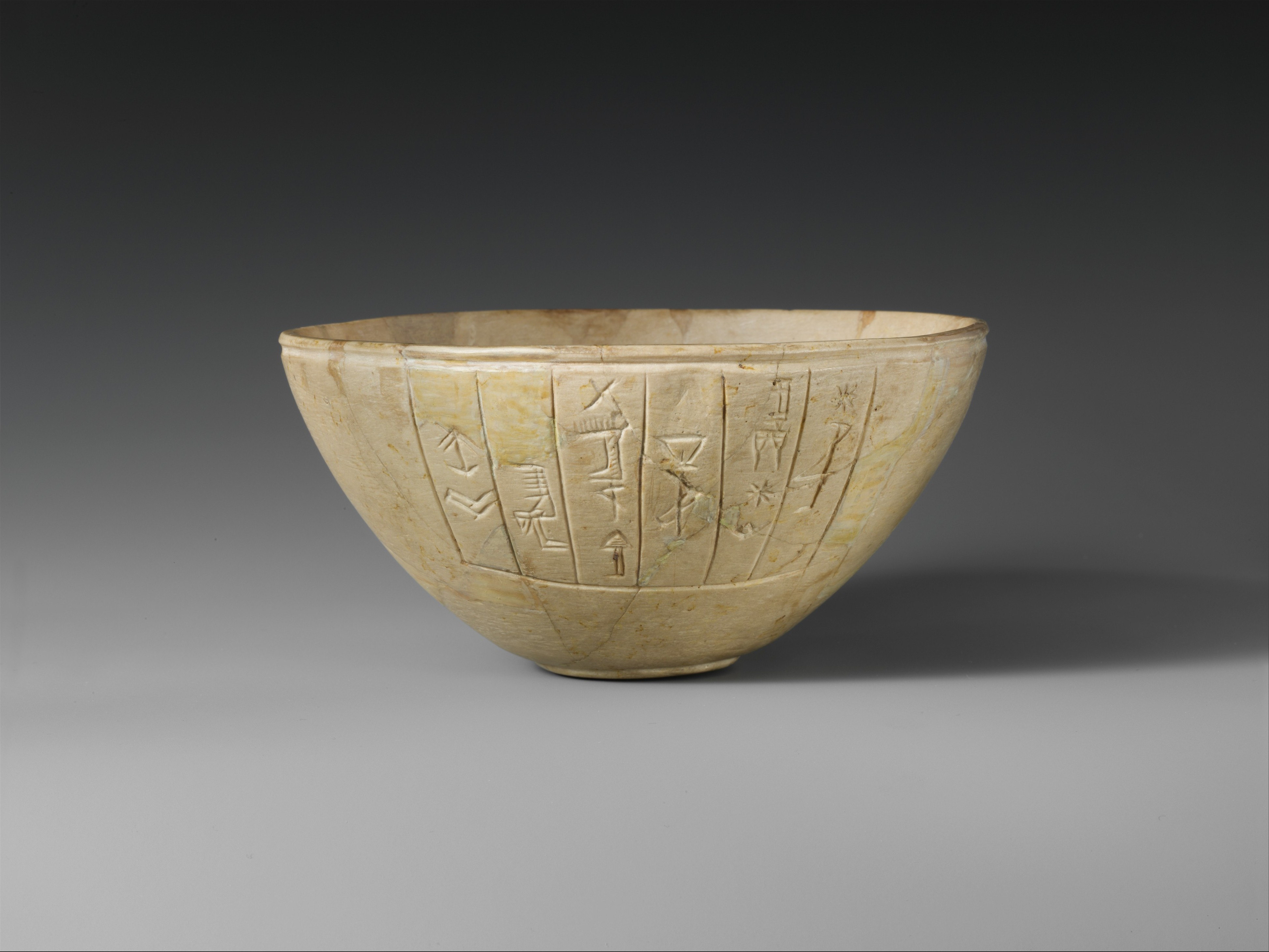
Vase en pierre offert par une fidèle à la déesse Inanna, retrouvé dans son temple de Nippur (niveau VII, DAIII A). Metropolitan Museum of Art.

Les dieux des dynasties archaïques sont souvent identifiés à un territoire précis. Le cas le mieux connu est celui de l'État de Lagash, qui montre même l'existence d'un véritable panthéon local fondé sur une structure familiale, au moins pour la fin de la période : le dieu principal est Ningirsu, littéralement le « Seigneur du Girsu », accompagné de sa parèdre Ba'u, ainsi que de plusieurs de ses fils, en premier lieu Shul-Shagana et Ig-alima, ou de sa sœur Nanshe. Chaque cité présente au moins une divinité majeure : Umma, a pour dieu principal Shara, An et Inanna ont leurs grands temples à Uruk, Enlil à Nippur, Enki à Eridu, Nanna à Ur, Zababa à Kish, Sud à Shuruppak, etc. Ce même principe se retrouve hors de Mésopotamie : Kura à Ebla, Inshushinak à Suse. Dans une certaine mesure donc, la conception du divin suit l'organisation politique de la période autour de plusieurs cités-États ayant leur propre panthéon avec une divinité souveraine qui est supposée en être le véritable maître. Cela va plus loin puisque les particularismes religieux se retrouvent dans l'organisation du personnel cultuel qui connaît des différences d'une cité à l'autre, mais aussi dans les traditions mythologiques et théologiques qui sont élaborées par les clergés de certaines cités (en particulier Eridu, Uruk, Nippur et Lagash), notamment visible dans les textes sur la création du monde, connus surtout pour les périodes suivantes mais dont les racines remontent aux temps archaïques.
Mais ces particularismes ne doivent pas masquer la communauté religieuse que forment les cités du sud mésopotamien, dont les divinités sont intégrées dans un panthéon plus vaste, englobant le pays de Sumer et même au-delà, dans lequel elles ont des fonctions précises. Plusieurs divinités sont ainsi associées à un élément précis, comme Ashnan, le dieu du grain, ou Utu, le dieu-soleil. Un phénomène de syncrétisme s'est constitué entre les panthéons des cités sumériennes, et la déesse Inanna originaire d'Uruk est aussi vénérée à Lagash. Dès cette époque apparaissent des tentatives d'organisation d'un véritable panthéon sud-mésopotamien. Cela se voit dans des listes de divinités retrouvées à Shuruppak et Abu Salabikh, qui présentent les principales divinités mésopotamiennes dans un ordre manifestement hiérarchique. La première débute par An, Enlil, Inanna, Enki, Nanna et Utu, tandis que la seconde commence par An, puis Enlil, Ninlil, Enki, Nanna et Inanna. C'est donc une organisation similaire à celle qui est mieux connue pour les périodes suivantes, avec au premier plan An, le dieu du Ciel, le père des dieux, aux côtés de son fils Enlil le dieu souverain qui semble lié au vent, auquel est associé son frère Enki, dieu de l'Abîme, de la sagesse et maître de la magie. Ces trois-là formant une triade dominante, à laquelle succèdent des divinités astrales : Inanna, l'étoile du matin (Vénus, mais c'est aussi une déesse de l'Amour et de la Guerre), le dieu-lune Nanna et le dieu-soleil Utu (aussi dieu de la justice). Ce monde divin sumérien semble progressivement s'organiser autour de la prééminence d'Enlil, vu comme le roi des dieux, et de sa ville, Nippur, qui sans être une cité politiquement puissante est la principale ville sainte de Sumer et un centre culturel de premier plan. Son grand temple, l'Ekur, reçoit des offrandes importantes des cités voisines. C'est là que se réunirait l'assemblée de la « ligue » des cités sumériennes que plusieurs textes semblent documenter. Le triomphe théologique de Nippur et de son dieu s'affirme aux périodes d'Akkad et d'Ur III.
Des divinités mésopotamiennes se retrouvent même plus loin dans les textes d'Ebla, comme Enki et sa parèdre Ninki. Les lettrés de cette cité tentent d'établir des parallèles entre leurs divinités issues essentiellement d'un fonds sémitique et celles venant du pays sumérien. Cela se voit dans une liste bilingue présentant à un moment des noms de divinités éblaïtes et leur correspondantes sumériennes suivant un principe fonctionnel, par exemple Ashtar (Astarté) identifiée à Inanna, ou encore Rashap (Reshep) à Nergal (dieux des Enfers). Cependant, le fonds divin éblaïte est essentiellement sémitique et on y retrouve des divinités vouées à une longue postérité, en plus des deux déjà citées, comme le dieu agraire Dagan, le dieu de l'Orage Adda (Addu, Hadad), ou encore Kamish (Kemoch).

### Les temples
Le lieu principal du culte dans le Proche-Orient ancien est le temple, considéré comme le lieu de résidence de la divinité : c'est sa « maison » (c'est le sens du terme sumérien é qui sert à désigner ce genre d'édifices). Les temples du IIIe millénaire ne présentent pas un plan-type mais des formes diverses, après l'abandon à la fin de la période d'Uruk du plan tripartite qui caractérisait jusqu'alors l'architecture monumentale mésopotamienne. Des temples ont été identifiés avec plus ou moins de certitudes sur plusieurs sites. Si la plupart de ces édifices ont des dimensions modestes, quelques temples de grande taille ont été dégagés comme le temple d'Inanna de Nippur, édifice de 85 mètres de long disposant d'une quarantaine de salles, dont deux cellae précédées par une avant-cour à colonnes. Le temple de Shara de Tell Agrab n'a été que partiellement dégagé, mais les fouilles ont laissé apparaître un vaste édifice quadrangulaire d'environ 60 mètres de côté. Le seul type de temple caractéristique identifiable sur plusieurs sites de cette période est celui des « temples ovales » de Khafadje, el Obeid et Lagash (el-Hiba), datant des DA II et III. Ils doivent leur nom à l'enceinte ovale qui les sépare du reste de la ville, leur centre étant occupé par un temple construit sur une terrasse (seule cette dernière ayant survécu à l'épreuve du temps). Plus au nord, les bâtiments identifiés comme des temples sur les sites de la Djézireh (Tell Chuera, Urkesh (Tell Mozan)), présentent plus de traits communs ; ce sont de petits édifices de forme rectangulaire, parfois avec une petite salle à leur extrémité servant de lieu saint. Pour la Ville II de Mari, plusieurs temples ont été dégagés et ont livré de nombreux objets cultuels, en particulier celui de la déesse Ishtar ; l'« enceinte sacrée », sanctuaire situé dans le palais royal, est une particularité de cette cité. Les deux temples d'Ebla connus pour cette époque sont parmi les plus anciens cas connus de temple in antis (où les murs latéraux dépassent le mur de la façade vers l'extérieur), avec les deux temples de Tell Chuera. Cette forme devient courante par la suite dans l'espace syrien.

### Le culte

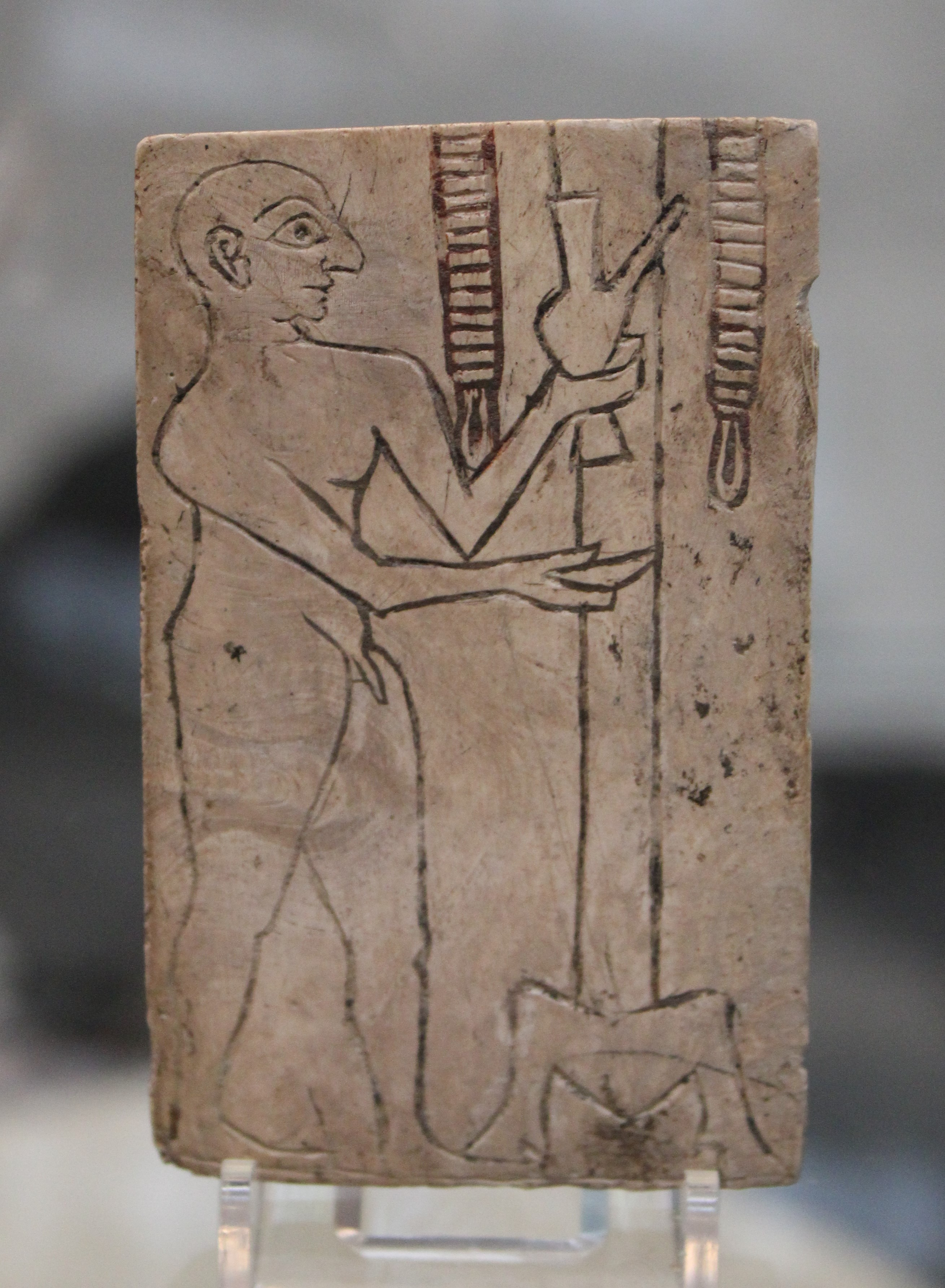
Élément d'incrustation en nacre représentant une scène de libation, le personnage en nudité rituelle est probablement un prêtre. Ur, DA IIIA. British Museum.

Les pratiques cultuelles les plus courantes dans les temples sont celles liées à l'entretien des dieux. Ceux-ci sont peut-être dès cette période incarnés dans une statue qui se trouve dans le « saint des saints » (ou cella) du sanctuaire qui assure leur présence réelle, mais cela est débattu, quoiqu'un texte d'Ebla évoque bien une statue de culte d'une déesse. En tout cas il est manifeste que les dieux reçoivent alors un culte régulier, avant tout un entretien alimentaire, mais aussi d'autres types d'offrandes (vêtements et mobiliers). C'est le clergé qui est chargé de la conduite du culte, au cours de cérémonies précises. La dévotion des derniers fidèles se voit dans les offrandes qu'ils font aux dieux, attestées notamment par des tablettes de listes de présents, ainsi que de nombreux ex-voto (statues, stèles, vases, armes, etc.), parfois dédicacés, retrouvés dans des temples, qui constituent avec les objets exhumés dans les tombes la majorité de nos sources sur l'art de cette période. Les souverains entretiennent un rôle privilégié avec les dieux, donnent les offrandes les plus prestigieuses, assurent la restauration ou la construction des édifices sacrés, ce que célèbrent la majorité de leurs inscriptions commémoratives.

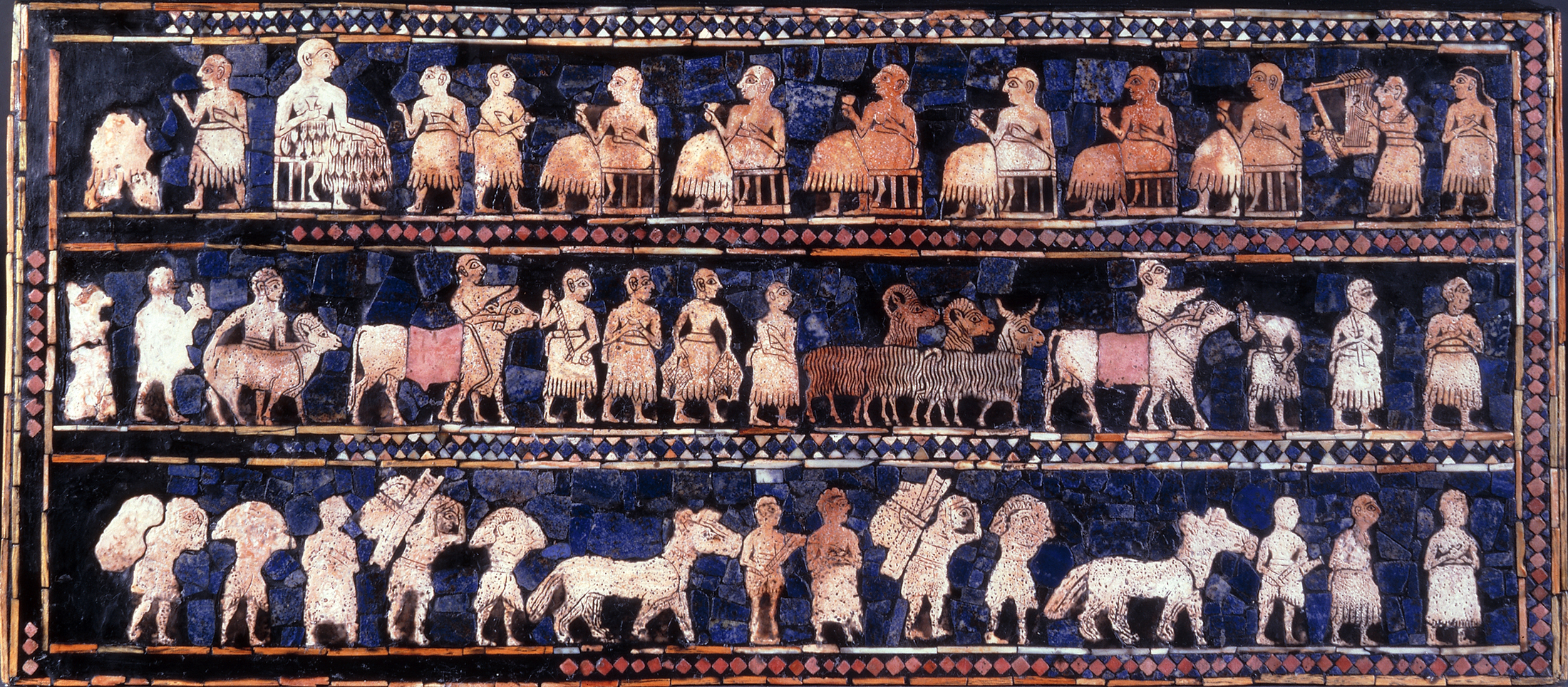
La « face de la paix » de l'Étendard d'Ur, représentant une scène de banquet cultuel.

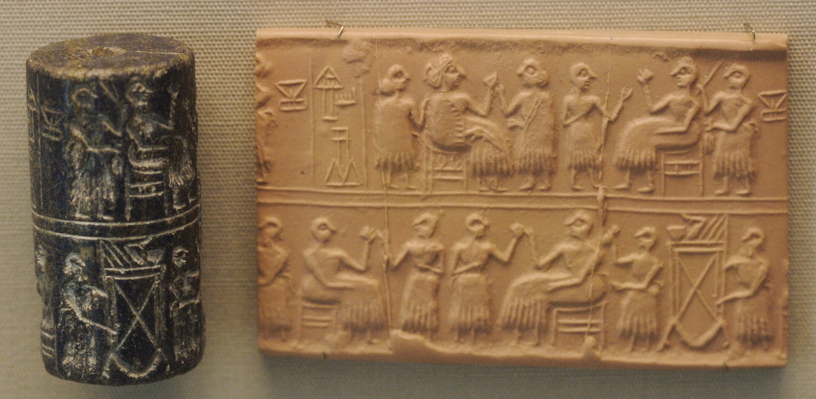
Sceau-cylindre de la « Dame » Puabi, représentant une scène de banquet, Tombes royales d'Ur, British Museum.

Ces aspects du culte bien connus pour les périodes postérieures transparaissent déjà dans les textes de l'époque des dynasties archaïques. Les tablettes administratives de Girsu et d'Ebla montrent ainsi l'existence de différents rituels ordinaires ou plus exceptionnels, de véritables fêtes religieuses. Les plus importantes du royaume de Lagash sont dédiées aux divinités locales Bau et Ningirsu, aux côtés de fêtes dédiées à des divinités moins importantes, comme la divinité infernale Gilgamesh. Pour Ebla, on a pu identifier des offrandes d'huile faites à un dieu suivant un rituel précis, survenant lors de la réfection de la tête de la statue du dieu Kura, ou encore des bains rituels, même si les termes apparaissant dans les tablettes administratives ne sont pas aisés à expliciter. Ces rituels suivent un calendrier religieux précis distinct du calendrier commun.
Des représentations de ce type de rituels apparaissent dans les scènes de la glyptique mais aussi dans des incrustations comme l'Étendard d'Ur daté du DA II. La « face de la Paix » de ce dernier représente en effet une scène de banquet dirigée par le roi représenté sur le registre supérieur, en train de boire en présence de convives assis face à lui et de musiciens, alors qu'on leur apporte des offrandes en produits agricoles et animaux représentés sur les registres inférieurs. Cette scène est interprétée comme représentant un banquet en l'honneur des dieux, peut-être pour les remercier à la suite de la victoire figurée sur l'autre face. Les sources archéologiques complètent également nos connaissances sur les pratiques cultuelles avec la découverte d'installations dans les temples. Ainsi, les archéologues qui ont mis au jour le « temple ovale » de Khafadje ont découvert dans sa cour principale un puits, un bassin et un autel servant au culte et à proximité des empreintes de sabot d'un bélier mené au sacrifice.
En dehors du culte ordinaire des dieux, quelques tablettes provenant de Shuruppak et d'Ebla mais aussi d'al-Hiba (la ville de Lagash) présentent plusieurs rituels d'exorcismes souvent difficiles à comprendre. Il s'agit d'un type de texte technique manifestement destiné à des spécialistes des conjurations ou des exorcismes. Les maux contre lesquels on cherche à lutter comprennent des maladies, des morsures de serpents ou des piqures de scorpions, ou les complications pouvant survenir lors de naissances. Les incantations font appel à la médiation de plusieurs divinités, celle revenant le plus souvent dans les textes en sumérien étant la déesse Nin-Girin, qui n'est plus attestée dans la documentation des périodes suivantes. La divination transparaît également dans quelques textes administratifs d'Ebla, où se trouvent des mentions de plusieurs spécialistes de cette pratique et de l'observation de présages.
On connaît mal le personnel des temples chargé de veiller à la conduite de ces rituels, depuis l'approvisionnement en offrandes jusqu'à l'exécution des gestes, incantations et chants sacrés. La liste lexicale Lú A, qui regroupe de nombreux noms de professions, permet de voir que plusieurs spécialistes du culte connus pour les périodes ultérieures sont déjà présents. On peut distinguer les personnes participant à l'administration du temple, comme l'intendant en chef (sanga) et le trésorier (enkum), des personnes spécialistes du culte, comme l'exorciste/purificateur (išib) ou le préposé à la purification de la bouche d'une statue divine (sanga2). Les textes d'Ebla présentent des titres différents mais des fonctions tout aussi diverses. Manifestement, le personnel cultuel est déjà varié et très spécialisé. C'est également en son sein que se trouvent les « lettrés » à qui l'on doit les textes rituels et « littéraires » de cette période.

### Pratiques funéraires
Les sociétés du Proche-Orient ancien inhument leurs morts sous le sol, pour leur permettre un accès au « Monde souterrain » où résidaient les défunts selon leurs croyances. Les fouilles archéologiques ont mis au jour de telles sépultures souterraines. Il ne s'agit cependant pas du seul type de sépulture, puisque le texte des « réformes » d'Urukagina indique qu'à côté de l'enterrement dans des tombes creusées (ki-mah), d'autres défunts étaient ensevelis dans des marais consacrés au dieu Enki (gi-denki), pratique qui n'a pu être étudiée par l'archéologie.

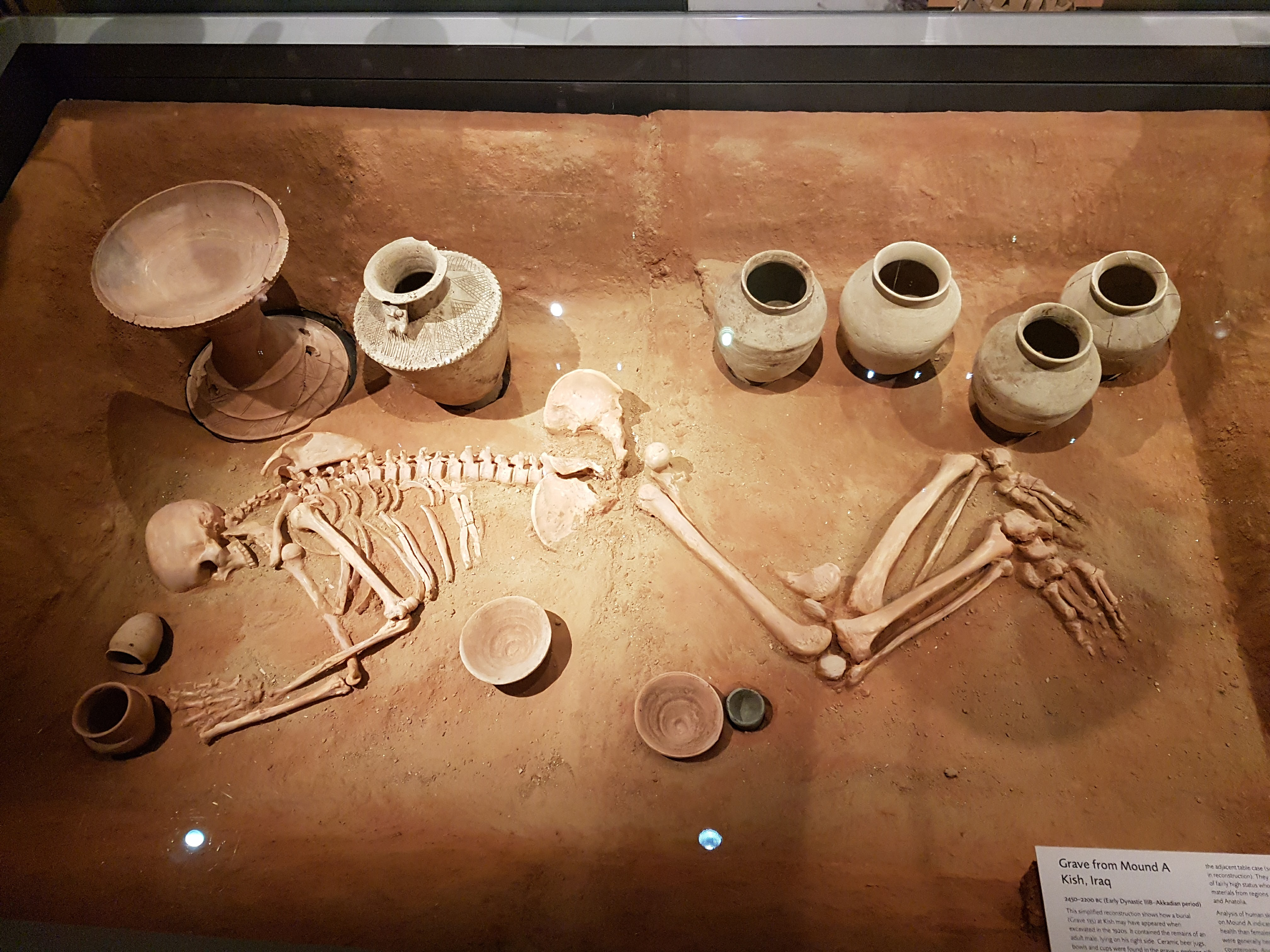
Reconstitution d'une tombe du DA III B ou de l'époque d'Akkad (v. 2450-2200) exhumée à Kish. Ashmolean Museum.

Ce sont donc des cimetières plus « classiques » qui ont été mis au jour et permettent de connaître les pratiques funéraires des gens du commun, à Ur, Abu Salabikh, Kish, Khafadje, à Suse ainsi qu'à Kheit Qasim dans le Djebel Hamrin. Les sépultures sont généralement regroupées dans des nécropoles, mais parfois les défunts sont enterrés sous leur maison. S'y trouvent des tombes modestes, généralement individuelles (quelques-unes sont collectives à Abu Salabikh), dont le matériel funéraire est simplement constitué de céramiques. Les sépultures les plus marquantes sont celles présentant un matériel plus riche ou bien avec des marqueurs symboliques les distinguant clairement des autres. De telles tombes riches ont été exhumées dans le « cimetière Y » de Kish et à Suse, qui ont fourni un matériel de prestige : armement, harnais, et même un char à Suse. Du matériel funéraire riche, caractérisé par des bijoux en or et lapis-lazuli, a été mis au jour plus récemment dans des tombes de sites syriens, Umm el-Marra et Tell Banat. Tout cela illustre le processus de différenciation sociale à l'œuvre en de nombreux endroits du Moyen-Orient.
La documentation funéraire des dynasties archaïques est dominée par les spectaculaires tombes royales d'Ur mises au jour par Leonard Woolley en 1927. Elles se trouvent au cœur d'une très vaste nécropole de plus de 1 800 tombes en majorité modestes, où elles se distinguent par leur construction, la richesse du matériel funéraire qui y a été retrouvé et les morts ayant accompagné les plus importants défunts enterrés, seuls cas de sacrifices humains connus en Mésopotamie. Les tombes les plus marquantes sont celles des « rois » Meskalamdug et Akalamdug et celle de la « reine » Pu-abi (le statut exact de ces personnages étant indéterminé), aux trouvailles artistiques remarquables. Une vingtaine d'autres tombes ont également livré des objets riches, mais n'étaient pas destinées à des personnages de rang égal aux précédents.

## Réalisations artistiques

### Sculpture sur pierre
La sculpture sur pierre des dynasties archaïques consiste en des réalisations à vocation religieuse, qui ont été placées dans des sanctuaires où elles ont été retrouvées lors des fouilles. Se distinguent deux styles : les statues en ronde-bosse représentant de orants et les bas-reliefs perforés typiques de Basse Mésopotamie.
Les sculpteurs de Basse Mésopotamie et de la vallée de la Diyala ont réalisé des sculptures en ronde-bosse d'un style caractéristique, qui a influencé leurs homologues des régions voisines. Quelques œuvres connues ont été exhumées dans la vallée de la Diyala, ainsi des statues d’orants à Eshnunna (Tell Asmar), retrouvées dans ce qui semble être un temple ; les personnages sont représentés debout, les mains jointes en posture de prière ou tenant un gobelet servant à un rituel de libation. D'autres statues de la période présentent des personnages assis, là aussi en posture de dévotion. Les personnages masculins sont souvent vêtus d’une jupe particulière, couramment désignée par le terme grec kaunakès, qui peut être unie ou avec des franges. Les personnages représentés, quand on peut les identifier, sont des notables ou bien des souverains, dont l'apparence se distingue mal de celle de leurs sujets. Ces ex-voto, placés dans des temples, ont pour but de perpétuer la prière de ces gens pour l'éternité. Des statues semblables ont été retrouvées sur des sites de Haute Mésopotamie, à Assur dans le temple d'Ishtar, à Tell Chuera dans la Djézireh, et à Mari dans le temple d'Inanna, par exemple la statue de l'intendant Ebih-Il, en albâtre, sans doute la plus remarquable. À côté de ces œuvres marquées par une forte influence sumérienne, d'autres présentent une plus grande originalité dans leur exécution.

Statues votives en albâtre de la période des dynasties archaïques.
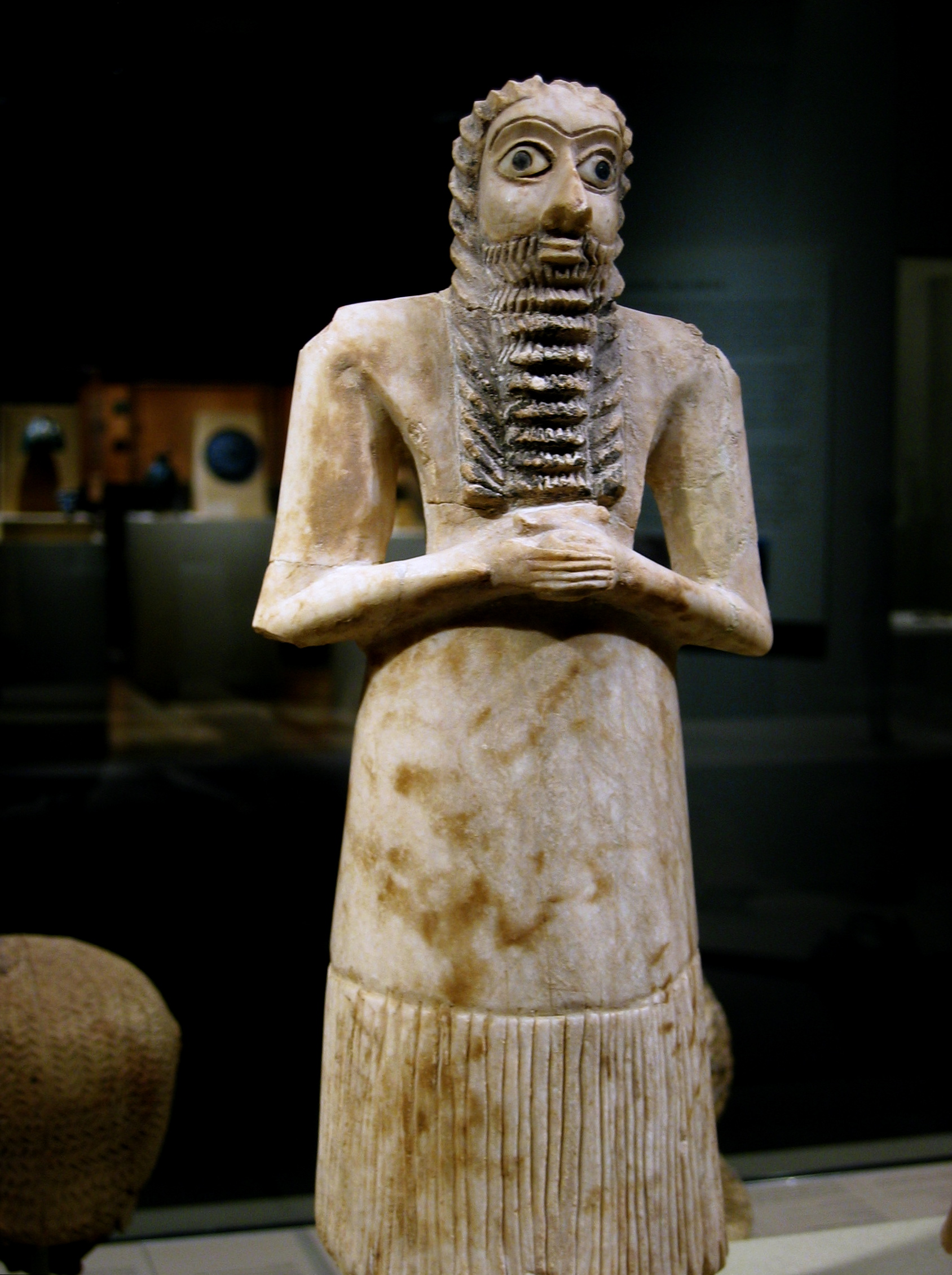
Statue d'un personnage masculin en posture d'orant, Tell Asmar, Metropolitan Museum of Art.
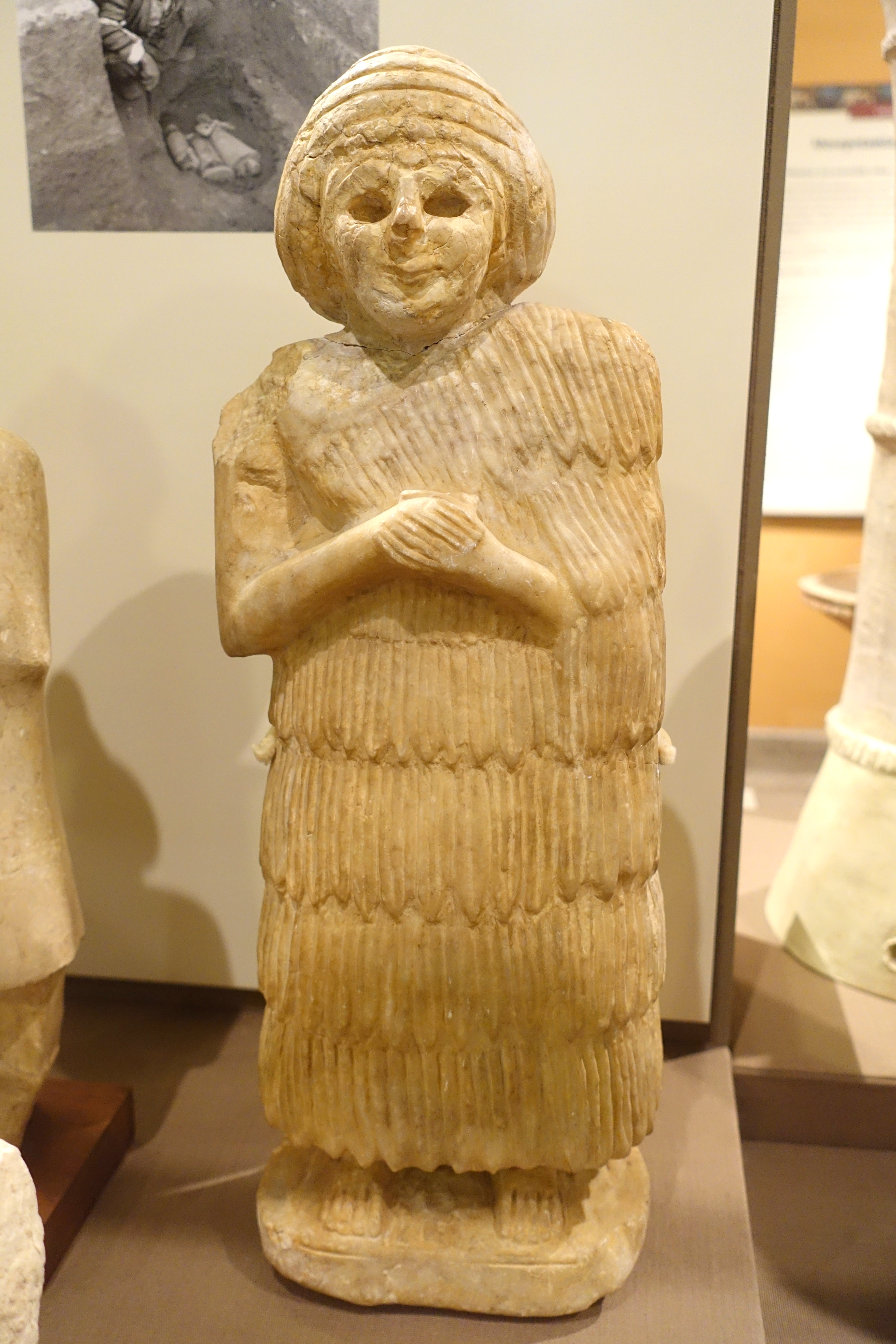
Statue d'un personnage féminin en posture d'orant, Khafadje, Musée de l'Oriental Institute de Chicago.
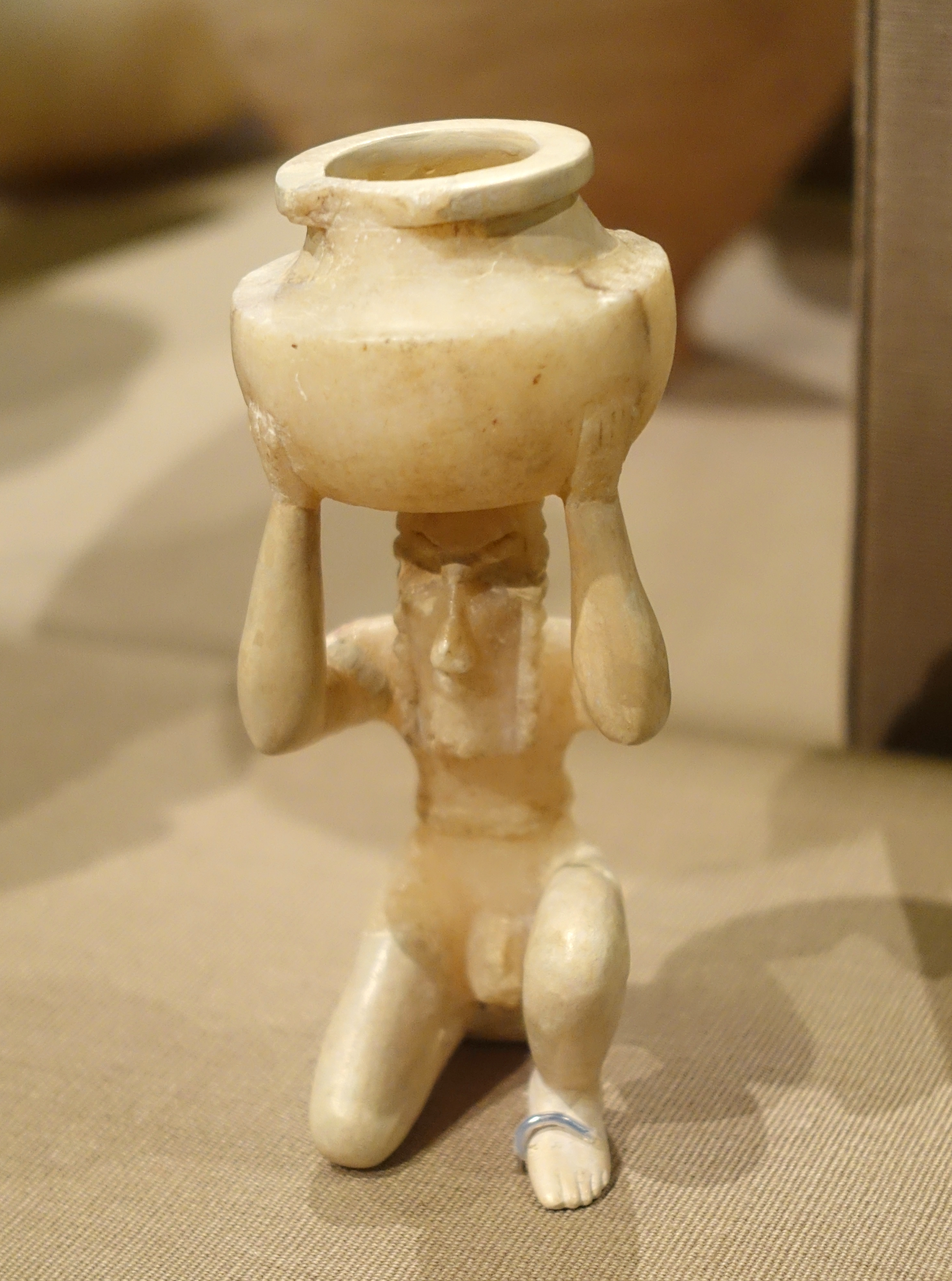
Statue d'un personnage masculin à genoux supportant un vase, Tell Agrab, Musée de l'Oriental Institute de Chicago.
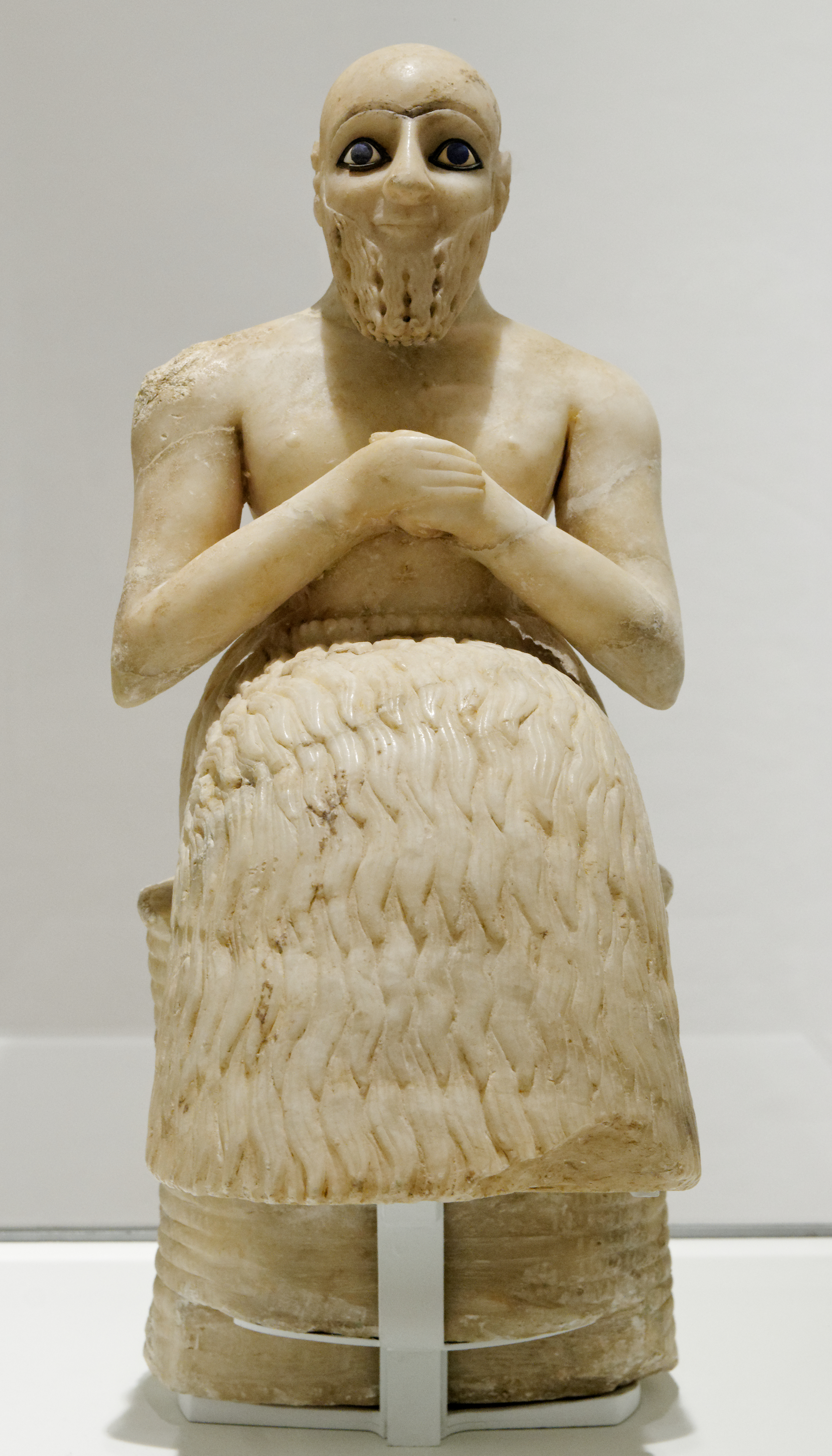
Statue de l'intendant Ebih-Il, retrouvée à Mari, DA III B, musée du Louvre.

L'art des dynasties archaïques est aussi caractérisé par la réalisation de bas-reliefs sur des plaques en pierre perforées, manifestement à but votif, mais dont la fonction exacte est inconnue. Un des plus fameux est celui représentant le roi Ur-Nanshe de Lagash avec sa famille, retrouvée à Girsu. Celui de Dudu, prêtre de Ningirsu dans la même cité sous En-metena, représente des animaux mythologiques, comme l'aigle à tête de lion. Des œuvres du même type se retrouvent dans plusieurs sites de Basse Mésopotamie et de la Diyala, mais pas en Haute Mésopotamie ou en Syrie. L'art du bas-relief voit aussi le développement des premières œuvres à caractère narratif, comme l'illustre la remarquable Stèle des vautours d'Eanatum de Lagash mise au jour à Girsu). Conservée dans un état fragmentaire, elle présente sur une première face de trois registres la victoire de l'armée de Lagash contre celle de sa rivale héréditaire Umma, et sur la seconde face la victoire « mythologique » de Lagash grâce à son grand dieu Ningirsu qui capture ses ennemis dans son filet. Elle comprend aussi une longue inscription historiographique commémorant la victoire et les accords conclus à sa suite, associant ainsi pour la première fois l'image sur bas-relief et le texte dans la célébration du triomphe d'un souverain, pratique qui culmine au Ier millénaire chez les rois assyriens et perses achéménides.

Bas-reliefs sur pierre perforés de la période des dynasties archaïques.
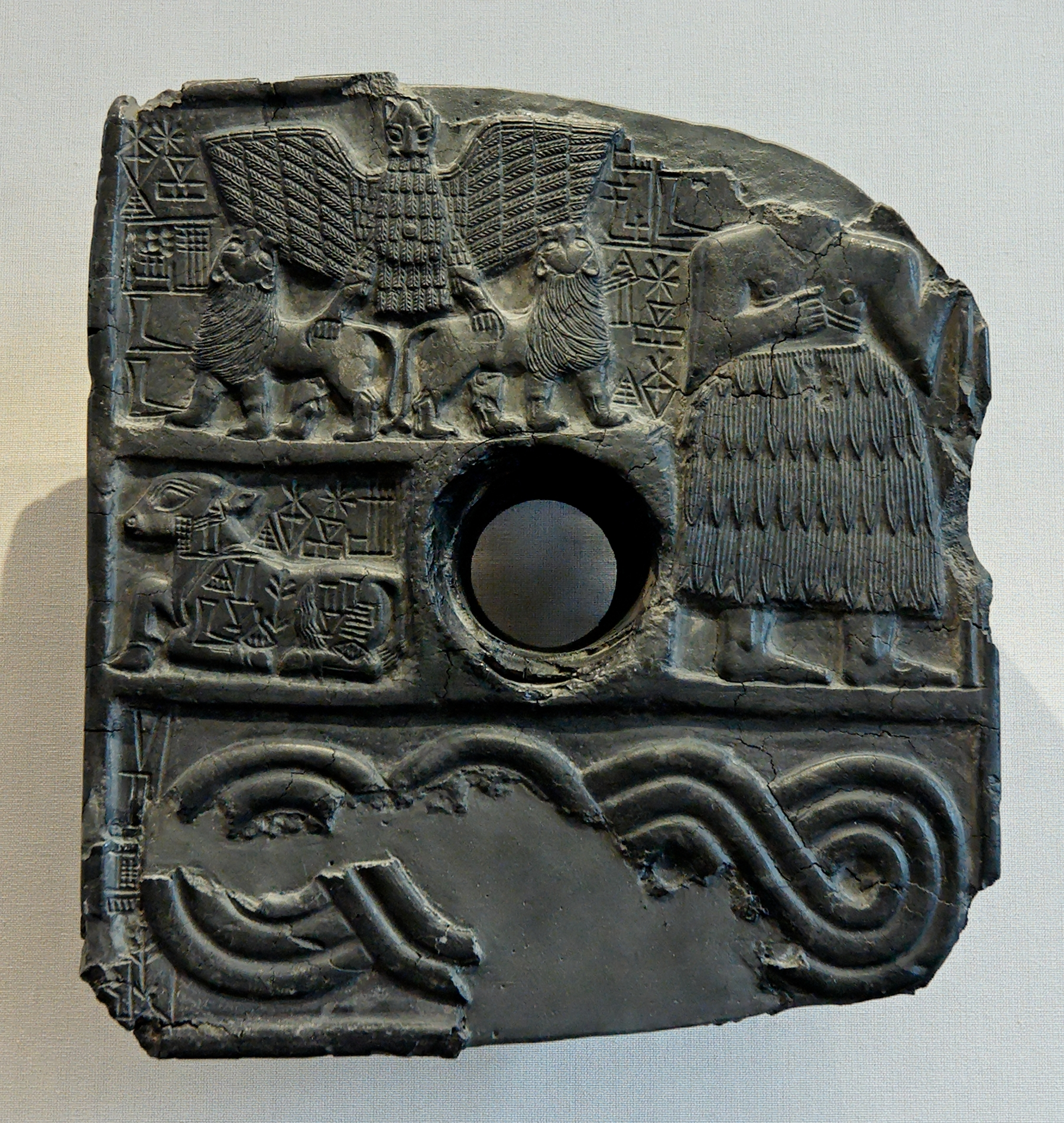
Bas-relief votif du prêtre Dudu provenant de Girsu, musée du Louvre.
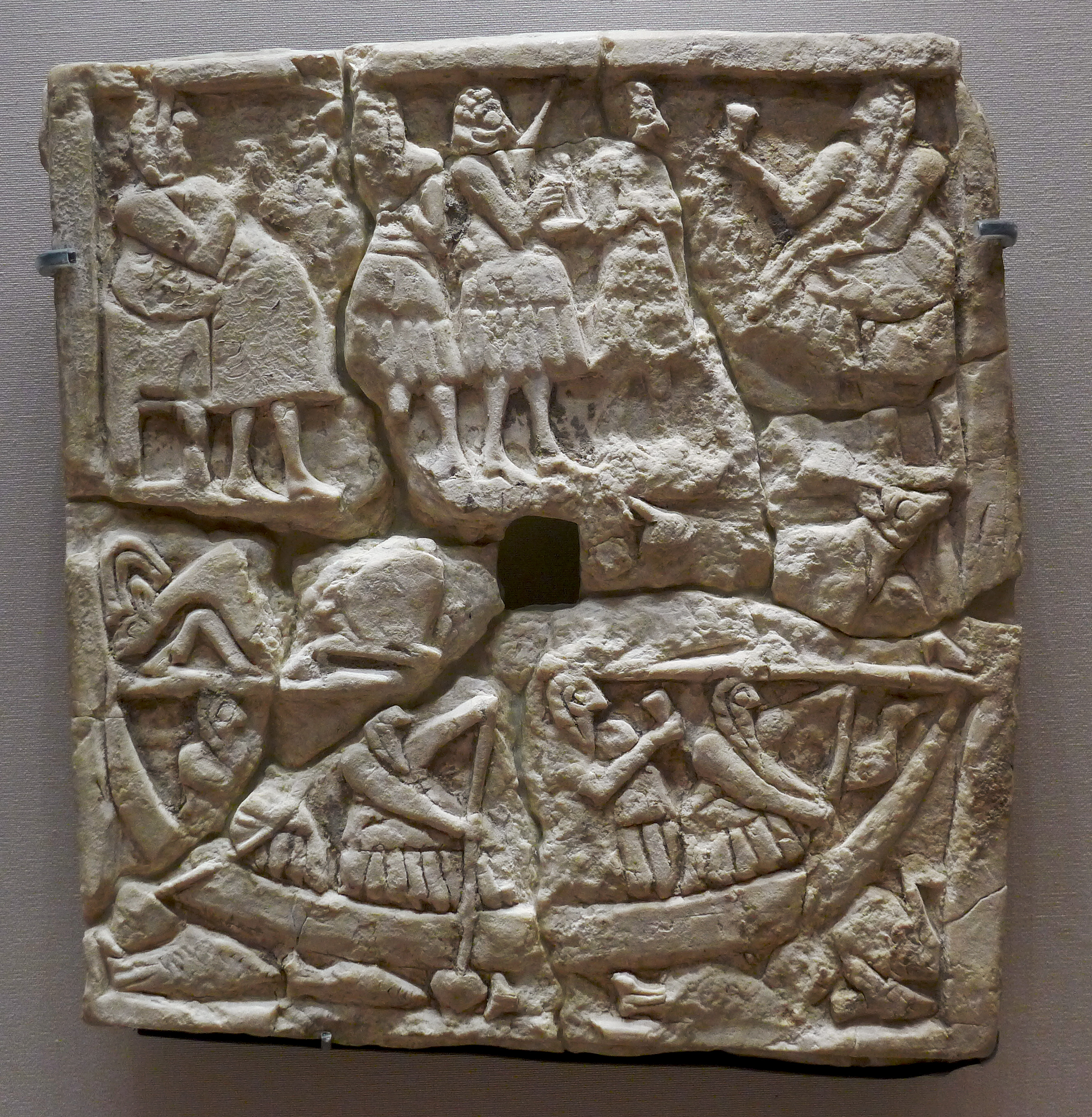
Bas-relief orné de scènes de banquet (vers 2700-2650 av.J.-C.). Provenance inconnue, musée du Louvre.
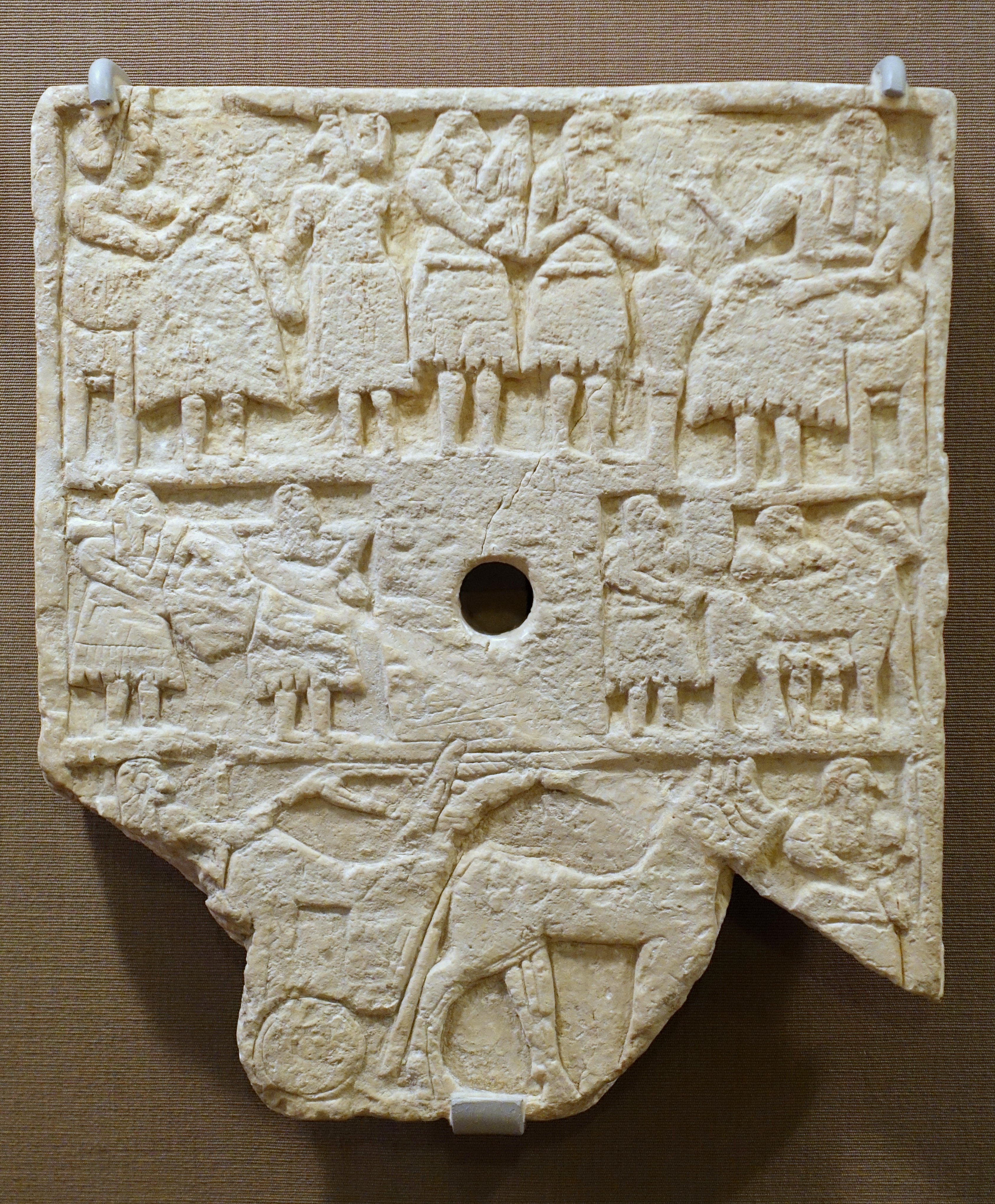
Bas-relief représentant une scène de banquet, Tell Agrab, vers 2700-2600 av. J.-C.Musée de l'Oriental Institute de Chicago.

### Métallurgie et orfèvrerie
Les Sumériens sont les plus brillants métallurgistes de leur temps. Leur niveau technique est sans égal dans le Proche-Orient de l'époque, ce qui est remarquable pour un peuple venant d'une région où on n'extrait pas de métaux et où on importe donc la matière première nécessaire à l'artisanat métallurgique. Les artisans mésopotamiens maîtrisent divers alliages binaires voire ternaires ou même quaternaires, et des techniques comme la cire perdue, le placage avec des feuilles de métal, développent au IIIe millénaire les décors en filigrane et tentent même des procédés de granulation. Ils travaillent l'or, l'argent, le cuivre, le bronze, le plomb, l'électrum et l'étain. C'est durant les dernières phases de la période des dynasties archaïques (DA III) que se répand l'usage du bronze, même si la rareté de l'étain fait que le cuivre allié à l'arsenic (le bronze arsénié) est plus courant. Les sanctuaires et les sépultures ont livré de nombreux objets en métal : vaisselle, armes, bijoux, statuettes, clous de fondation et divers autres objets cultuels, etc. Les plus remarquables sont les objets en or retrouvés dans les tombes royales d'Ur : vases, coupes, colliers avec divers ornements ; la parure de Pu-abi et la couronne de Meskalamdug montrent bien le niveau de maîtrise atteint par les artisans sumériens. Des vases en métal ont été exhumés dans les sites de Basse Mésopotamie, comme le remarquable vase en argent d’Enmetena de Lagash.

Métallurgie et orfèvrerie de la période des dynasties archaïques provenant de divers sites.
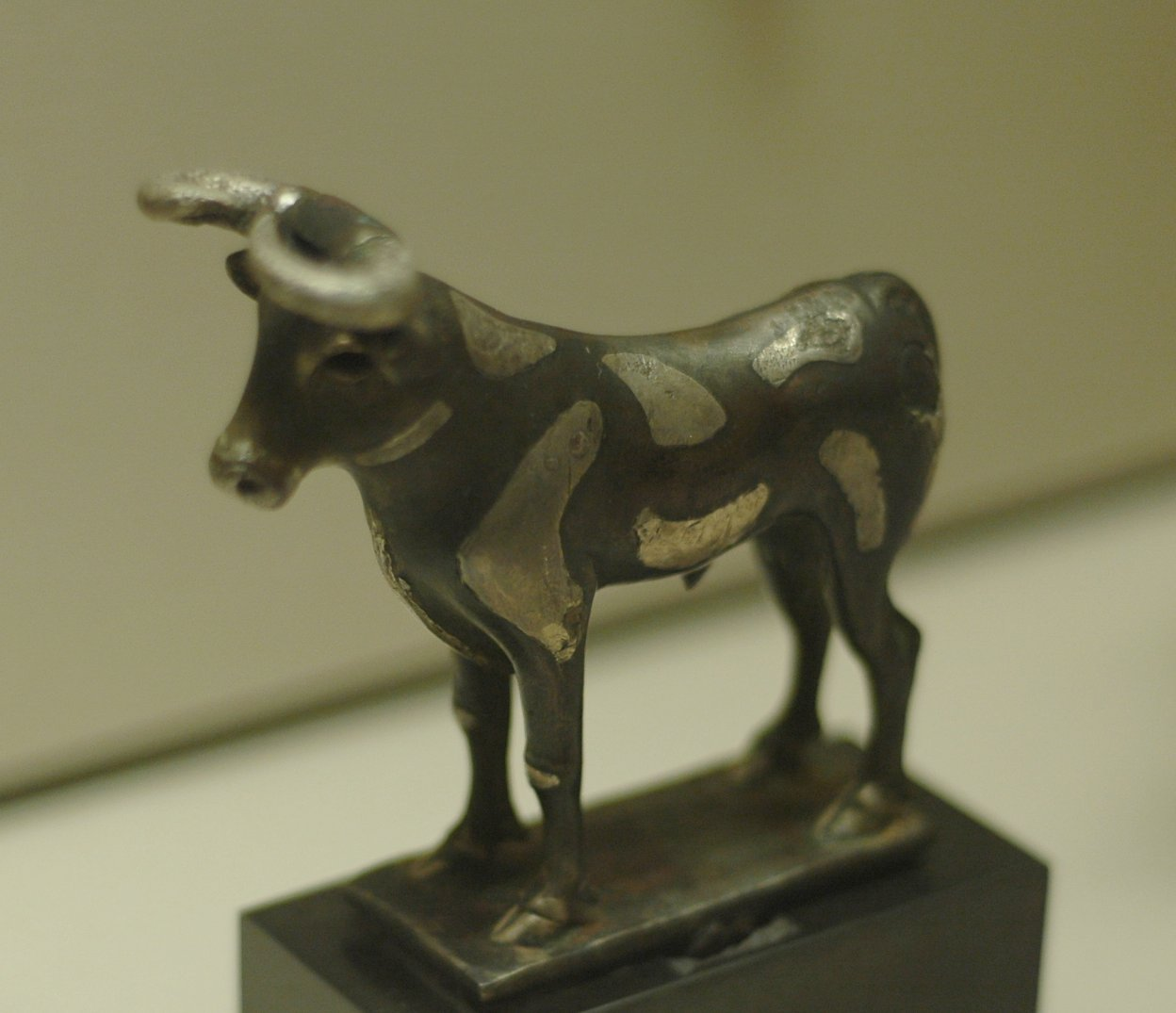
Statuette représentant un taureau, bronze incrusté d'argent. DA III, Musée du Louvre.
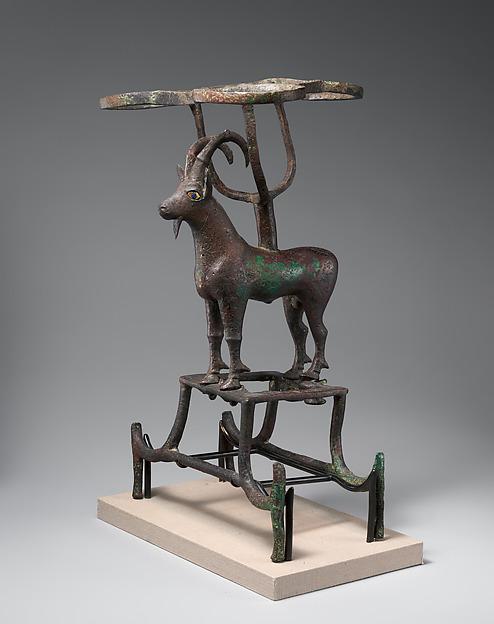
Support pour vaisselle cultuelle en forme de bouquetin réalisé avec la technique de la cire perdue, alliage à base de cuivre avec incrustations en nacre et lapis-lazuli. DA III, Metropolitan Museum of Art.
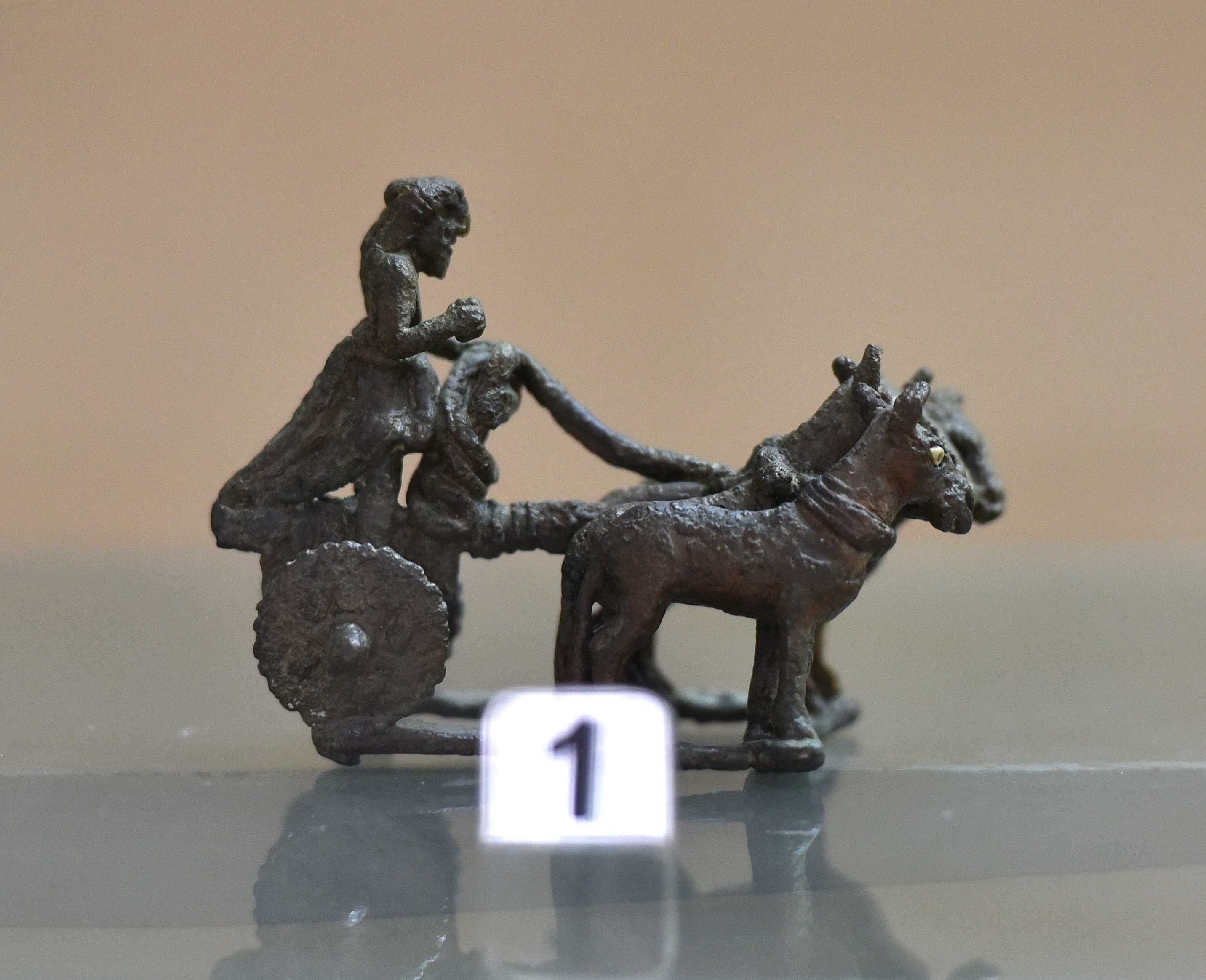
Quadrige tiré par quatre équidés (onagres ?), Tell Agrab, DA III. Musée national d'Irak.
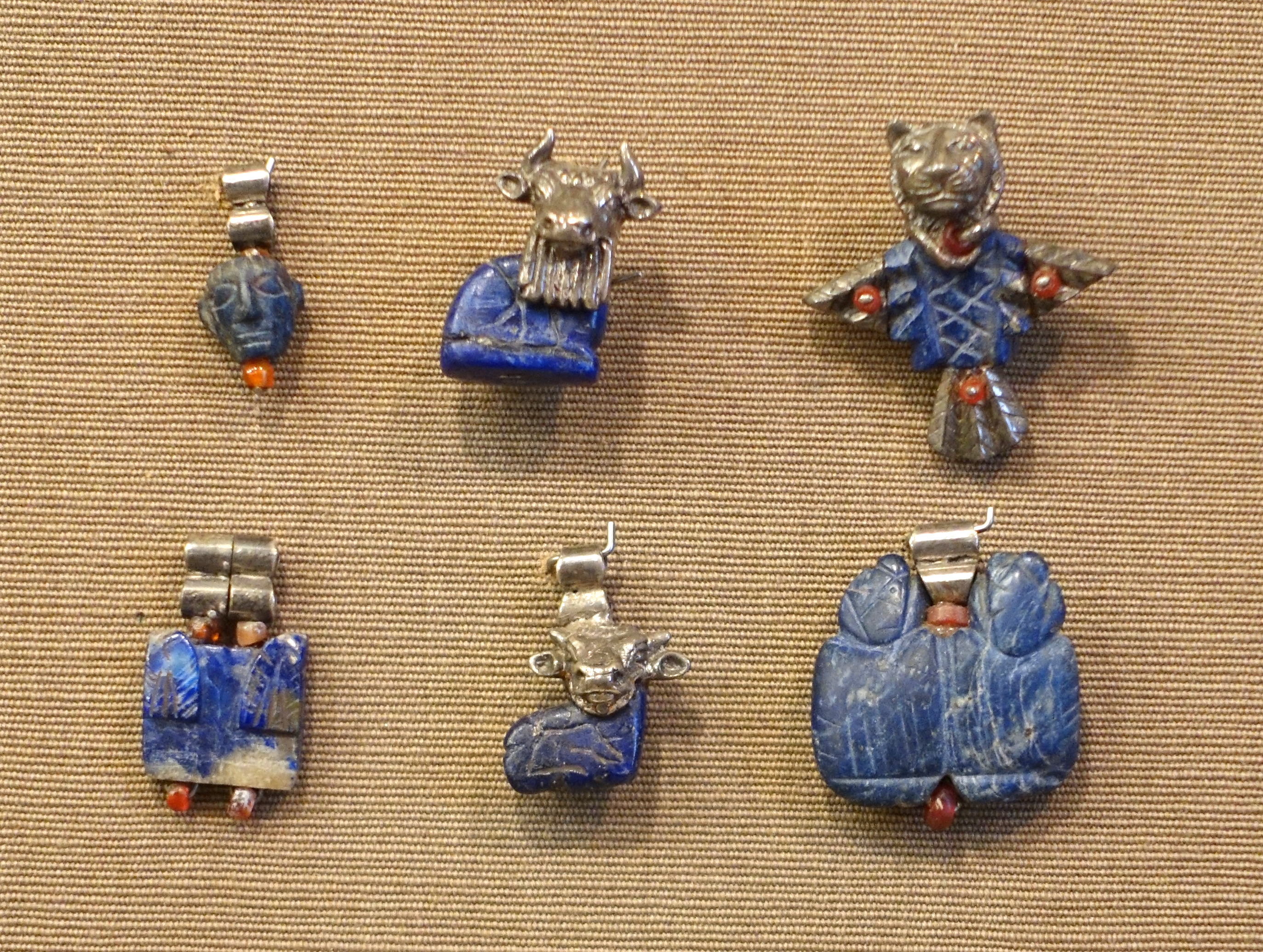
Pendentifs à motifs animaliers en lapis-lazuli, argent et cornaline, provenant du Palais Nord de Tell Asmar. Musée de l'Oriental Institute de Chicago.
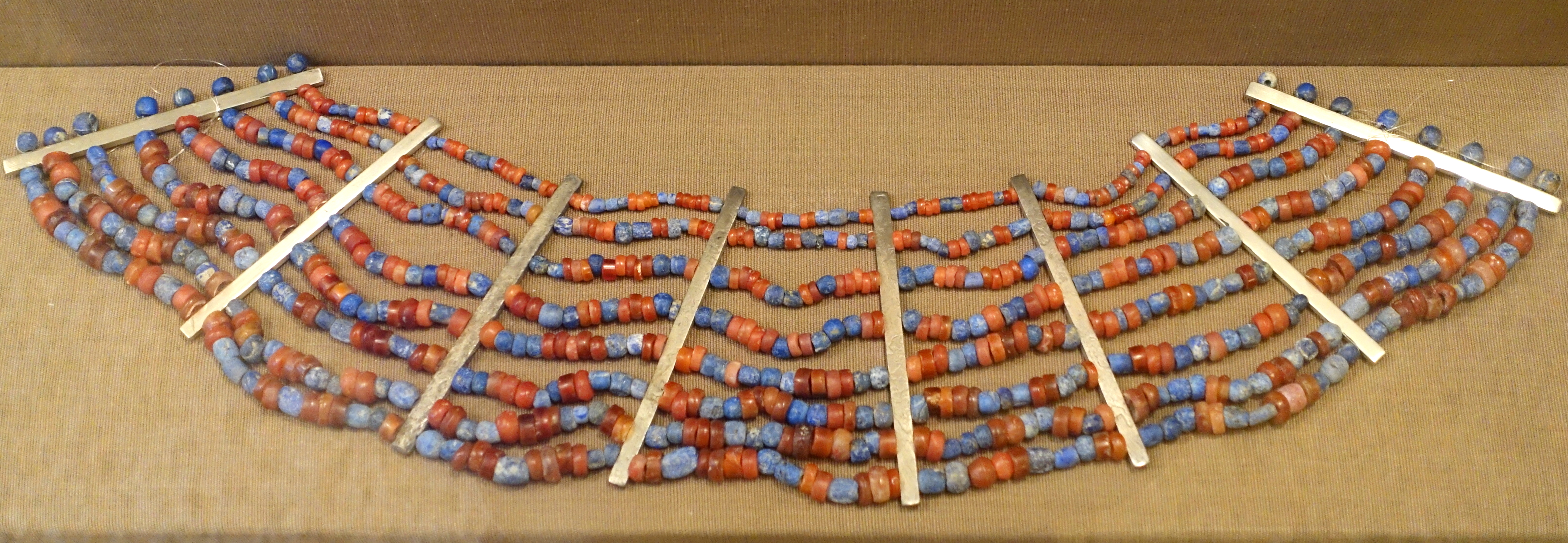
Collier de perles en lapis-lazuli, cornaline et argent, exhumé dans le temple de Shara à Tell Agrab. DA I, Musée de l'Oriental Institute de Chicago.

Métallurgie et orfèvrerie provenant des tombes royales d'Ur, DA IIIA.
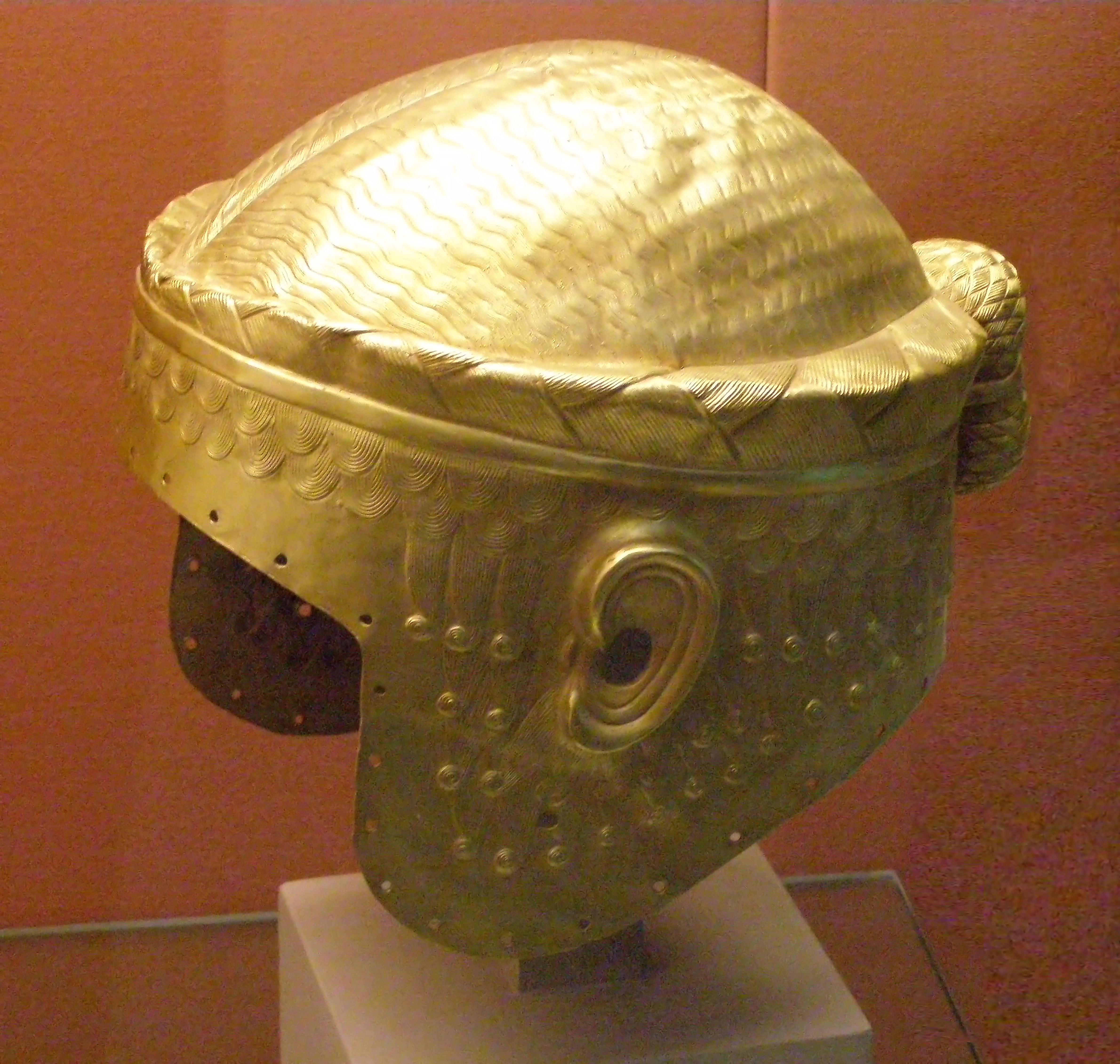
Casque en or de Meskalamdug (en).
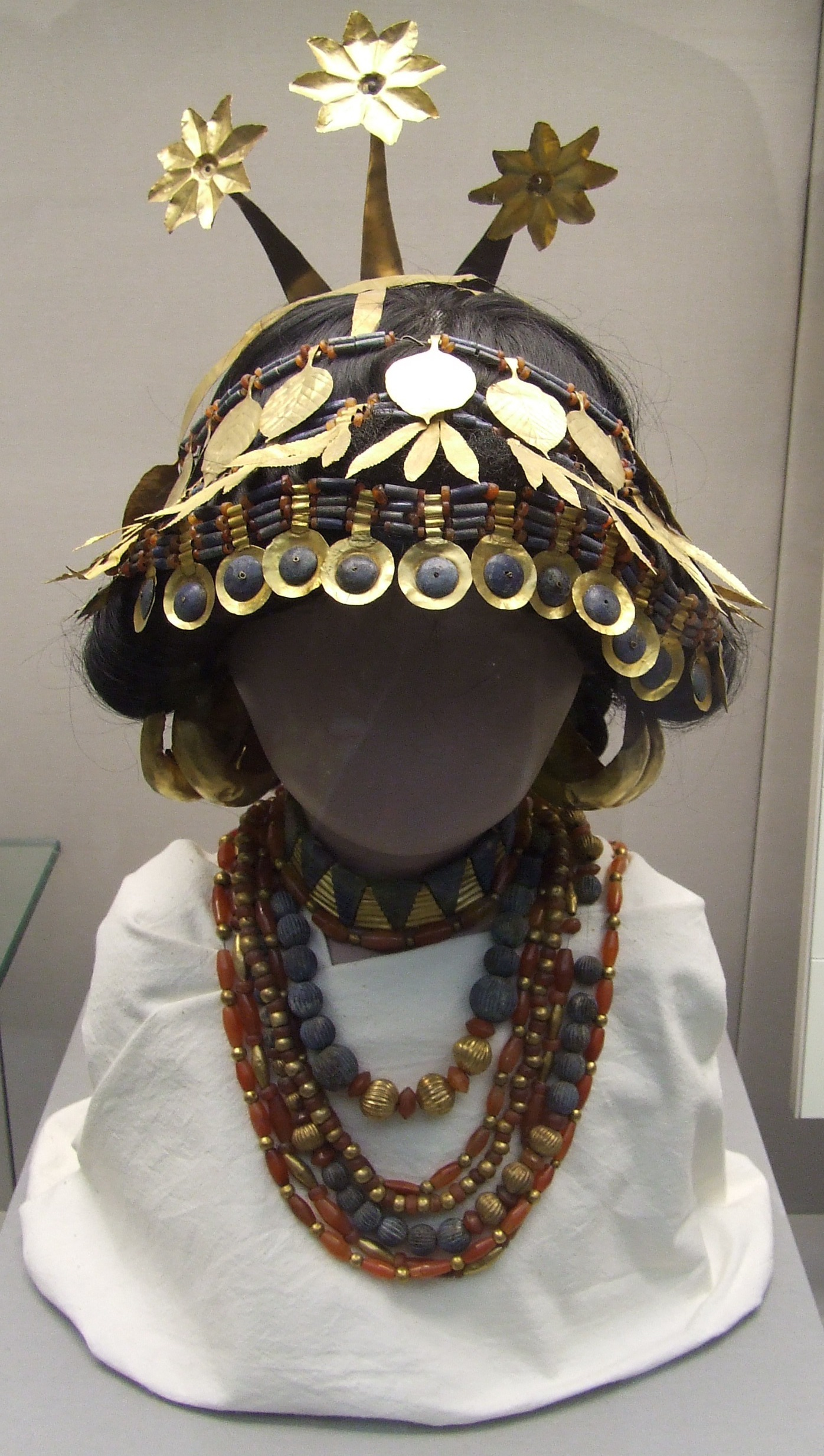
Parure de Pu-abi : diadème en feuilles d'or et pierres précieuses, colliers en pierres précieuses. British Museum.
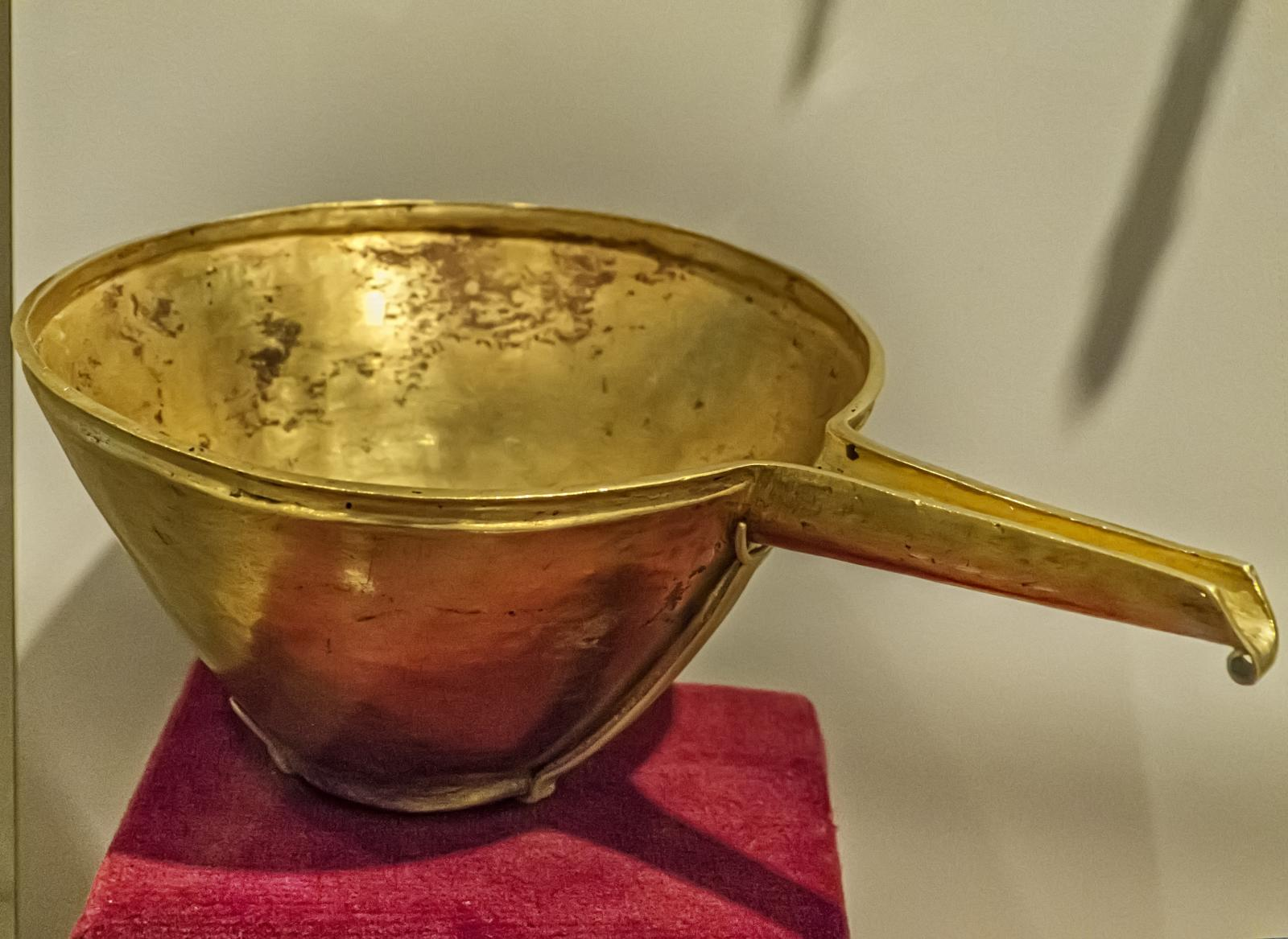
Bol à bec allongé en or.
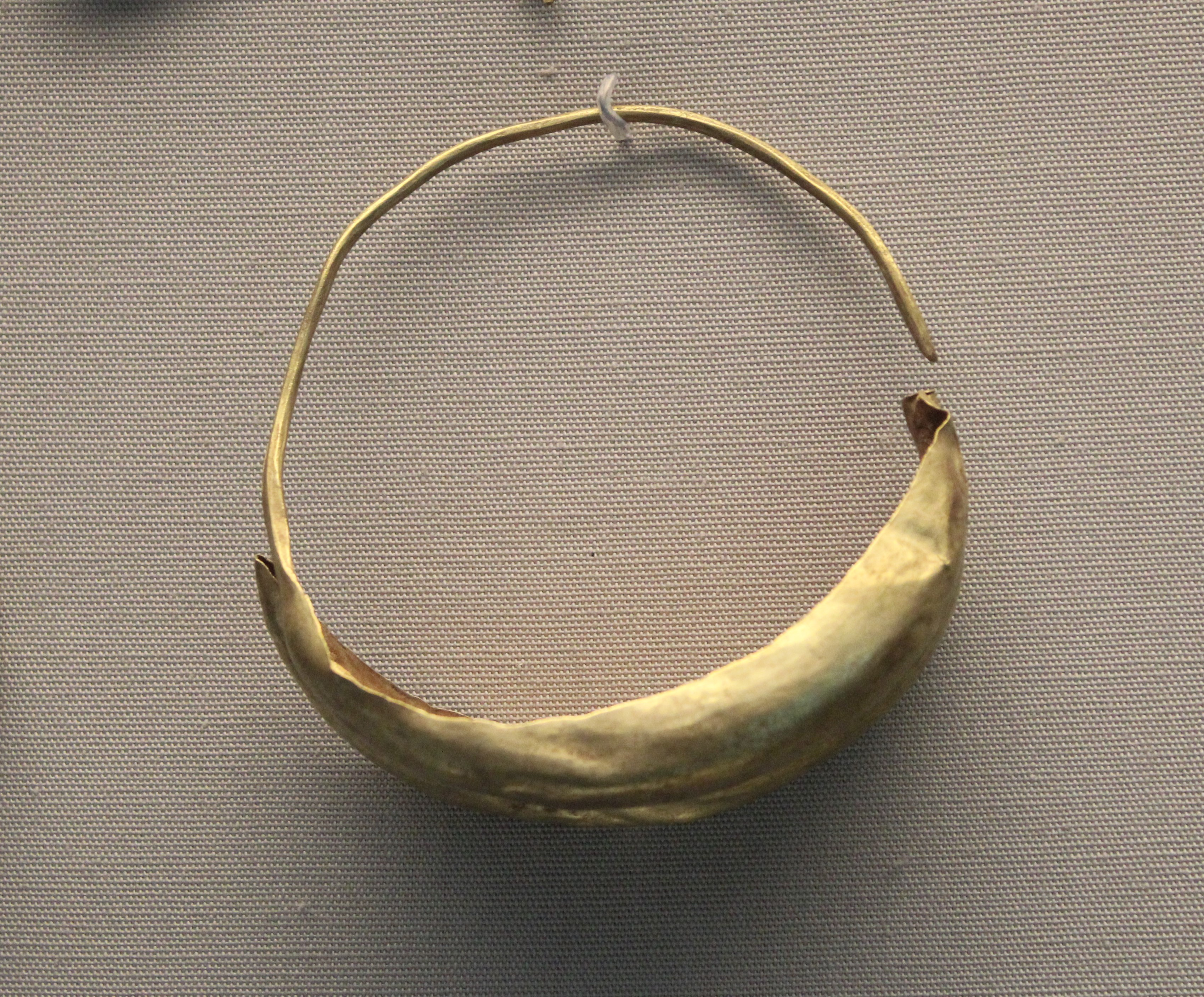
Boucles d'oreille en or en forme de croissant, tombe de Puabi.
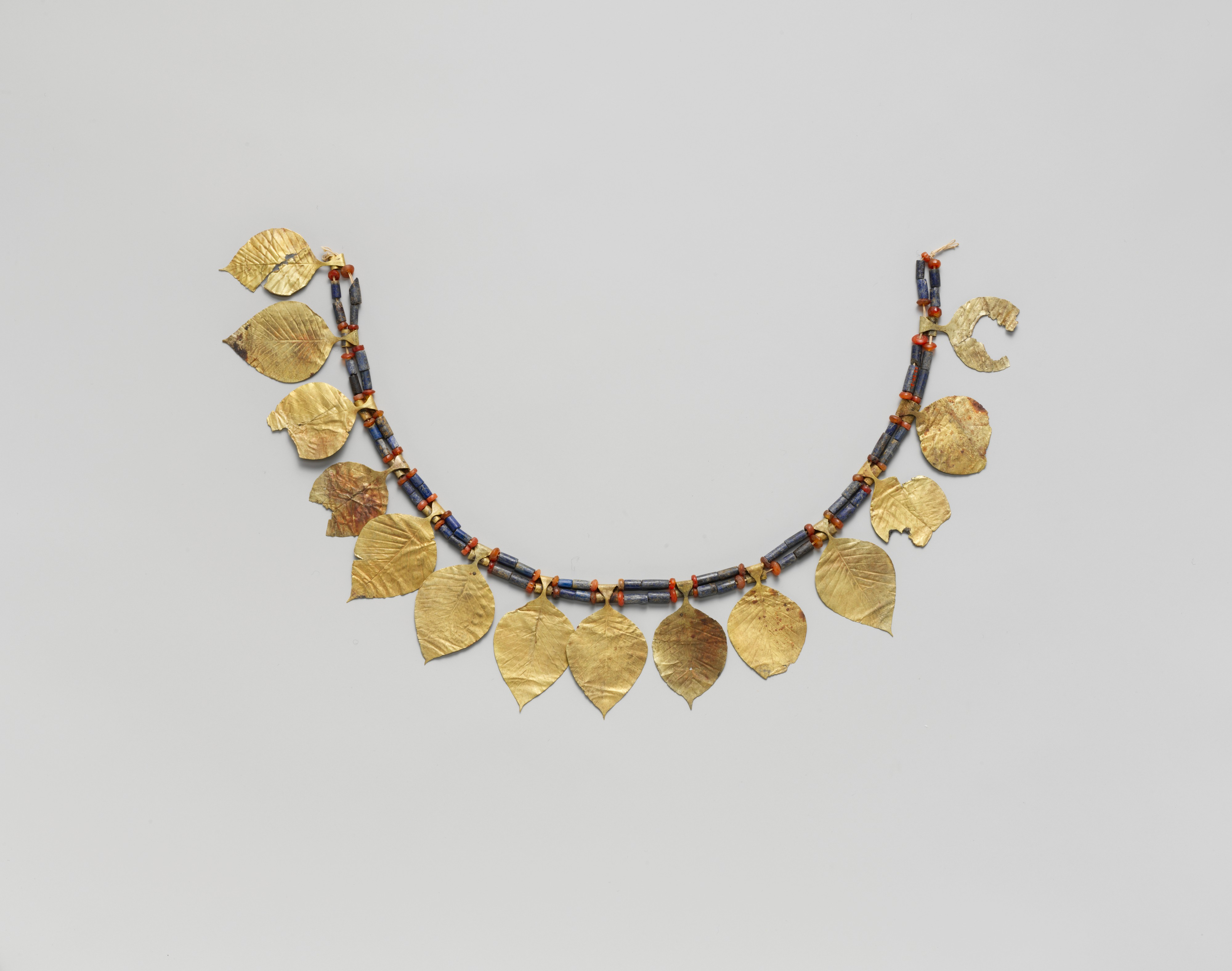
Coiffe en feuilles d'or, « tombe du roi ».
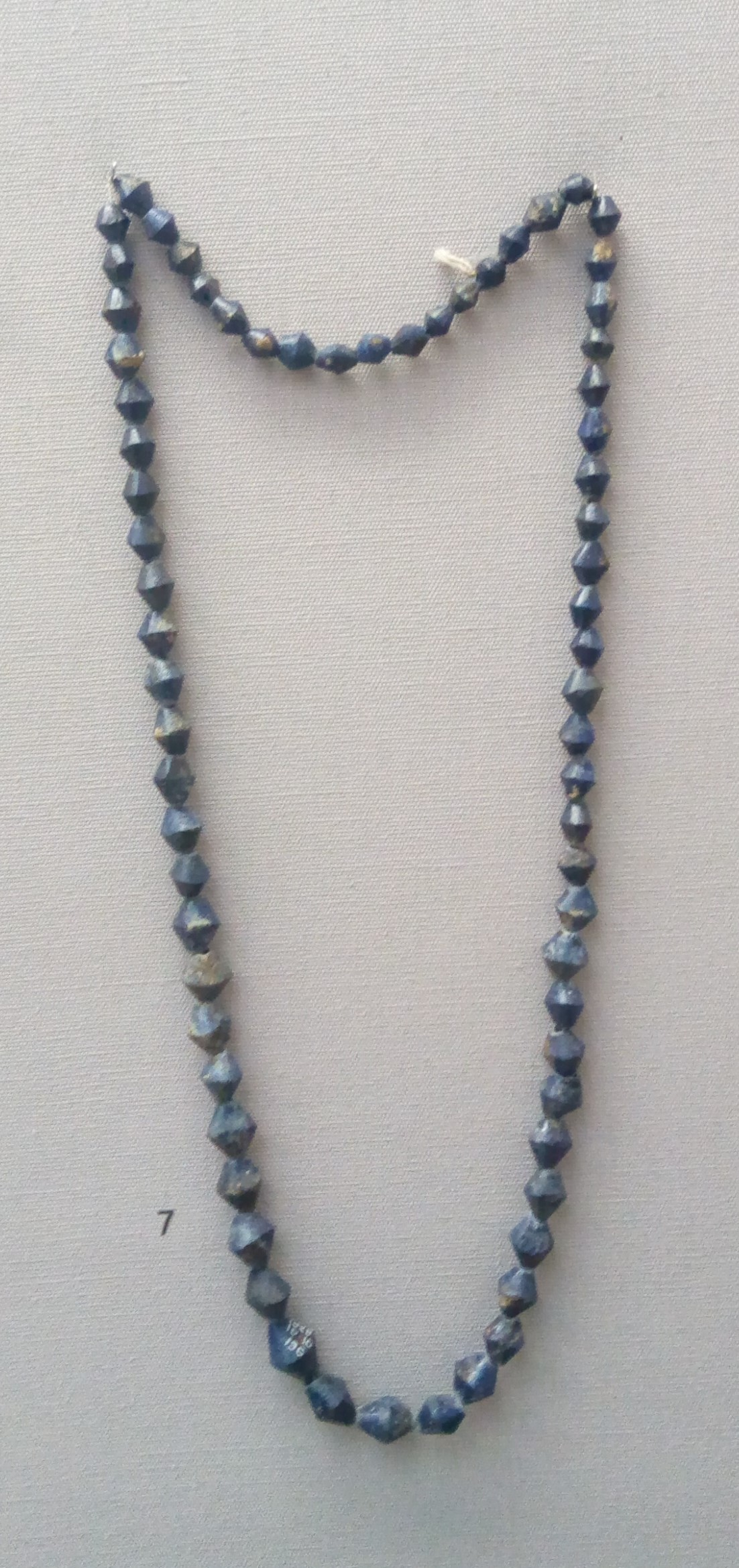
Collier en perles de lapis-lazuli, « tombe du roi ».
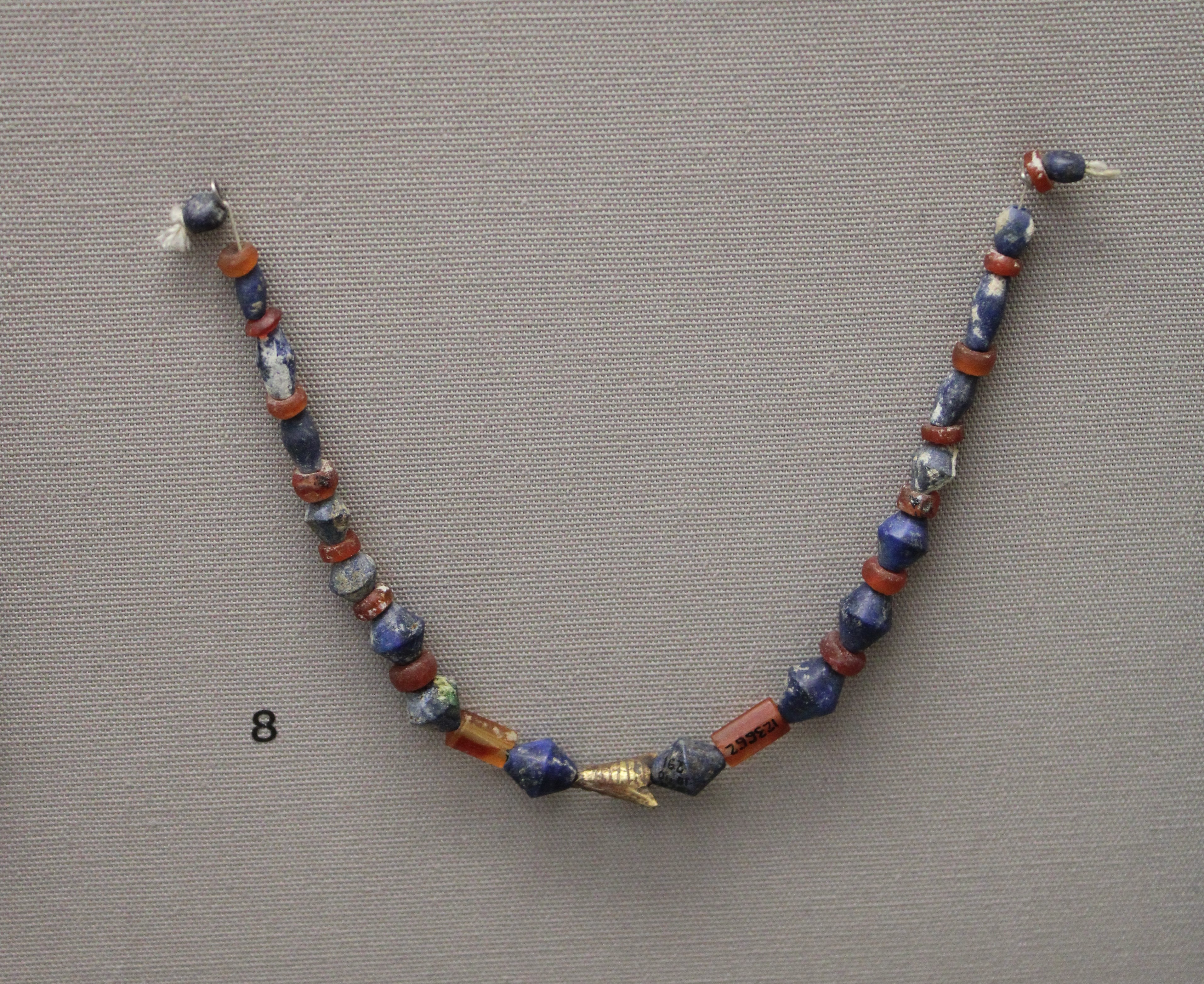
Collier en perles de cornaline et lapis lazuli, amulette en or en forme de mouche.
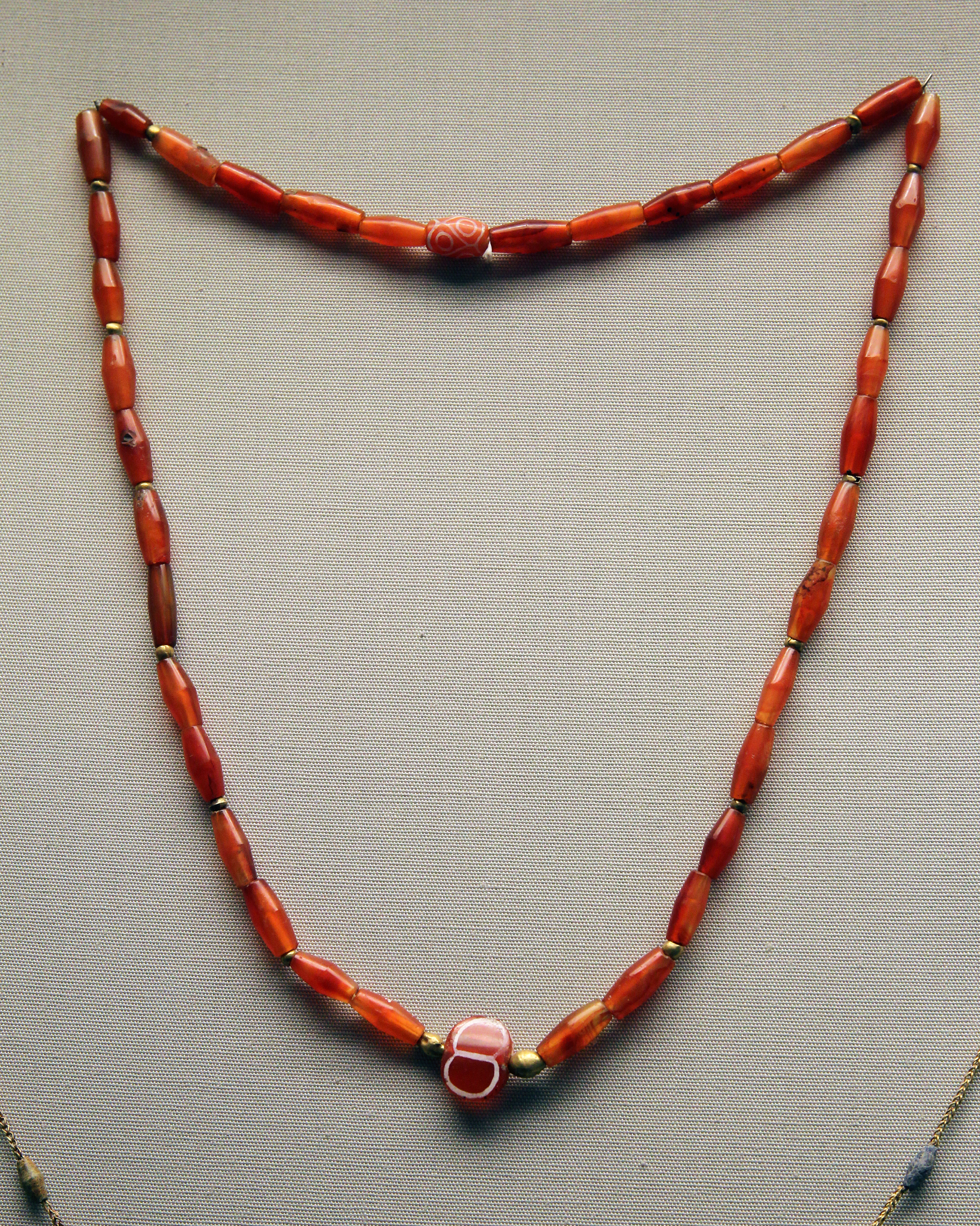
Collier en cornaline.
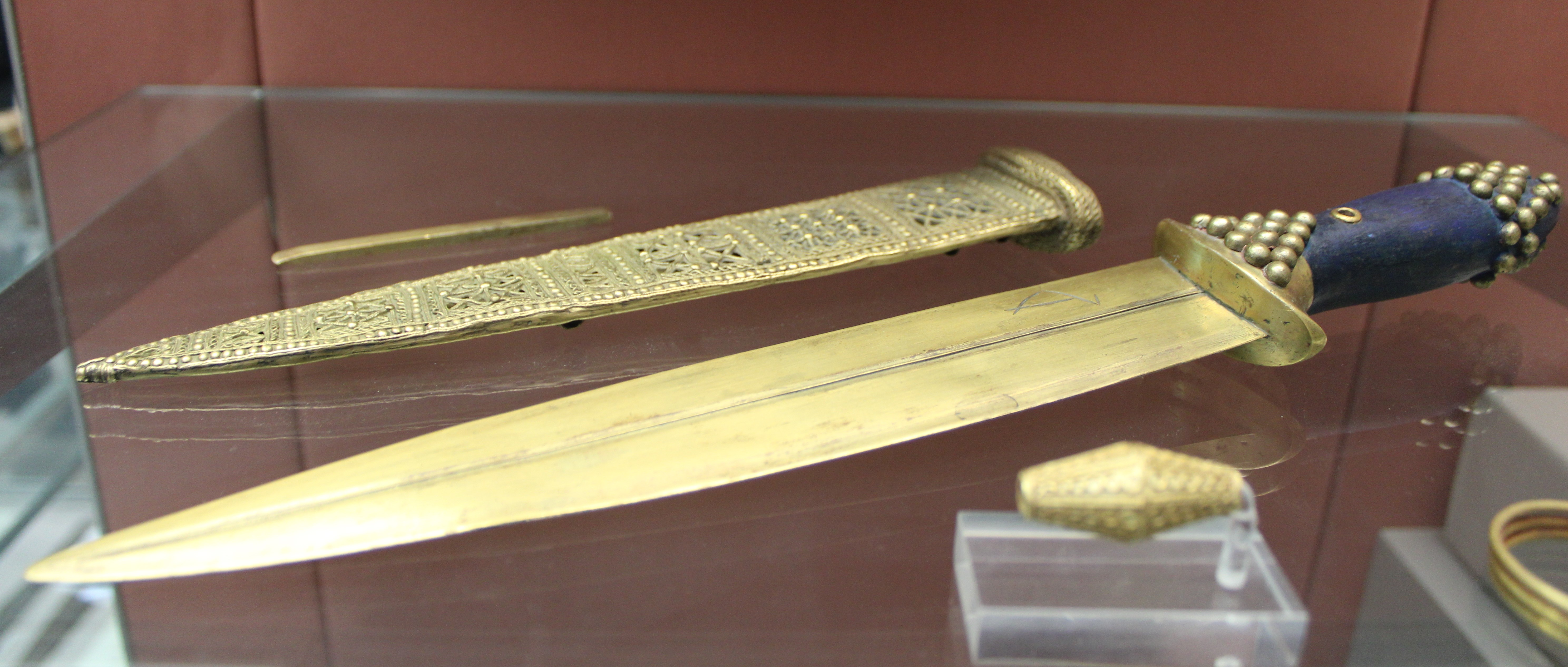
Dague et fourreau en or, tombe PG 580.
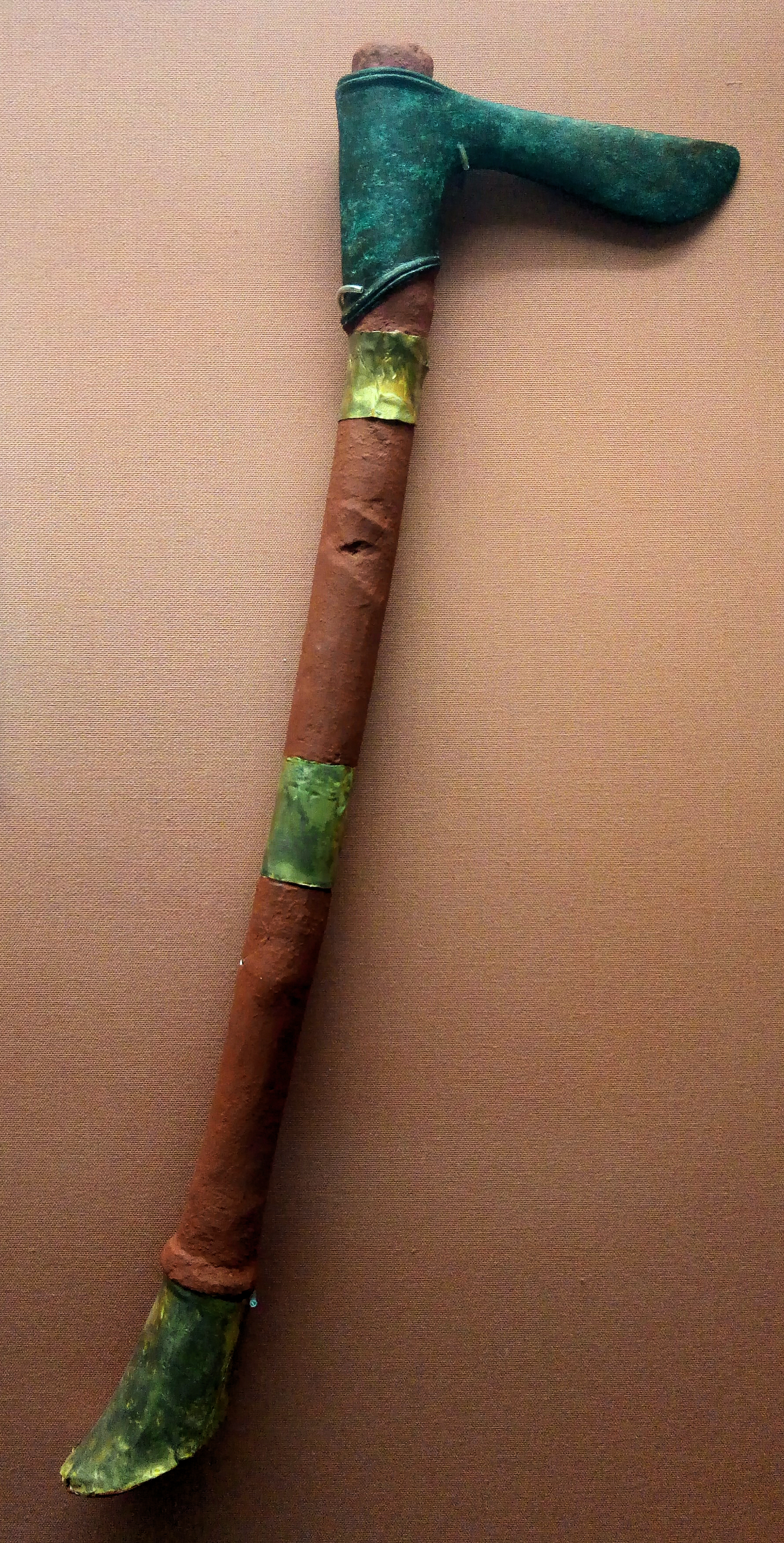
Hache en alliage cuivreux, PG 580.

### Glyptique
La variété de thèmes gravés sur les sceaux-cylindres de la période d'Uruk s'est réduite au début du IIIe millénaire en Basse Mésopotamie et dans la région de la Diyala, pour se limiter surtout à la représentation de thèmes mythologiques et cultuels. Cette période voit manifestement un développement de l'utilisation des sceaux-cylindres avec l'expansion et la complexification des activités administratives impliquant d'authentifier des actes et de contrôler des stocks en les scellant. Les sceaux du DA I représentent des formes géométriques ou des pictogrammes stylisés. Par la suite, les thèmes dominants sont les combats d'animaux réels ou mythologiques, les héros maîtrisant des animaux, mais leur sens exact nous échappe. Les animaux imaginaires les plus courants sont le taureau androcéphale, l'homme-taureau maîtrisant les animaux, l'homme scorpion ; on trouve aussi beaucoup d'aigles, des lions. Certains personnages anthropomorphes sont vraisemblablement des dieux, portant la tiare à cornes bovines symbolisant leur divinité. Le sens de la figure du « dieu-bateau » courante dans la glyptique du DA III nous échappe. Les scènes cultuelles se développent également à partir du DA II, avant tout les banquets. Peu de sceaux représentent des scènes de la vie quotidienne. À partir du DA III, les sceaux commencent à être inscrits au nom de leur détenteur. En Haute Mésopotamie et en Syrie, la glyptique est fortement marquée par l'influence sumérienne, même si parfois des variantes locales des thèmes courants sont décelables.

Sceaux-cylindres et impressions de la période des dynasties archaïques, musée du Louvre.
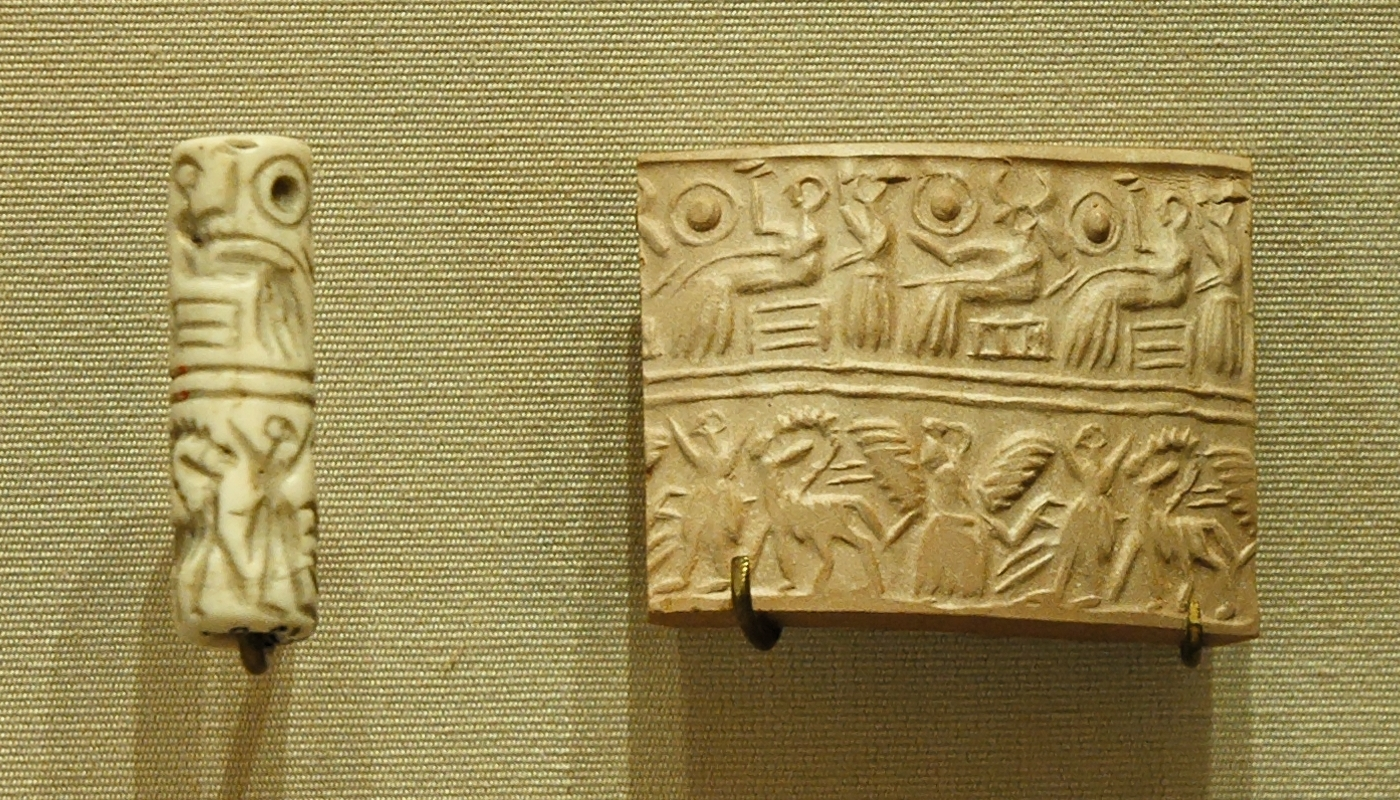
Sceau-cylindre avec son empreinte : scènes de culte et figures mythologiques.
Sceau-cylindre du DA III, avec son empreinte : scène de combat mythologique.
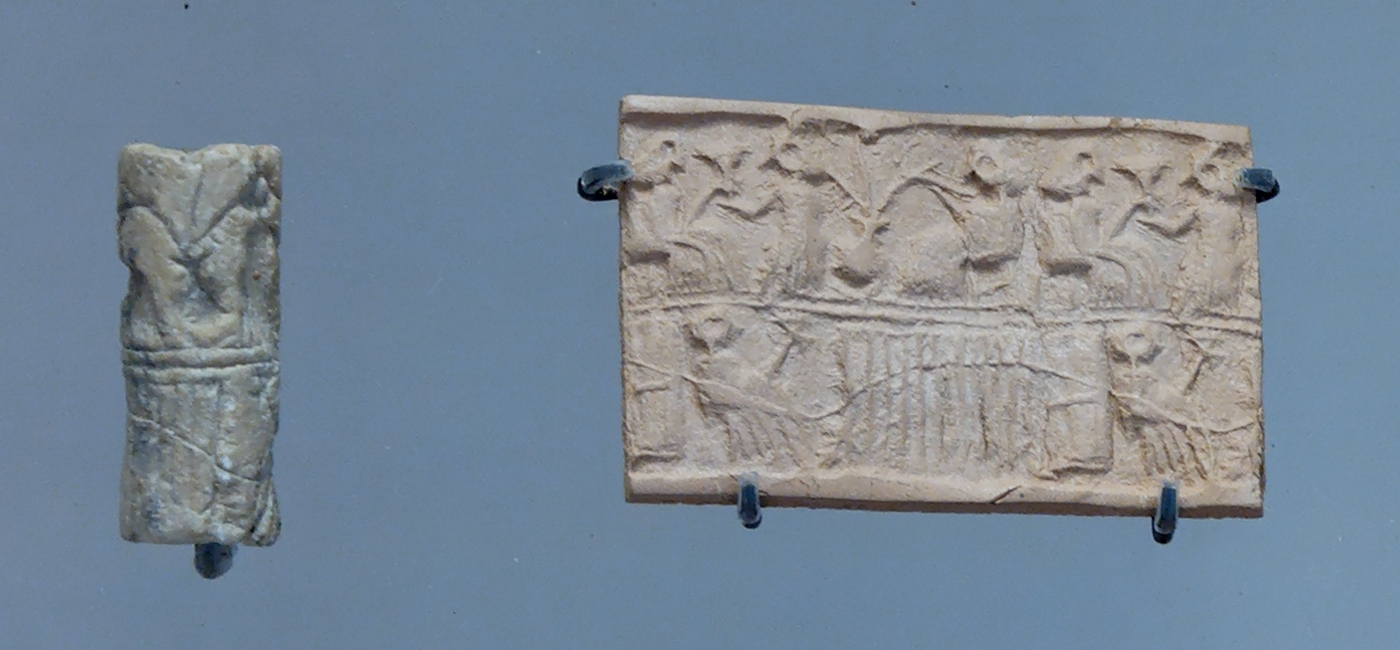
Sceau-cylindre avec son empreinte : scène de banquet sur deux registres.

### Incrustations
Quelques sites ont livré des fragments gravés essentiellement en nacre, mais aussi en calcaire blanc ou coloré, en lapis-lazuli et en marbre, destinés à être fixés par du bitume sur des objets ou des panneaux en bois qui ont souvent disparu. Ils représentent des personnages prenant part à des scènes mythologiques ou historiques. Ils permettent tout comme la sculpture sur bas-relief le développement de premières formes d'un art narratif, mais ils ne connaissent pas la postérité de celle-ci, ce type d’œuvre étant abandonné aux périodes suivantes.
L'objet incrusté le mieux conservé est l'« étendard d'Ur », retrouvé dans une des tombes royales de cette cité, qui représente deux scènes principales sur ses deux faces : une bataille et un banquet qui suit probablement la victoire militaire. La « frise à la laiterie » retrouvée à el Obeid représente comme son nom l'indique des activités laitières (traite de vaches, étable, préparation de laitages) ; c'est le document qui nous fournit le plus d'informations sur ce type de pratiques en Mésopotamie antique.
Des éléments de mosaïques similaires ont été mis au jour à Mari où a été identifié un atelier de graveur de nacre, ainsi qu'à Ebla où les fragments (en marbre) devaient faire partie à l'origine d'un panneau de plus de 3 mètres de haut décorant une salle du palais royal. Les décors des deux sites présentent de fortes similitudes dans leur style et leurs thèmes : ils représentent à Mari des scènes guerrières (défilés de prisonniers), ou religieuses (sacrifice d'un bélier) et à Ebla un triomphe militaire et des animaux mythologiques (aigle léontocéphale, taureau androcéphale).

Incrustations et éléments d'incrustations de la période des dynasties archaïques provenant de divers sites.
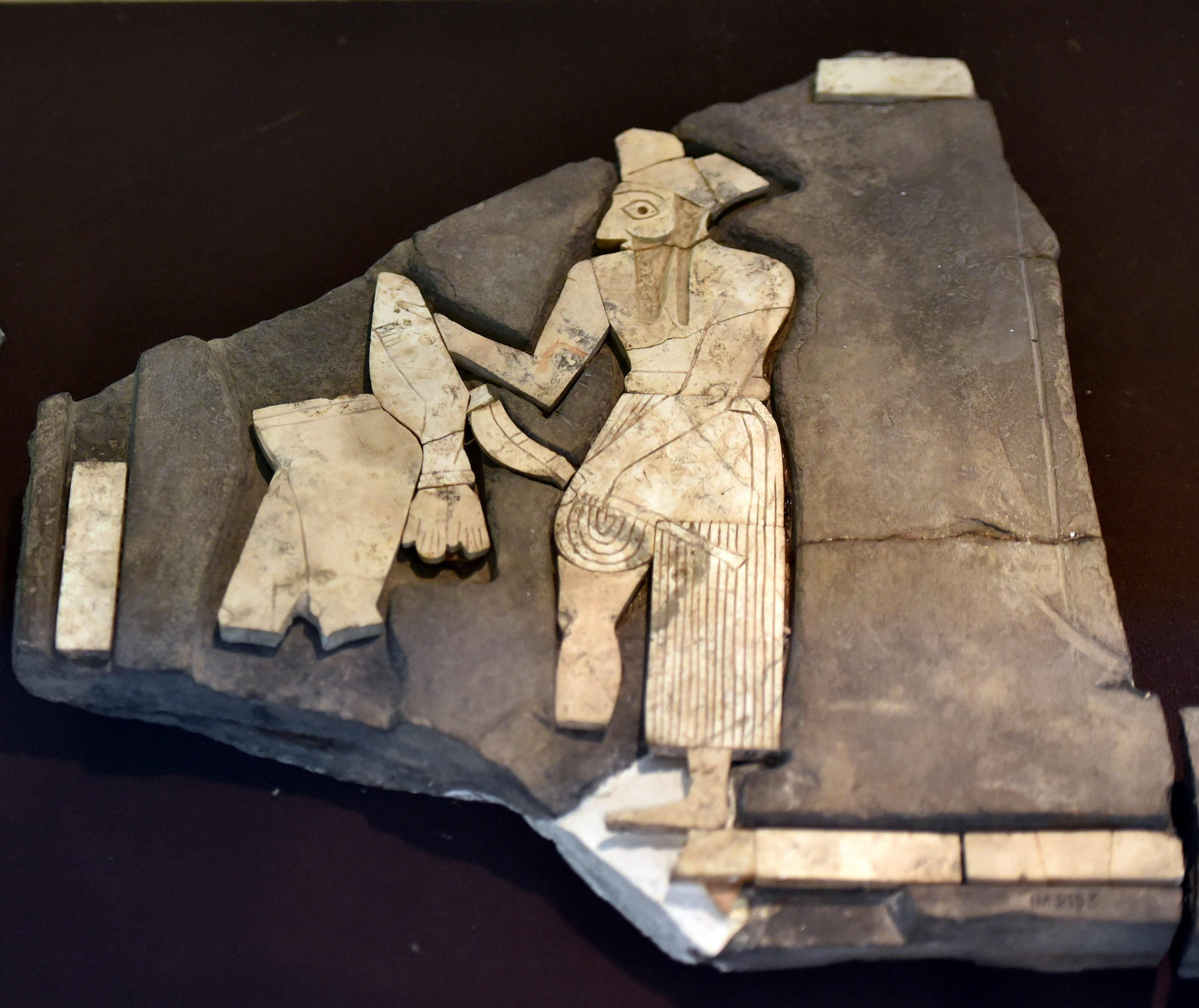
Fragments d'une frise en pierre incrusté de nacre provenant du Palais A de Kish : soldats et prisonnier de guerre. DA II, Musée national d'Irak.
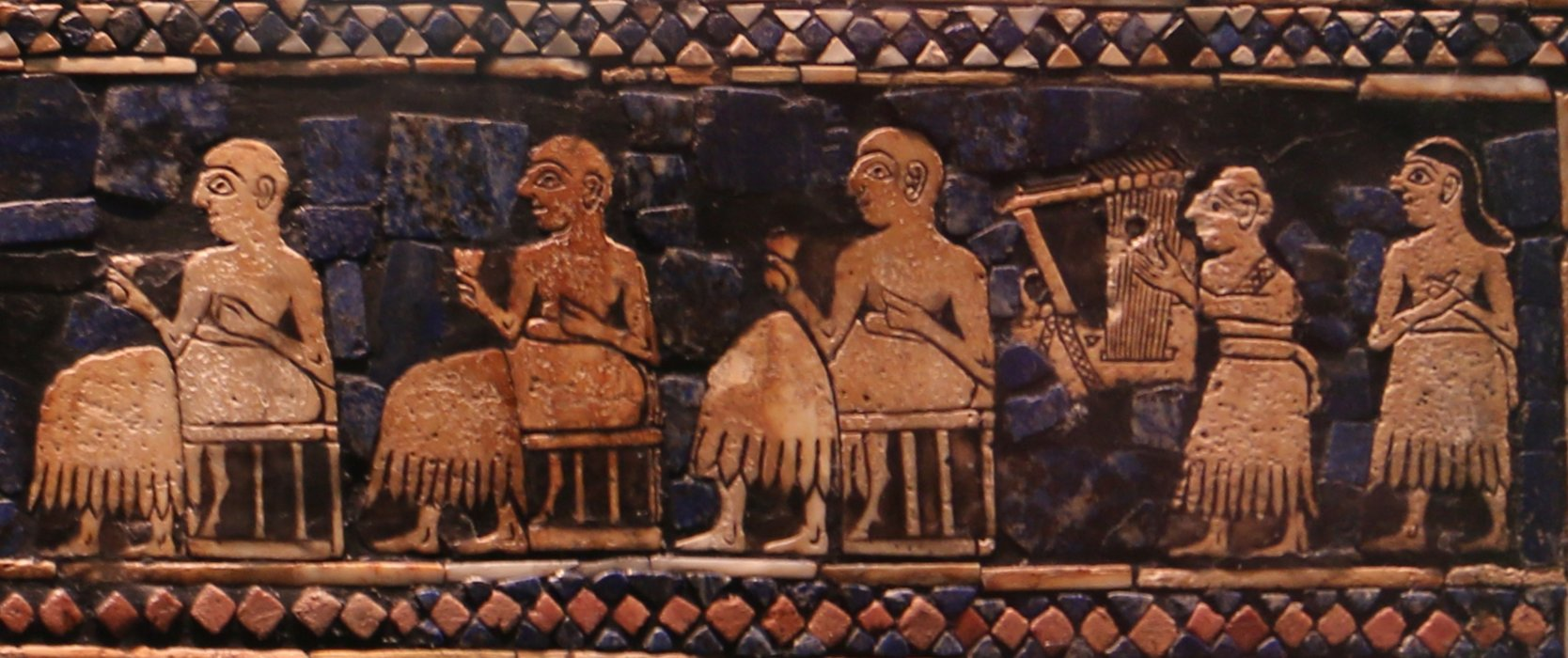
Détail de l'« étendard d'Ur » : convives du banquet et joueur de lyre. British Museum.
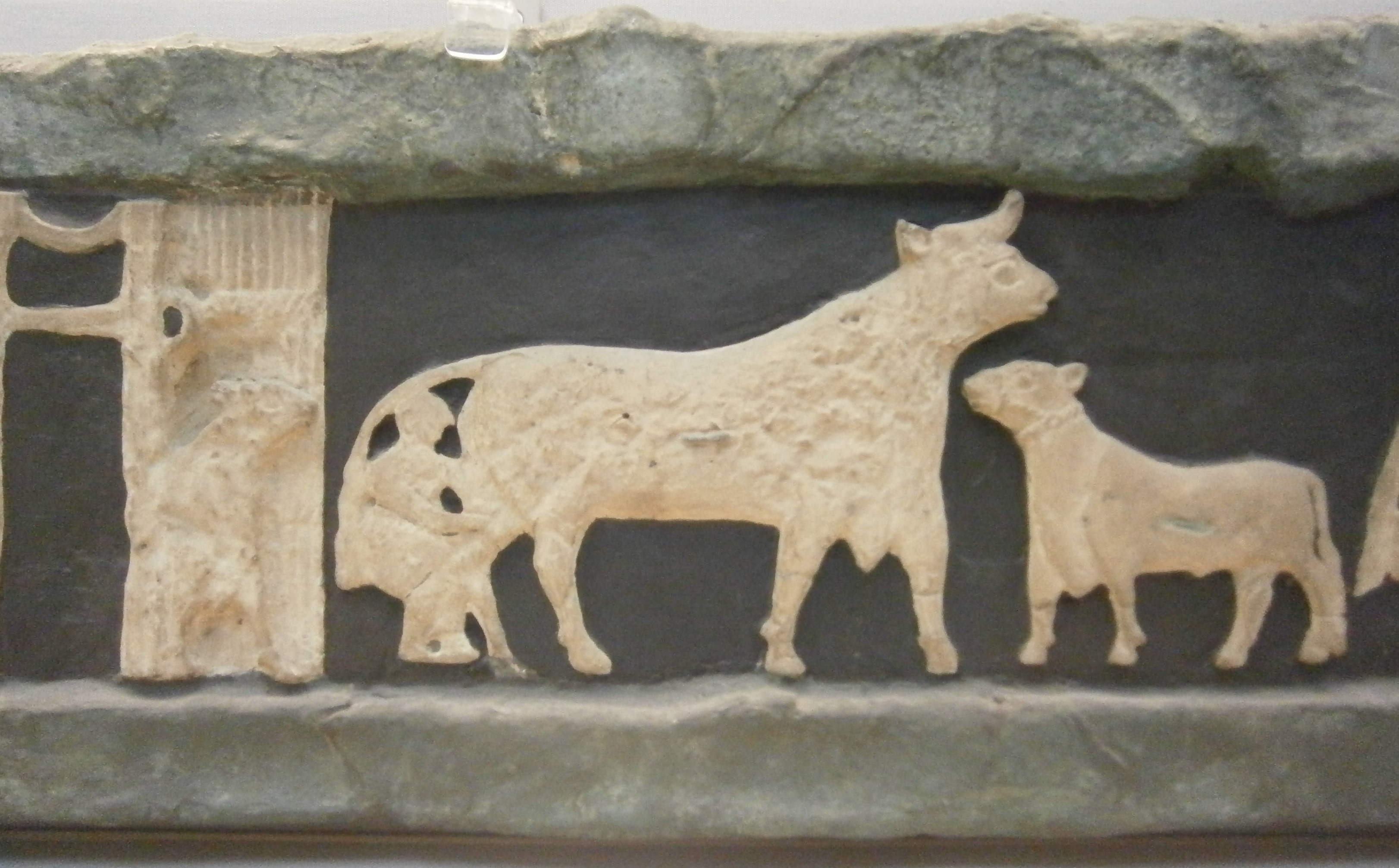
« Frise à la laiterie », détail : un homme trait une vache. DA IIIB, El Obeid, British Museum.
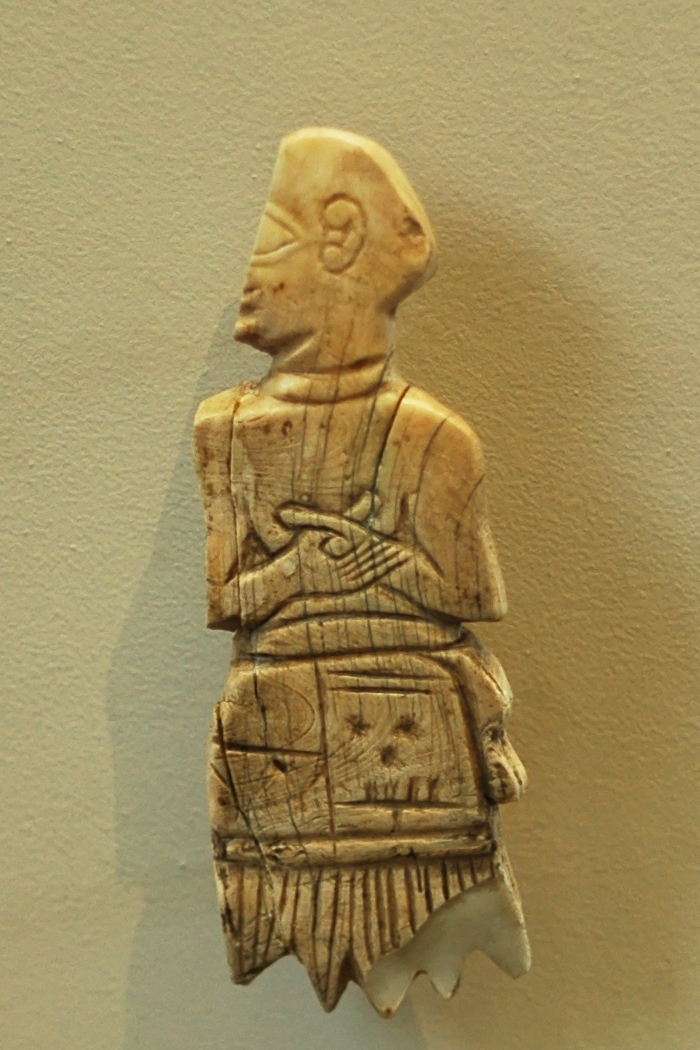
Élément d'incrustation en nacre inscrit au nom d'Akurgal, fils du roi Ur-Nanshe de Lagash, musée du Louvre.
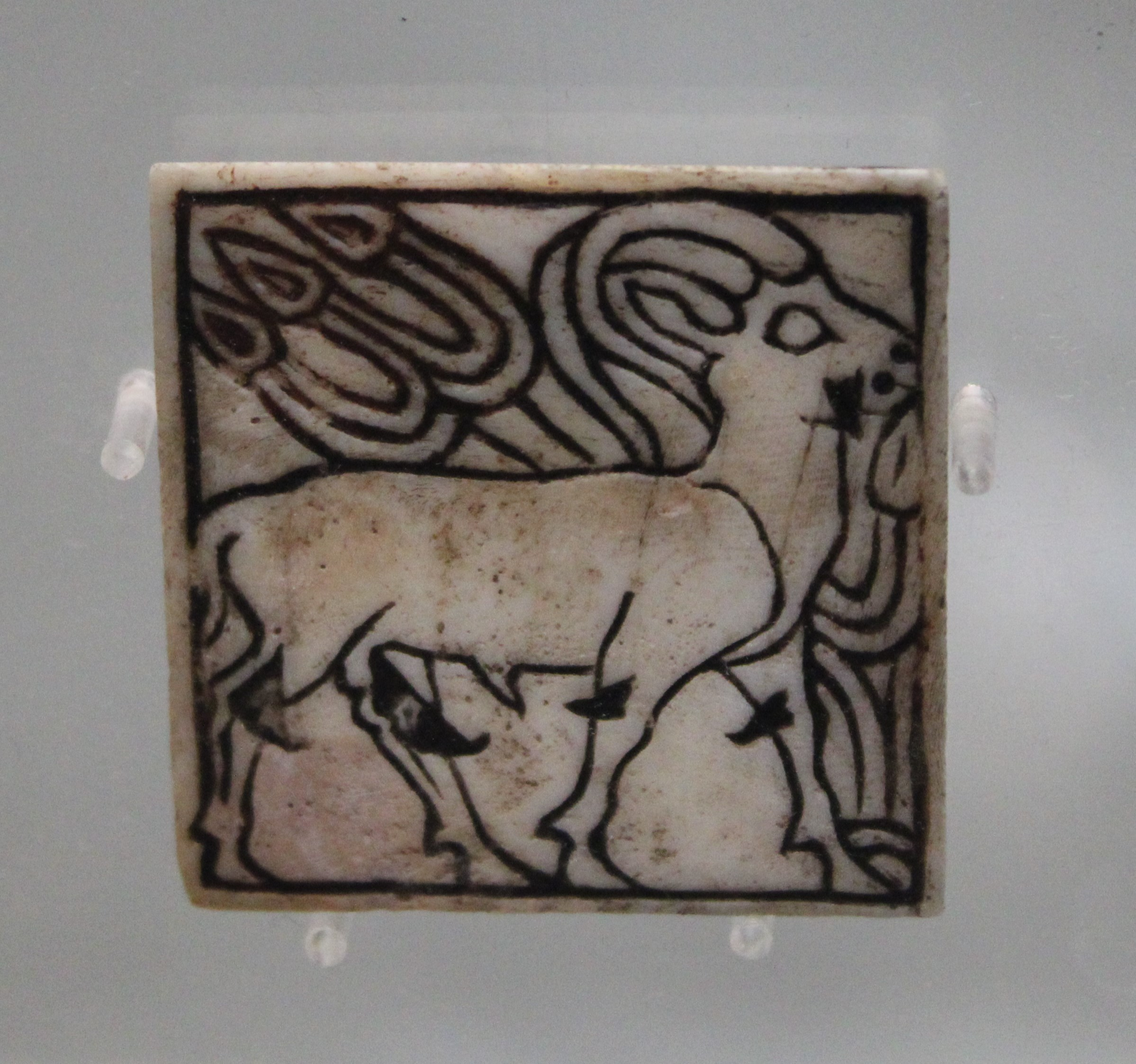
Plaque d'incrustation carrée (3 × 3 cm) en nacre gravée, représentant une gazelle. DA IIIA, Ur. British Museum.
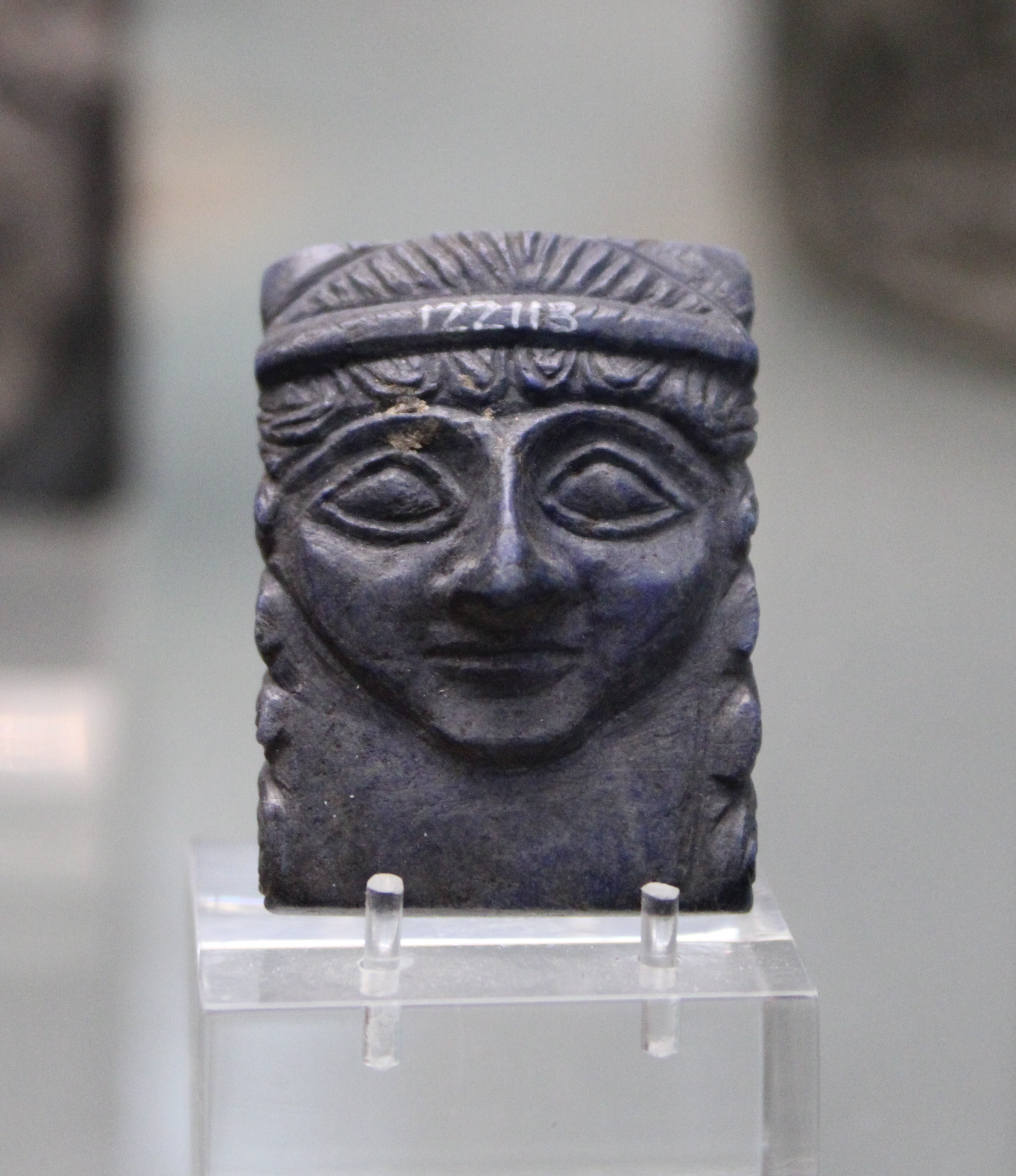
Plaque en lapis-lazuli avec un visage féminin. V. 2500 av. J.-C., Ur. British Museum.

### Généralités
- (en) John Nicholas Postgate, Early Mesopotamia : Society and Economy at the Dawn of History, Londres et New York, Routledge, 1992
- « Sumer », dans Jacques Briend et Michel Quesnel (dir.), Supplément au Dictionnaire de la Bible fasc. 72-73, Letouzey & Ané, 1999-2002, col. 77-359
- Francis Joannès (dir.), Dictionnaire de la civilisation mésopotamienne, Paris, Robert Laffont, coll. « Bouquins », 2001

### Dynasties archaïques
- (de) Joseph Bauer, « Der vorsargonische Abschnitt der mesopotamischen Geschichte », dans Joseph Bauer, Robert K. Englund et Manfred Krebernik, Mesopotamien: Späturuk-Zeit und Frühdynastische Zeit, Fribourg et Göttingen, Universitätsverlag Freiburg Schweiz et Vandenhoeck & Ruprecht, coll. « Orbis Biblicus et Orientalis », 1998 (lire en ligne), p. 429-585
- (en) Claus Wilcke, « Early Dynastic and Sargonic Periods », dans Raymond Westbrook (dir.), A History of Ancient Near Eastern Law vol. 1, Leyde, Brill, coll. « Handbuch der Orientalistik », 2003, p. 141-181
- Bertrand Lafont, « Les cités-États archaïques (2900-2330) », dans Bertrand Lafont, Aline Tenu, Philippe Clancier et Francis Joannès, Mésopotamie : De Gilgamesh à Artaban (3300-120 av. J.-C.), Paris, Belin, coll. « Mondes anciens », 2017
- (en) Vitali Bartash, « The Early Dynastic Near East », dans Karen Radner, Nadine Moeller et Daniel T. Potts (dir.), The Oxford History of the Ancient Near East, Volume 1: From the Beginnings to Old Kingdom Egypt and the Dynasty of Akkad, New York, Oxford University Press, 2020, p. 531-611

### Art et archéologie
- (en) Joan Aruz (dir.), Art of the first cities : The Third millennium B.C. from the Mediterranean to the Indus, New Haven et Londres, The Metropolitan Museum of Art of New York et Yale University Press, 2003 (lire en ligne)
- Agnès Benoit, Art et archéologie : les civilisations du Proche-Orient ancien, Paris, RMN, coll. « Manuels de l'école du Louvre », 2003
- Jean-Daniel Forest, Mésopotamie : L'apparition de l'État, VIIe-IIIe millénaires, Paris, Paris-Méditerranée, 1996
- Jean-Louis Huot, Une archéologie des peuples du Proche-Orient : t.I, Des peuples villageois aux cités-États (Xe-IIIe millénaire av. J.-C.), Paris, Errances, 2004
- (en) Daniel T. Potts (dir.), A Companion to the Archaeology of the Ancient Near East, Malden et Oxford, Blackwell Publishers, coll. « Blackwell companions to the ancient world », 2012

### Textes commémoratifs
- Edmond Sollberger et Jean-Robert Kupper, Inscriptions royales sumériennes et akkadiennes, Paris, Le Cerf, coll. « Littératures anciennes du Proche-Orient », 1971
- (en) Douglas Frayne, The Royal inscriptions of Mesopotamia : Early periods, vol. 1, Presargonic Period (2700–2350 BC), Toronto, University of Toronto Press, 2008